# Ту-22М
Ту-22М («изделие 45», по кодификации НАТО: Backfire) — советский дальний сверхзвуковой ракетоносец-бомбардировщик с крылом изменяемой стреловидности. Может нести ядерное оружие.
Строился в двух основных модификациях:
- Ту-22М2 — производился с 1972 по 1984 год и был снят с вооружения в середине 1990-х годов
- Ту-22М3 — производился с 1978 по 1993 год, эксплуатируется в настоящее время (2025 год)

Самолёт Ту-22М — один из самых засекреченных авиационных проектов СССР времён «холодной войны», благодаря чему даже сейчас значительное количество доступной информации по этому самолёту не соответствует действительности. На момент своего создания это был самый сложный и самый дорогостоящий самолёт в СССР.

## История возникновения серии
(При написании раздела использовалась информация из книги: Анвар Фатхуллин, «Бэкфайр и другие». 172 с. Казань, 2022 год)

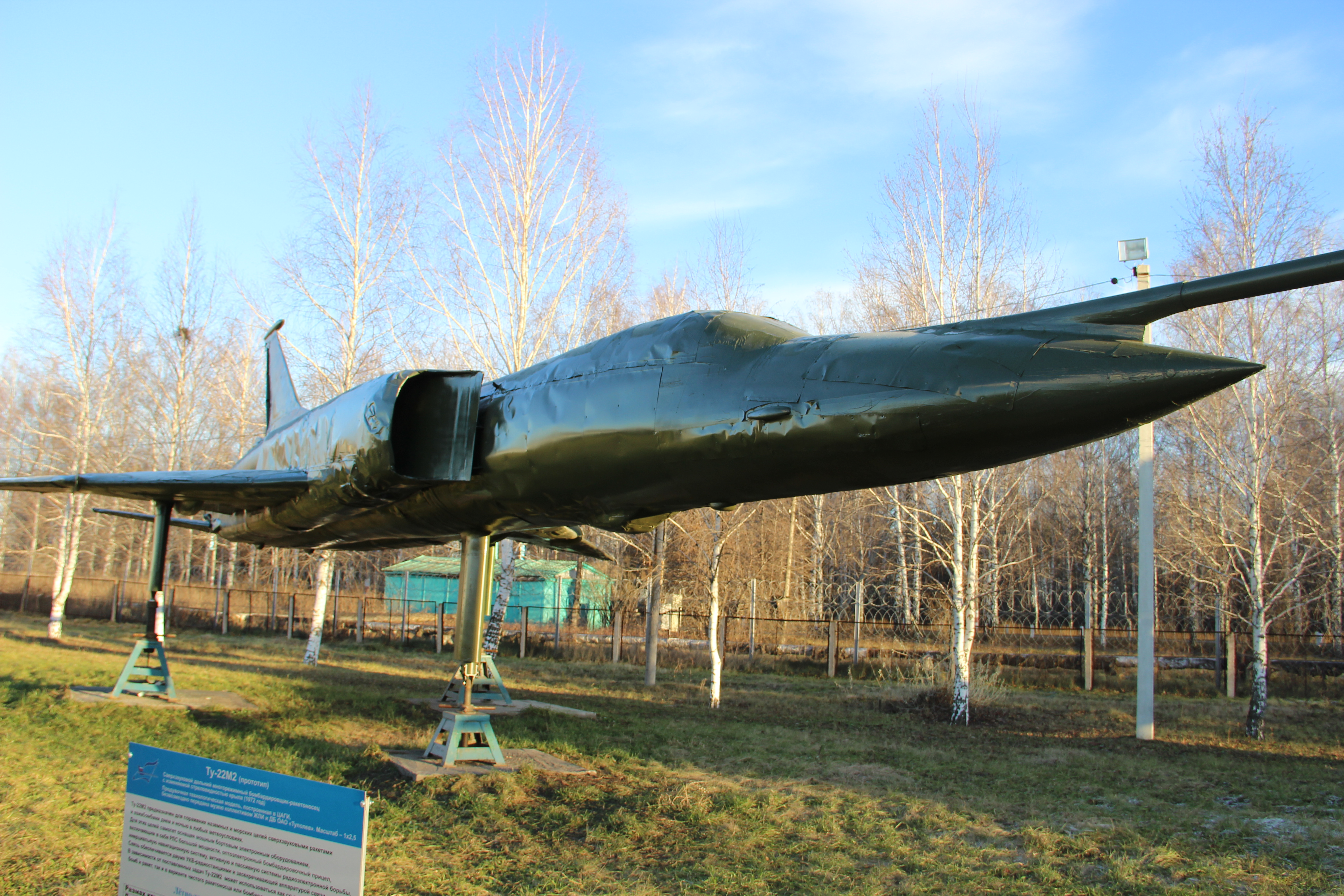
Аэродинамическая модель Ту-22М.
Музей гражданской авиации. Ульяновск, ноябрь 2013 года

К середине 1960-х годов тенденции в области боевого применения дальней авиации обозначили низкую эффективность однорежимных сверхзвуковых самолётов. Необходимо было создавать многорежимные самолёты, способные выполнять боевые задачи в широком спектре высот и скоростей. Эта цель могла быть достигнута, в первую очередь, использованием крыла изменяемой в полёте стреловидности.
Работы над проектом дальнего ударного самолёта начались в ОКБ Туполева в 1965 году на основании совместного решения МАП и ВВС от 24.08.1965 года: «О создании системы К-145 с самолётом-носителем Ту-145 с двигателями НК-144». Опытно-конструкторские и научно-исследовательские работы по данной теме проходили в рамках модификации самолёта Ту-22 за счёт установки новых двигателей и крыла изменяемой геометрии, при этом планировалось достигнуть улучшения ТТД самолёта.
Во многом обозначение Ту-22М является результатом политики. А. Н. Туполев на конкурсе предлагал вариант модернизации Ту-22 для экономии средств на разработку с целью получения заказа.
Самолёт планировалось использовать в вариантах ракетоносца, разведчика, постановщика помех. Также предполагалось изменить систему катапультирования экипажа, с целью снятия ограничений на высоту покидания. Заказчиком самолёта выступали ВВС. Срок постройки опытного ракетоносца был определён в 4 квартале 1968 года. Полная сметная стоимость работ — 60 млн 250 тыс. рублей, в том числе 9 млн 200 тыс. — затраты на проектирование, 22 млн 600 тыс. — затраты на постройку опытного образца и 28 млн 450 тыс. рублей — затраты на испытания.
На первом этапе проектирования шли разработки конструкции, уже опробованной на самолётах Ту-22 с размещением двигателей над фюзеляжем по обеим сторонам киля. Переделки касались практически только крыла будущего самолёта. Однако к 1967 году конструкция будущего Ту-22М была полностью пересмотрена, и прототип нового бомбардировщика потерял сходство с Ту-22 — самолётом-предшественником. За основу проекта «145» окончательно был взят проект «106 Б». Появляется вариант Ту-22М с крылом изменяемой стреловидности, воздухозаборниками по бортам фюзеляжа и размещением двигателей в хвостовой части по типу тяжёлого перехватчика Ту-128. Впервые на боевом самолёте в СССР планировалось устанавливать двухконтурные турбореактивные двигатели с форсажной камерой, которые получили индекс НК-144-22 или «изделие ФМ».
12 сентября 1967 года вышел приказ МАП № 305 по разработке, проектированию, производству самолёта Ту-22КМ, а также срокам и ответственности предприятий и должностных лиц. Так, этим приказом было определено, что предприятие п/я В-2877 (ОКБ Туполева) и Казанский авиазавод № 22 совместно (в кооперации) должны изготовить два самолёта для лётных испытаний в срок до ноября 1968 года.
В период с 29 ноября по 31 декабря 1967 года работала макетная комиссия по самолёту Ту-22КМ, которая хотя и дала положительное заключение по самолёту, но внесла такое количество изменений по конструкции, что рабочие чертежи пришлось изготавливать заново. Также макетная комиссия постановила, что в дальнейшем проектирование самолёта должно вестись в двух направлениях: с существующими на данный момент времени двигателями НК-144-22 и бортовым оборудованием, которое освоено в производстве, также следует работать в направлении создания самолёта с более мощными перспективными двигателями с форсажной тягой 22-23 тонны и перспективным оборудованием, в частности, новыми системами РЭП.
В проектировании самолёта, помимо специалистов ОКБ Туполева, также принимало участие порядка 250 прикомандированных специалистов из КБ Антонова, КБ Мясищева, из вертолётных ОКБ и ОКБ спортивной авиации. В приказе по МАП № 141 от 16.04.1968 указывалось: считать задание (конструкторам) по постройке самолёта Ту-22М с двигателем НК-144-22 и КИС главной задачей на 1968 год и обеспечить первоочередное выполнение.
28 ноября 1968 года выходит Постановление Совета Министров СССР № 1098, которое официально давало старт работам по созданию Ту-22М. Этим постановлением и приказом МАП
№ 433 определён срок предъявления самолёта Ту-22М на совместные испытания с заказчиком в лице Министерства Обороны — 2 квартал 1969 года. В этот же период начинается стапельная сборка агрегатов планера на Казанском авиазаводе № 22. На опытном производстве ОКБ Туполева в это время изготавливают поворотные части крыла, каналы воздухозаборников с узлами управления и множество других комплектующих.
В приказе МАП № 148 от 24.05.1969 года было отмечено, что на КАЗ собран первый самолёт Ту-22М, на котором проводятся отработки систем и проверки под током, и ведётся сборка второго самолёта.
30 августа 1969 года был выполнен первый полёт Ту-22М. До конца года на этом самолёте будет выполнено 12 полётов.
К концу года было собрано пять самолётов Ту-22М: один для испытаний ВВС, второй для совместных испытаний, третий поступил на лётно-испытательную станцию ОКБ-156, 4 и 5 самолёт планировалось использовать в качестве натурных стендов для отработки компоновки оборудования и КЗА. В связи с затягиванием сроков производства самолётов заказчик в лице ВВС обратился в арбитражный суд при Совете министров СССР с целью взыскать неустойку в сумме 491 тыс. 318 рублей из-за недопоставки двух самолётов в оговорённые сроки, однако в иске было отказано в связи с тем, что сроки поставки были нарушены по причинам, не зависевшим от завода.
Затраты на проектирование и доводку самолёта на ММЗ «Опыт» в 1969 году составили 21 млн 748 тыс. рублей.

## Производство и поставки
Все самолёты Ту-22М строились на КАПО, включая опытные образцы. Первый случай в СССР, когда опытное авиационное производство было развёрнуто не на предприятии разработчика, а сразу на серийном заводе.
Первый построенный предсерийный экземпляр самолёта Ту-22М нулевой серии зав. № 50190018 (01-01) построен 10.04.1969 года, первый полёт состоялся 30 августа 1969 года, первый командир корабля — лётчик-испытатель Василий Борисов. Далее этот самолёт был передан для испытаний в Лётно-исследовательский институт в г. Жуковском, затем — в 43-й Центр боевого применения и переучивания лётного состава дальней авиации в Дягилеве, полгода проходил войсковые испытания на базе 185-го ТБАП в Полтаве. В 1980 году передан в качестве учебного пособия в Киевское авиационное инженерное училище, в начале XXI века отреставрирован и находится в экспозиции Киевского государственного авиационного музея Украины.
Всего в 1969 году завод в Казани изготовил 5 самолётов Ту-22М нулевой серии, из них два самолёта были переданы на ММЗ «Опыт» (опытное производство КБ Туполева), один для лётных испытаний и один для статических испытаний.
Разовая оптовая цена на самолёты Ту-22М выпуска 1969-70 гг была установлена — 12 млн руб. Себестоимость изготовления производственной оснастки составила 2 миллиона рублей на единицу.
Все эти самолёты по составу оборудования были практически идентичны строевым самолётам Ту-22. Для совместных лётных испытаний по программе «Размещение оборудования» был выбран Ту-22М № 201.
Заводские испытания Ту-22М были завершены в первой половине 1970 года, и руководство МАП направило запрос в лётно-испытательный центр (Ахтубинск, в/ч 15650) о проведении совместных государственных испытаний.
При испытаниях самолёта выявлено несоответствие заданных ТТХ реально полученным. Так, ожидаемая дальность полёта самолёта — 7000 км, фактическая — 6200-6400 км. Максимальная скорость на высоте задана 2300-2500 км/ч, получено 2300. Скорость у земли задана — 1100 км/ч, реально получена 950-970. Длина разбега, задано — не более 1600 метров, получено 2300-2400 м. Максимальная бомбовая нагрузка − 12 тонн, а планируемая 21-24 тонны. Число подвешиваемых ракет Х-22 — одна. Ожидаемо — 2-3.
По результатам испытаний в 1970 году были внесены крупные изменения в конструкцию самолёта: полностью изменена конструкция центроплана, СЧК, ПЧК, 9-го бака, а секции фюзеляжа Ф-2, Ф-3, Ф-4, Ф-5, В-3 подлежали переделке на 10-30 %.
Первый самолёт «изделие 4501» (Ту-22М1) зав. № 301 улучшенной конструкции с доработанными двигателями НК-144-22 (по удельной мощности) начали строить в соотв. с приказом МАП № 327 от 19 октября 1970 года. Было доработано крыло, хвостовая часть фюзеляжа и увеличена мощность двигателей до 20 тс. 28 июля 1971 года состоялся первый полёт и затем началась его плановые испытания. Заданные ЛТХ при этом не достигнуты. Планер перетяжелён на 8-10 тонн. Работы по улучшению аэродинамики и уменьшению веса конструкции продолжались. Большой проблемой был низкий ресурс двигателя НК-144-22 — всего 50 часов.
Было ясно, что с имеющимися двигателями достичь заданных лётных параметров не получится. 17 сентября 1971 года вышел приказ МАП № 271 о начале работ по созданию нового двигателя НК-25 для самолёта Ту-22М в целях существенного улучшения ЛТХ самолёта. Габаритные размеры нового двигателя должны были обеспечивать взаимозаменяемость с НК-144-22. График работ, включая поставку двух двигателей ММЗ «Опыт» на лётные испытания в 3 квартале 1974 года и смету затрат на производство работ, требовалось предоставить на утверждение до 15.10 1971 г. В то же время поступавшие для монтажа двигатели НК-144-22 были низкого качества и имели многочисленные дефекты, в результате чего к концу года были сняты с готовых самолётов и отправлены на доработку 16 двигателей.
Приказ МАП № 242 от 27.07 1972 года гласил, что испытания и доводка самолёта Ту-22М и двигателя НК-144-22, оборудования и вооружения самолёта ведутся с большим отставанием от установленных сроков, в связи с чем окончание испытаний самолёта и его систем в 1972 году находятся под угрозой срыва. В этом же приказе отмечено, что в срок до конца июля 1972 года должен быть поставлен первый комплект аппаратуры навигационного комплекса НК-45 для установки на самолёт и комплект для стендовой отработки — в августе 1972 года. В итоге, до конца года завод сдал заказчику шесть самолётов Ту-22М (из них три изд. 4501) седьмой самолёт был потерян в аварии. Совместным решением МАП и ВВС восьмой построенный самолёт «4501» зав. № 405 передан на статические испытания. По результатам этих испытаний в августе 1972 года Генеральным конструктором были выданы новые чертежи на проведение усиления агрегатов планера. Пять уже собранных самолётов были заново разобраны и переданы на доработку.
Сложность и трудоёмкость по изготовлению и доводке Ту-22М была такова, что Казанский завод в течение многих месяцев работал в круглосуточном режиме и без выходных. Только в 1972 году переработка рабочих основного производства составила более 1 млн человеко-часов.
Всего за 1972 год по Ту-22М  было проведено 29 817 конструктивных изменений, выдано в производство  9421 новый чертёж. На самолёты зав. №№ 301 и 304 для отработки была установлена система автоматического управления АБСУ-145.
Самолёты 1973 года выпуска с зав. №№ 503, 504 и 505 получили в комплектацию новое оборудование: навигационный комплекс НК-45 (второго этапа), оптический прицел ОПБ-15, радиолокационную станцию ПНА и использовались для многочисленных испытаний и доводки оборудования. Именно эти самолёты считаются первыми изготовленными Ту-22М2.
Серийное производство самолётов «изделие 4502» (Ту-22М2) началось после завершения предварительного этапа испытаний и выполнения всех изменений и доработок, начиная с 7-й производственной серии, в 1973 году. Один собранный планер снова ушёл на статические испытания.
Согласно приказу МАП №228 от 21.06.1973 года, для проведения показа авиатехники на аэродроме Кубинка 3-4 июля 1973 года «Рубеж-73» был подготовлен один Ту-22М для статической экспозиции и два Ту-22М с экипажами для пролёта.
В 1974 году первые самолёты Ту-22М2 поступили для опытной эксплуатации в 43-й ЦБП и ПЛС ДА (г. Рязань, четыре самолёта) и 33-й ЦБП и ПЛС АВМФ (г. Николаев, три самолёта). В сентябре 1974 года первые серийные Ту-22М2 приземлились на аэродроме Октябрьское (Крымская обл, 943-й МРАП ВВС ЧФ) и аэродроме г. Полтавы (185-й ТБАП ДА).
Из-за того, что конструкция исходного планера Ту-22М2 была значительно перетяжелена в рамках техзадания (примерно на 14 тонн), а также из-за высокой сложности всего самолёта, на протяжении всего этапа производства непрерывно проводились отработки, испытания и исследования планера и систем. В различных испытаниях были задействованы до десяти серийных самолётов Ту-22М2. Как минимум, три планера находились на статических испытаниях. Всем было ясно, что в существующем виде Ту-22М2 значительно не дотягивает до характеристик, заданных правительственным заданием.
Тем не менее серийный выпуск изделия 4502 продолжался 10 лет, по 1983 год включительно. Всего было построено 206 самолётов пятидесяти производственных серий. С целью дезинформации иностранных разведок в 1976 году намеренно были пропущены 4 серии с 16 по 19 включительно. Самолёт зав. № 701 был потерян в катастрофе на этапе заводских испытаний, до передачи заказчику. Таким образом, всего в войска ушло 205 серийных «изделия 4502».
Самолёт зав. № 2202 был переделан для отработки решений по новой модификации самолёта — «изделие 4503». Самолёт зав. № 2602 использовался как стенд для наземных испытаний новых двигателей НК-25. Одновременно НК-25 проходит лётные испытания на летающей лаборатории — самолёте Ту-142ЛЛ.
Самый первый самолёт для лётных испытаний нового двигателя НК-25 — это Ту-22М2 № 4829451, получил наименование Ту-22М2Е, по условному наименованию двигателей НК-25 — изделие «Е». Он вышел на испытания в 4 кв. 1978 года. Следующий опытный самолёт № 4830156 бортовой № 32 — это первый прототип Ту-22М3, и второй прототип № 4831328 борт № 33 построены практически в это же время.
Затем завод начал наращивать выпуск Ту-22М3, постепенно вытесняя в производстве Ту-22М2, и к середине 1983 года выпуск Ту-22М2 и Ту-22М3 распределился примерно поровну.
В 1984 году выпуск Ту-22М2 прекращён, в производстве остались только Ту-22М3. Максимальный темп производства был достигнут в конце 1984 года — за четвёртый квартал построено 11 самолётов Ту-22М3.
Последние три готовых самолёта Ту-22М3 были переданы заказчику в 1993 году.
По состоянию на 1997 год на заводе стояли три невыкупленные собранные машины Ту-22М3 115-й серии (№ 11501, 11502 и 11503) и один Ту-22МР № 11301.
Точное количество произведённых самолётов, их серий, номеров, темпов выпуска в настоящее время установить представляется весьма проблематичным, так как долгое время самолёты Ту-22М окружала плотная завеса тайны. Открытой информации о программе Ту-22М очень мало, зато много слухов и домыслов. По общепринятой точке зрения, было построено порядка 9 Ту-22М с нулевой по третью серии и 10 Ту-22М1 с третьей по пятую серии. Самолёты Ту-22М2 с пятой серии по 58-ю серии строились до конца 1983 года. В каждой серии, как правило, было 5 самолётов.

## Конструкция
Общие особенности конструкции

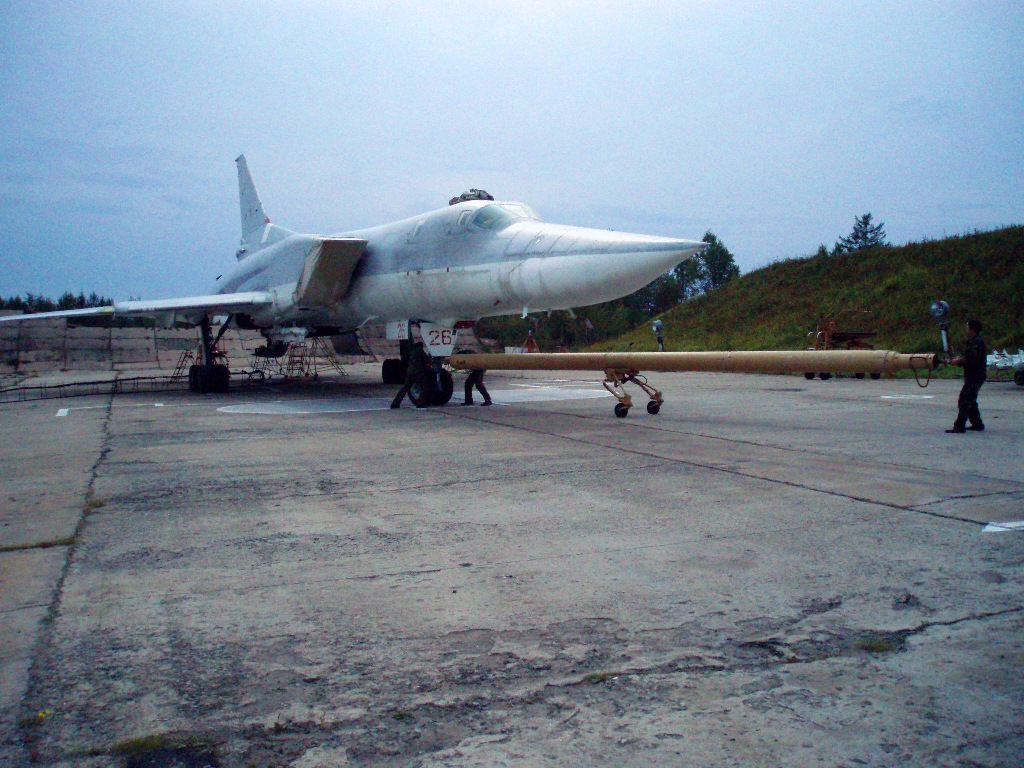
Подсоединение водила к передней стойке Ту-22М3

Самолёты серии Ту-22М выполнены по нормальной аэродинамической схеме свободнонесущего низкоплана (кроме самолётов нулевой серии). Конструкция планера выполнена в основном из алюминиевых сплавов В-95 и АК-8, а также стали 30ХГСА, 30ХГСНА и магния Мл5-Т4. Крыло состоит из неподвижной части и поворотных консолей. Крыло переставляется на углы от 20° до 65°, на максимальной стреловидности угол ПЧК более угла СЧК — весьма редкая конструктивная особенность. На Ту-22М2, в соответствии с РЛЭ, стреловидность 65° в полёте не применялась. Механизация крыла включает предкрылки, трёхсекционные двухщелевые закрылки, трёхсекционные интерцепторы. Элероны на самолёте — отсутствуют.
Интерцепторы работают дифференциально по крену и синхронно — как тормозные щитки, с сохранением функции поперечного управления. На Ту-22М2 и ранних сериях Ту-22М3 применялись внутренние интерцепторы на СЧК в качестве посадочных воздушных тормозов, которые выпускались сразу на полный угол при достижении полного угла отклонения внешними интерцепторами.
Стабилизатор — цельноповоротный, синхронный, допустимая «вилка» при полных углах отклонения не должна превышать 0,5°. При отказе интерцепторов, автоматически либо принудительно, стабилизатор включается в работу дифференциально по крену, с сохранением функции управления по тангажу, хотя при этом режиме и присутствуют некоторые ограничения.
Самолёт имеет фюзеляж типа полумонокок и трёхопорное убирающееся шасси с носовой стойкой. Силовая установка состоит из двух маршевых двухконтурных турбореактивных двигателей с форсажной камерой в кормовой части фюзеляжа. В форкиле установлена ВСУ ТА-6А. Воздухозаборники с вертикальным клином (на Ту-22М3 — с горизонтальным) расположены по бокам фюзеляжа. Запас топлива «РТ» в количестве 53550 кг размещается в интегральных баках в передней (баки 1, 2), средней (3, 4, 5) и хвостовой (баки 6, 7, 8) частях фюзеляжа, в киле (9-й бак) и крыльевых баках, подвесные баки не предусмотрены. В хвостовой части фюзеляжа могут устанавливаться узлы подвески стартовых твердотопливных ускорителей.
По настоянию заказчика (Министерства обороны СССР) на самолётах первых серий стояла так называемая раздвижка средней пары колёс шасси для возможной эксплуатации машины с грунта. Впоследствии от механизма раздвижки отказались как от бесполезного усложнения конструкции.

### Фюзеляж
Фюзеляж — в основном прямоугольного со скруглёнными углами сечения, кроме носовой части и кабины, которые до воздухозаборников условно круглого сечения.
Технологически фюзеляж состоит из носовой части, включающей в себя носовой обтекатель (секция Ф-1), расположенный перед шпангоутом № 1, и гермокабины (секция Ф-2), между шпангоутами №№ 1-13; передней части между шпангоутами №№ 13-33 (секция Ф-3), средней части между шпангоутами №№ 33-60 (секция Ф-4), хвостовой части между шпангоутами №№ 60-82 (секция Ф-5), и заднего стекателя. Отсеки фюзеляжа состыкованы в плоскостях шпангоутов № 1, 13, 33 и 82. Средняя и хвостовая части фюзеляжа технологического разъёма не имеют и представляют собой единый отсек.

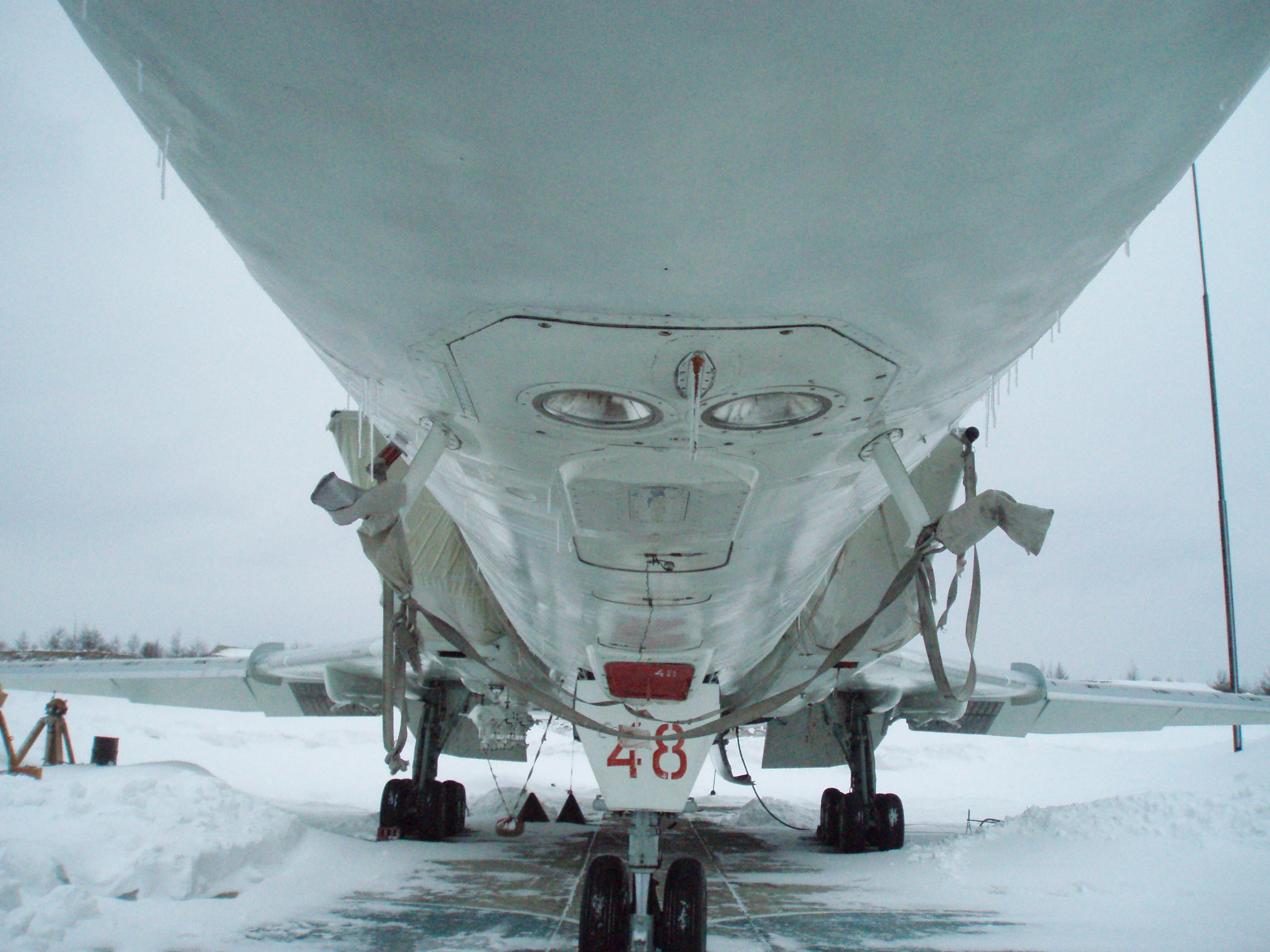
Ту-22М3 — вид снизу-спереди

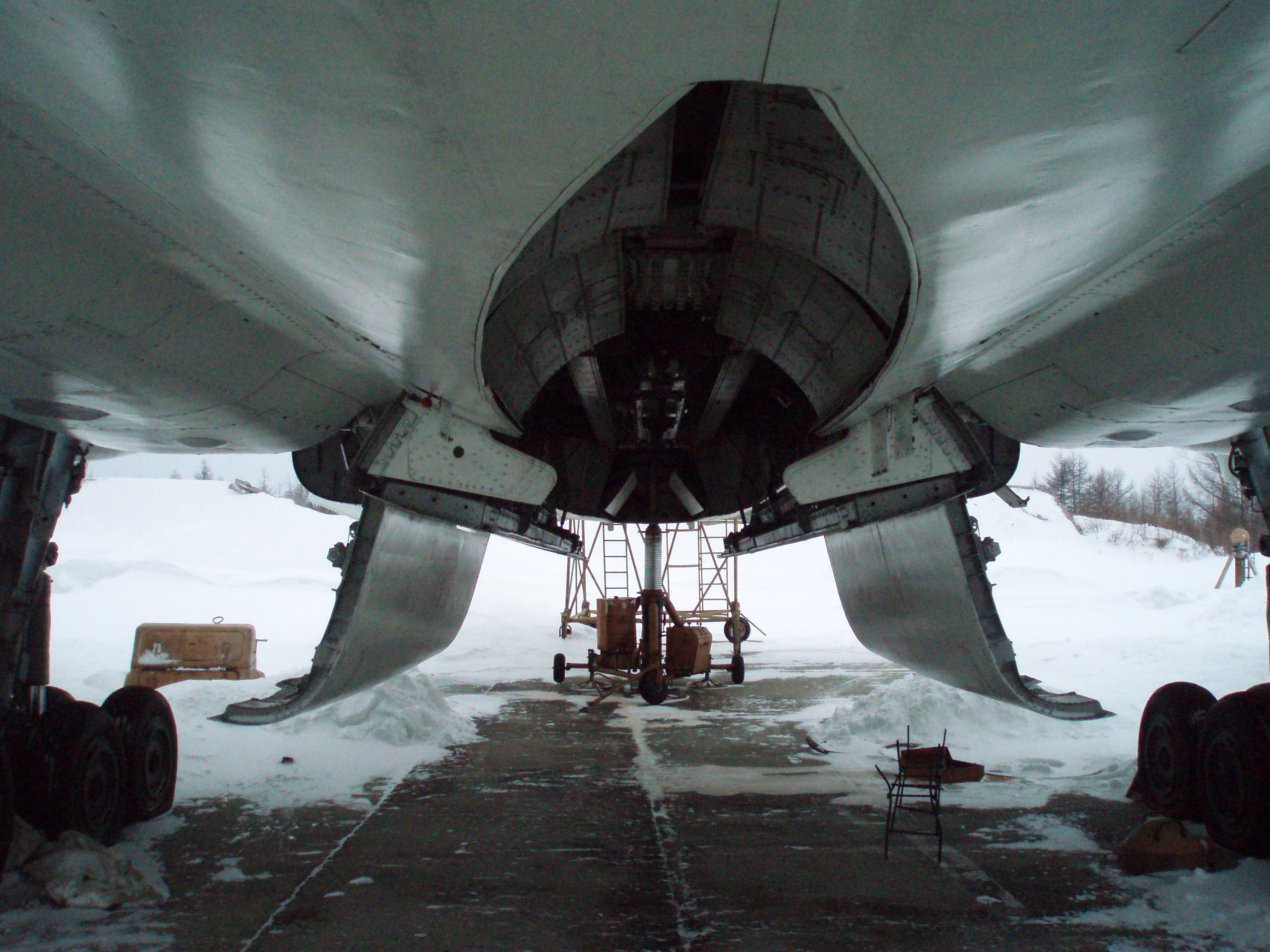
Грузовой отсек. Створки основных стоек шасси открыты для доступа при техническом обслуживании, при обычной эксплуатации они закрыты

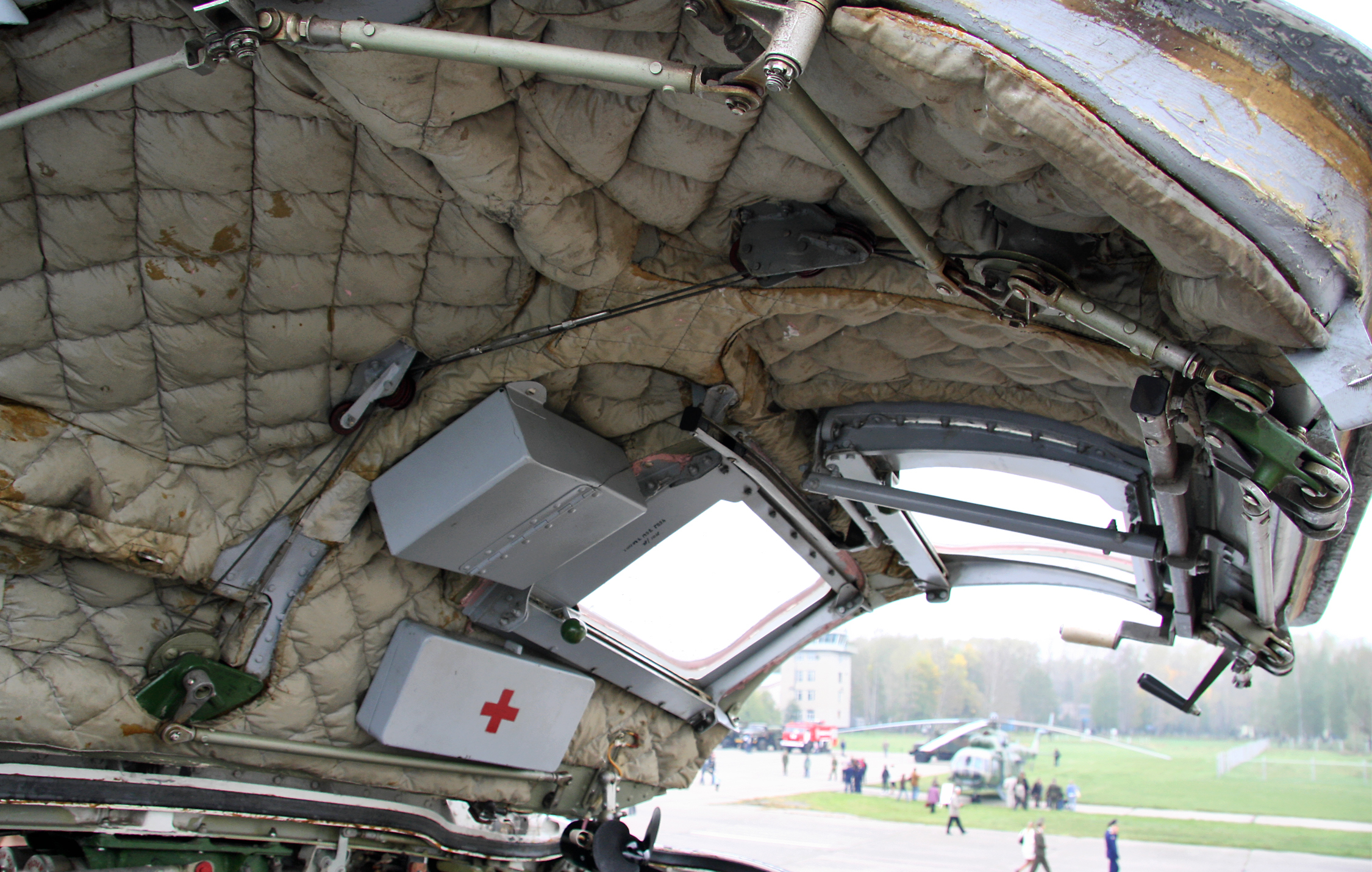
Правая крышка фонаря кабины лётчиков. В открытом положении каждая крышка фиксируется специальным подкосом. Для облегчения веса под каждой крышкой установлен газовый демпфер-компенсатор, заряжаемый азотом

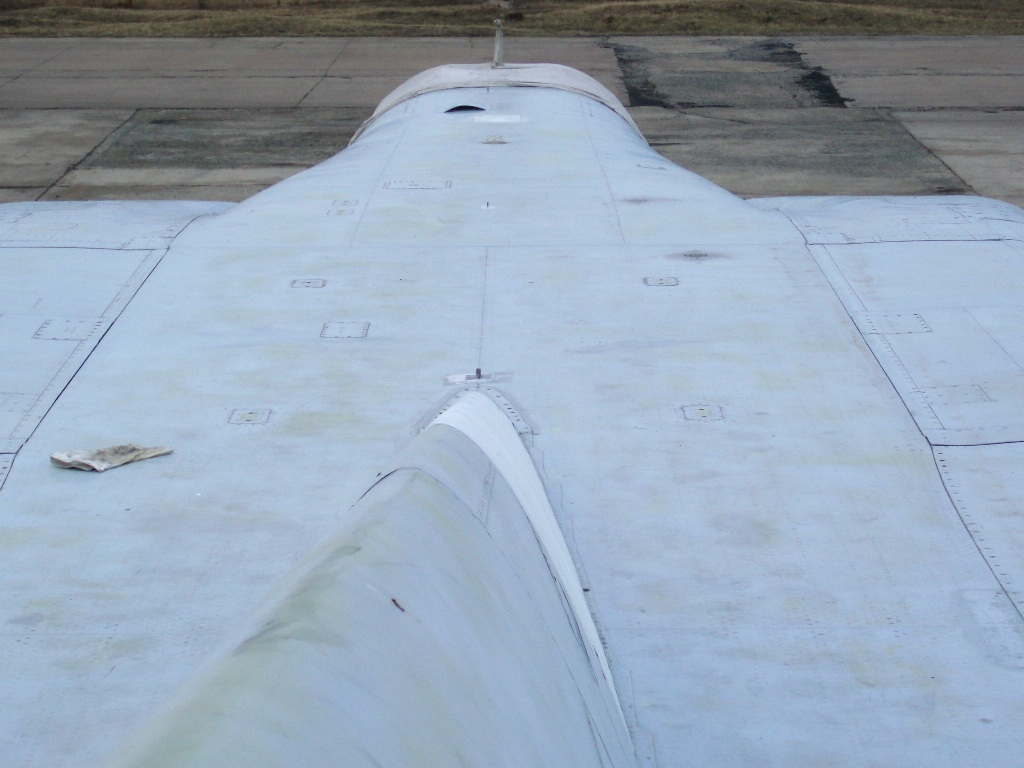
Фюзеляж сверху

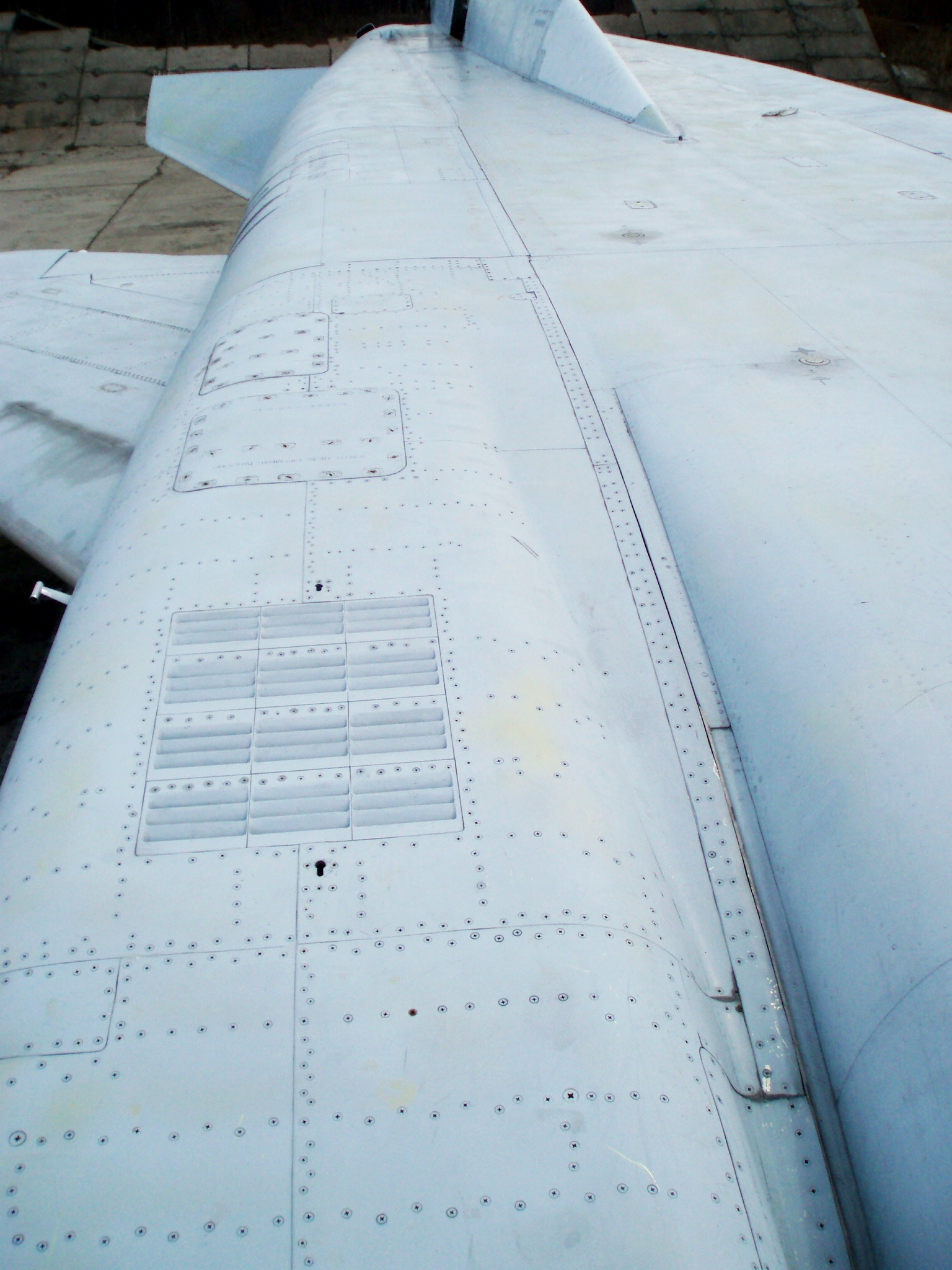
Фюзеляж и правый воздухозаборник сверху

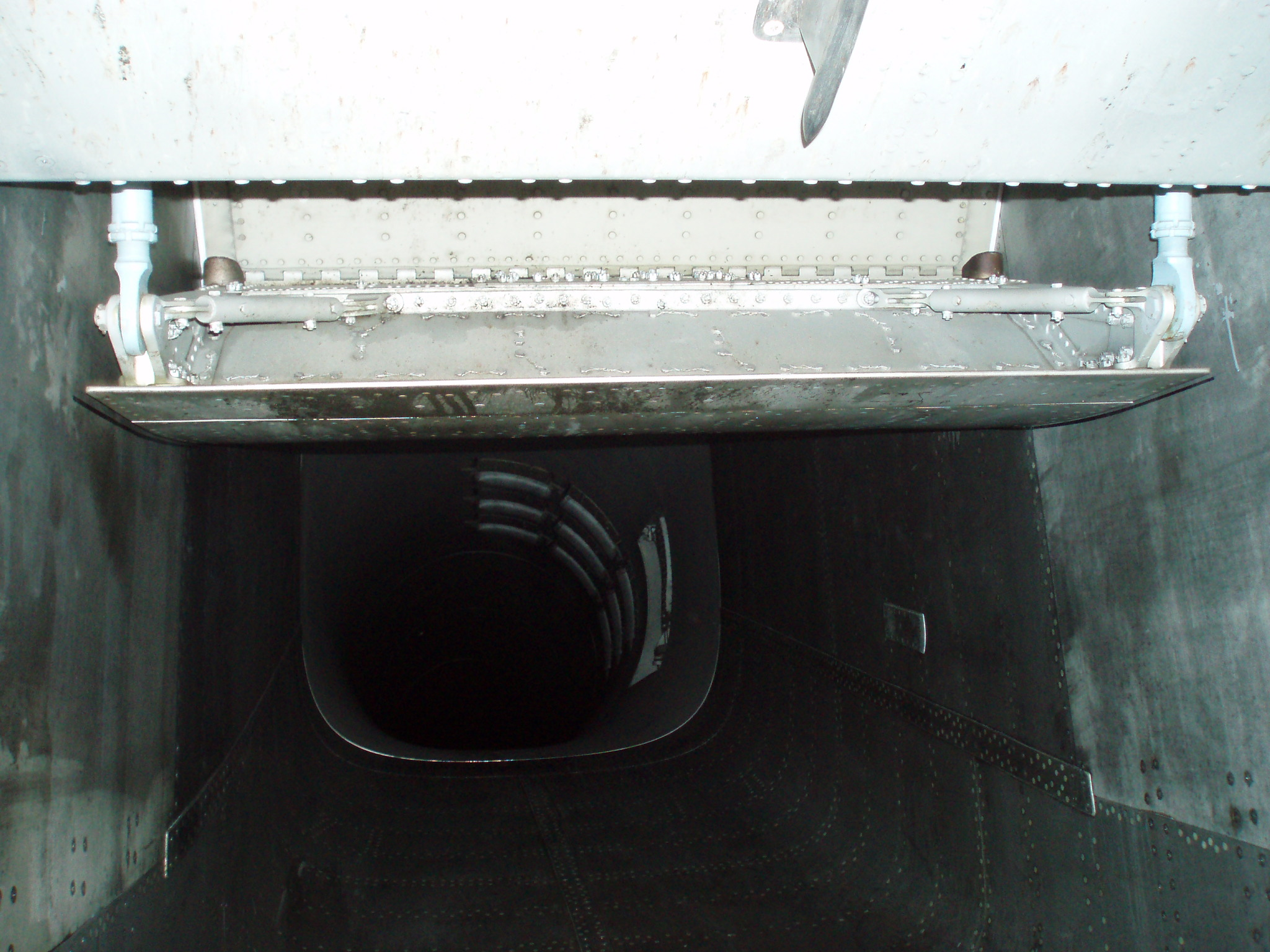
Канал воздухозаборника левого двигателя — панель клина полностью выпущена

Между шпангоутами № 33-44 в средней части фюзеляжа установлен центроплан крыла, соединённый с фюзеляжем в одно целое. К хвостовой части фюзеляжа крепятся большой форкиль с надстройкой и киль с рулём направления. Симметрично по бокам смонтированы половины цельноповоротного стабилизатора.
Силовой набор и обшивка фюзеляжа выполнены в основном из алюминиевых сплавов Д16 и В95.
Носовой обтекатель негерметичен и состоит из верхней и нижней частей. В верхней установлены блоки аппаратуры ПНА и две выпускаемые в поток фары подсвета штанги и конуса заправки. В нижней части носового обтекателя смонтирована параболическая антенна РЛС с приводом. Нижняя часть закрыта обтекателем из сотового радиопрозрачного материала — стеклотекстолита марки КАСТ-В. На Ту-22М2 и Ту-22М3 носовые части по конструкции несколько разные, обтекатели РЛС — не взаимозаменяемые. В нижней задней части сотового обтекателя сделан откидываемый на петлях вниз-вправо дюралевый люк для доступа внутрь отсека антенны РЛС. На крышке люка установлены две посадочные фары ПРФ-4 «передние».
Гермокабина Ф-2 — самостоятельный гермоотсек от 1-го до 13-го шпангоута, в средней части разделён повдоль полом. Первый шпангоут — это сплошная гермоперегородка, разделяющая кабину и носовой отсек. 13-й гермошпангоут представляет собой выпуклую диафрагму по контуру фюзеляжа, площадь которой почти полностью занята гермовыводами и герморазъёмами.
В верхней средней части отсека находятся рабочие места для четырёх членов экипажа с катапультными креслами КТ-1М, приборные доски и панели, различное оборудование и аппаратура. На рабочих местах летчиков установлены штурвальные колонки со штурвалами, оборудованные механизмом принудительного отброса вперёд. Все кресла имеют электрическую регулировку под рост, у лётчиков дополнительно регулируется вынос педалей путевого управления.
Подход к рабочим местам — через четыре крышки входных люков, открываемые вверх вручную как снаружи, так и изнутри. Из-за большой высоты самолёта для доступа в кабину экипажа были разработаны и входили в комплект поставки специальные входные стремянки, оборудованные гидроподъёмником площадки. Без стремянки попасть в кабину экипажа невозможно. Для аварийного выхода экипажа без стремянок на каждом рабочем месте уложен спасательный фал в виде широкой капроновой ленты.
Входные люки в полёте герметизируются надувными шлангами герметизации.
На люках штурманов имеется по одному прямоугольному окну из оргстекла, на люках лётчиков — по два окна меньшего размера. Все окна могут закрываться сдвижными металлическими шторками типа «жалюзи».
Переднее остекление кабины — три толстых силикатных триплексных стекла: левое, среднее и правое. Все стёкла электрообогреваемые от сети переменного тока. Для очистки остекления в полёте от загрязнений установлена система обмыва спиртом, «дворников» (как на дозвуковых самолётах) — нет.
Снизу отсека Ф-2 находятся три гермолюка для доступа в технический отсек кабины снизу, условно обозначенные как «отсек № 1», «отсек № 2» и «отсек № 3». Крышки люков открываются вовнутрь полностью и затем вынимаются. Герметизация крышек обеспечивается резиновыми уплотнениями по контуру люка.
Через первый гермолюк обеспечивается доступ к приборным доскам лётчиков сзади, а также к многочисленным блокам и приборам различной электронной аппаратуры, установленных на этажерках за приборными досками от самого низа и до верха. Так как в этом отсеке установлена аппаратура опознавания, в ручку крышки 1-го люка встроен внутренний замок.
Через второй гермолюк обеспечивается подход к тягам, механизмам, агрегатам и датчикам системы управления полётом, корректорам высоты и корректорам-задатчикам приборной скорости из к-та АБСУ, гироагрегату курсовой системы. Третий гермолюк находится в задней части обтекателя видеоголовки прицела, для его вскрытия необходимо сначала открыть и откинуть вбок две створки. Через него обеспечивается доступ к аппаратуре и блокам прицела, смонтированных на этажерках над видеоголовкой, а также многочисленным блокам навигационного комплекса, приборного, электро- и другой аппаратуре, расположенной за креслами штурманов от самого низа и до потолка.
Негерметичный отсек Ф-3 — шпангоуты номеров с 13 по 33. Отсек разделён элементами каркаса на отсек топливного бака № 1, отсек ниши передней ноги шасси, отсек бака № 2, затем техотсек «33 шпангоута». Контейнер бака № 1 расположен между шпангоутами № 14-18, бака № 2 — между шпангоутами № 23-31.
Технический отсек ниши передней ноги закрыт съёмной полукруглой крышкой из дюраля (по форме колёс), при её демонтаже обеспечивается доступ в отсек. Всё пространство отсека, все стенки, а также пол и потолок заняты рамами и этажерками с многочисленным оборудованием и блоками АО, АВ и РЭО, также здесь установлены агрегаты системы кондиционирования. В задней части на полу отсека расположен фотолюк, сверху которого монтируется аэрофотоаппарат. Далее за АФА под баком № 2 расположена откидываемая вниз на морских болтах рама с моноблоком ДИСС и малогабаритной инерциальной системой.
Над баком № 2 справа вверху находится контейнер спасательной лодки ЛАС-5М. Крышку люка можно открыть как снаружи самолёта, так и из кабины экипажа.
Технический отсек «33 шпангоута» находится между шпангоутами № 31 и № 33 и ограничен спереди и сзади стенками фюзеляжных баков № 2 и № 3, снизу, сверху и с боков — элементами каркаса и обшивкой. В нём смонтированы агрегаты топливной системы — краны и насосы откачки, гидравлический рулевой привод механизма перекладки крыла, аварийный накопитель МСРП-64 и гироскопические датчики системы АБСУ. Для доступа в отсек снизу имеется откидной на петлях люк (вниз-влево). При наличии на борту самолёта аппаратуры «Берёза» на крышке люка монтируется блок 3 изд. ЛОО6С, и надпись на люке: «Внимание — крышка под грузом».
Средняя часть фюзеляжа расположена между шпангоутами № 33-60, шпангоуты № 48, 51, 54 и 60 грузоотсека являются силовыми. Конструктивно состоит из бака-кессона 4К, подкессонного отсека, контейнера бака № 3, грузового отсека, контейнеров баков 5А и 5Б и бака-кессона 5К. Кессон № 4К является центропланом, то есть средней силовой частью крыла и используется в качестве топливного бака-отсека отрицательных перегрузок. Грузоотсек усилен продольными балками (бимсами) из сплава В95-Т.
В связи с габаритами крылатой ракеты Х-22 большими, чем грузовой отсек самолёта, последняя подвешивается на фюзеляжный держатель в полуутопленном положении. Носовая часть ракеты располагается в подкессонной части бака 4К, средняя часть ракеты — в грузоотсеке и хвостовая часть ракеты — в подкессонном пространстве бака № 5, для чего в конструкции бака имеется ниша для киля ракеты. Для закрывания этого проёма в нижней части фюзеляжа по оси самолёта от 34 до 65 шпангоутов расположено четыре пары независимых створок: передние подкессонные створки № 1 и № 2, створки грузоотсека, состоящие из основных створок и навешенных на них передних и задних подвижных створок и задние килевые створки. В ракетном варианте передние и задние створки открываются, основные створки грузоотсека находятся в закрытом положении, а передние и задние подвижные створки грузоотсека убираются внутрь фюзеляжа, образуя нишу для ракеты. В минно-бомбовом варианте передние и задние створки закрыты, а все три створки с каждого борта грузоотсека механически соединяются друг с другом, образуя пару единых створок, открывающихся наружу. При этом в задней части грузоотсека может устанавливаться автомат пассивных помех групповой защиты АПП-22МС, а в килевом отсеке 5 бака можно установить два автомата пассивных помех АСО-2Б.
Всё внутреннее пространство грузового отсека — боковые, передняя, задняя стенки и весь потолок используются для размещения различных систем, агрегатов, электронных блоков, силовой электроаппаратуры.
Для доступа в грузовой отсек при закрытых нижних створках наверху фюзеляжа справа от форкиля имеется эксплуатационный люк, который можно открыть только снаружи.
Нижние надстройки СЧК является продолжением нижнего обвода воздухозаборников (подканальные отсеки) и используются как технические отсеки для размещения блоков и агрегатов СКВ, ВВР, радиоблоков, а левый отсек — как «багажный», для перевозки самолётного имущества (колодки, чехлы и т. д.) при перелётах.
Хвостовая часть фюзеляжа расположена между шпангоутами № 60-82 и со средней частью фюзеляжа составляет неразъёмный отсек. Она выполнена по схеме полумонокок, имеющий продольный (стрингерный) набор с работающей обшивкой. В хвостовой части фюзеляжа расположены: продолжение каналов воздухозаборников, плавно переходящее в отсеки двигателей, газотурбинные двухконтурные двигатели: слева двигатель № 1, справа — двигатель № 2. Снизу между двигателями находится съёмный контейнер с тормозным парашютом.
Между каналами воздухозаборников и двигателями расположен кессон-бак № 5, далее между шпангоутами № 60-68 и в форкиле находится группа баков 6-7-8.
В подканальной части в/заборников (снизу) организованы технические отсеки с агрегатами СКВ, противопожарной автоматикой, аппаратурой двигателей и различных самолётных систем. Далее горячая и холодная часть двигательных отсеков разделена поперёк противопожарными перегородками. В полёте отсеки двигателей охлаждаются забортным воздухом.
ВСУ смонтирована на верхней панели фюзеляжа в форкиле, между шпангоутами № 63-65. Форкиль обвязан с фюзеляжем через узлы на промежуточных шпангоутах и угольником на обшивке. Четыре лонжерона нижней части киля крепятся к силовым фюзеляжным шпангоутам № 68, 72, 74 и 77. В хвостовой части расположена надстройка за килем — на верхней панели фюзеляжа между шпангоутами № 80-82 и стабилизатор на шпангоутах № 74 и 77К.
Весь планер самолёта имеет большое количество панелей, эксплуатационных люков и лючков, предназначенных для доступа к агрегатам и аппаратуре самолёта при техническом обслуживании. Практически все люки и лючки выполнены легкосъёмными, на замках различных конструкций. Также самолёт характеризует широкое применение цветной маркировки, символов и надписей с наименованиями, и номеров схемных позиций всего установленного оборудования, что при высокой плотности размещения последнего существенно облегчает техническую эксплуатацию.

### Крыло

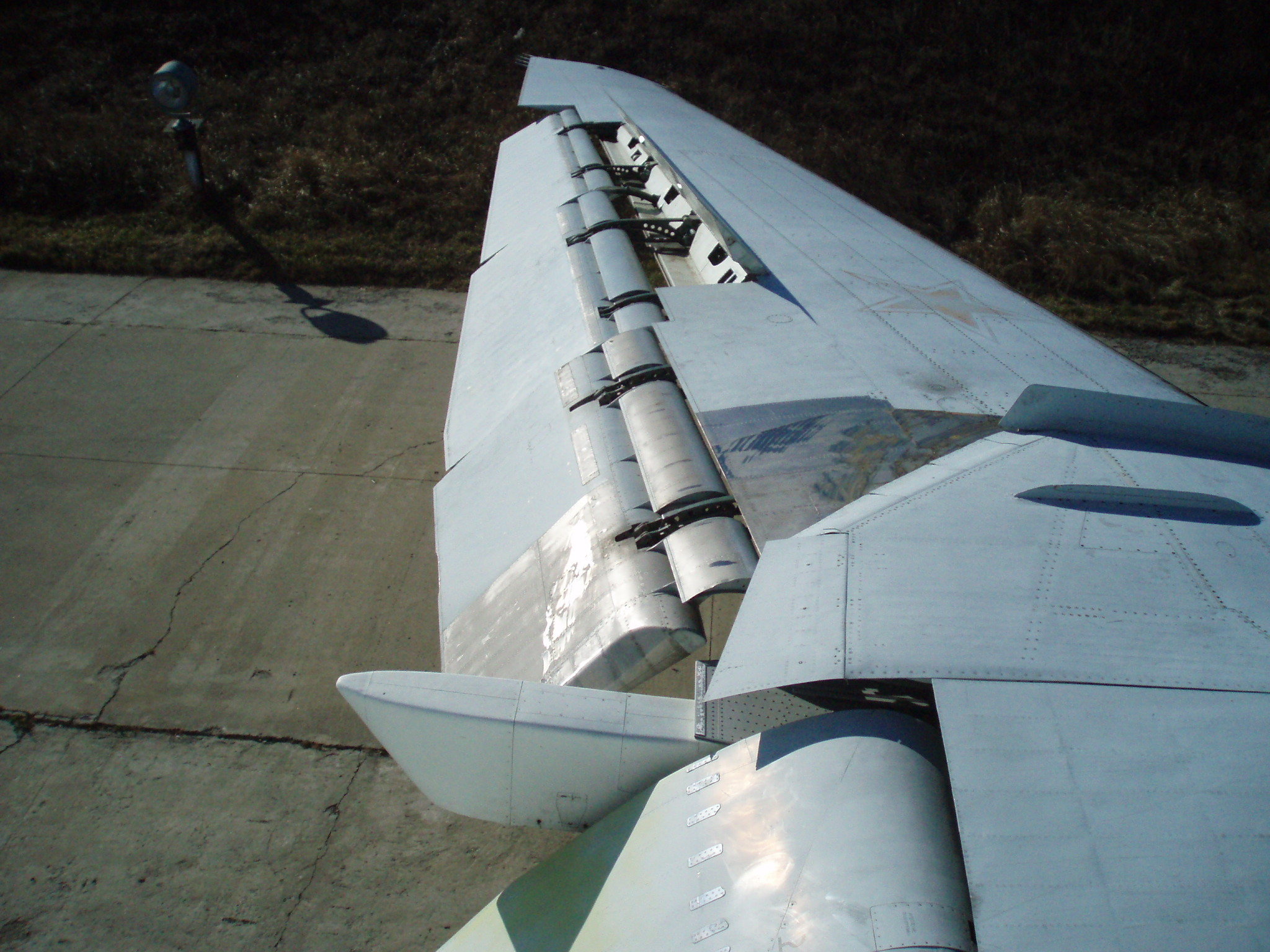
Левая ПЧК с выпущенными на полный угол закрылками и поднятыми до упора интерцепторами

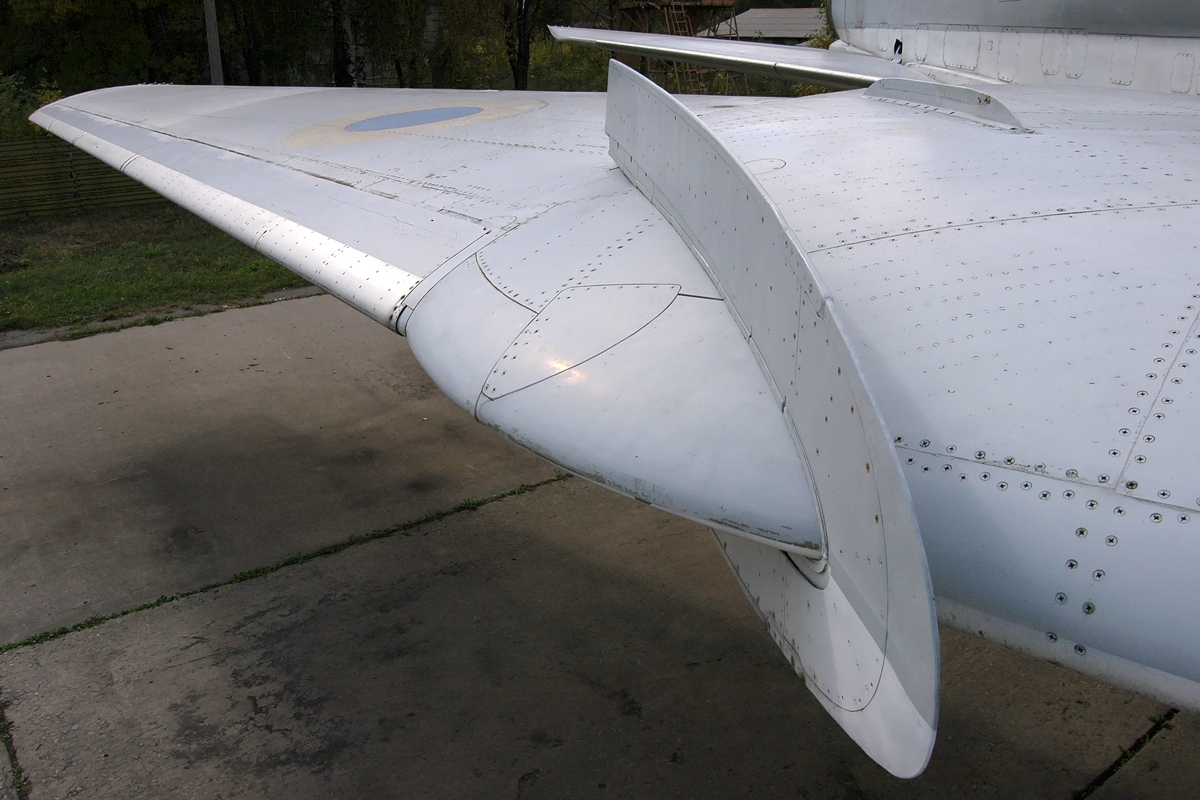
Поворотный узел крыла — ПЧК в положении 65°

Крыло изменяемой стреловидности, от 20 до 65 градусов. Габаритный размах крыла при стреловидности 20° — 34,3 метра, при стреловидности 60° — 23,3 метра. Удлинение крыла по трапеции при стреловидности 20° — 8,77. Поперечное V — 0°, угол установки крыла — 0° 48′. Средняя часть крыла имеет стреловидность по передней кромке 56°, а по задней — 0°. Поворотные части крыла имеют геометрическую отрицательную коническую крутку, составляющую угол −4°, для предотвращения срыва потока при больших углах атаки и расширения диапазона эксплуатационных скоростей полёта самолёта.
Дозвуковой полёт самолёта может осуществляться при любой стреловидности крыла, с учётом ограничений по скорости для данной конфигурации согласно РЛЭ. Основным углом стреловидности ПЧК при полёте на дозвуковых скоростях является угол 30°. Угол 60° в основном является проходным режимом при переходе от дозвуковых к сверхзвуковым скоростям и обратно при полётах на больших высотах, также с таким углом стреловидности выполняются полёты на больших дозвуковых скоростях и малых высотах. Максимальная дальность полёта с одной ракетой или без неё достигается при стреловидности крыла 30° при скорости М = 0,8, в диапазоне высот Н = 8÷11 км, в зависимости от полётной массы самолёта. Стреловидность крыла 20° используется только при взлёте и посадке. Только при такой стреловидности возможен выпуск закрылков.
Крыло самолёта данного типа технологически состоит из двух поворотных частей ПЧК, двух средних частей СЧК, двух поворотных узлов и центроплана. Несущие силовые части центроплана, СЧК и ПЧК имеют кессонную конструкцию, образованную лонжеронами, монолитными прессованными панелями и герметическими нервюрами по торцам и являются топливными баками.
Шарнирный узел крыла обеспечивает угловое перемещение поворотной части крыла — ПЧК относительно средней части крыла СЧК, а также осуществляет крепление ПЧК к СЧК. Этот узел воспринимает все нагрузки, действующие на ПЧК: изгиб, кручение, сдвиг. Кроме основного назначения, шарнирный узел служит переходным узлом для электропроводки, гидросистем, трансмиссии закрылков, топливных и дренажных трубопроводов. Система управления поворотом крыла СПК-2 — это дистанционная электрогидравлическая следящая система с двойным резервированием. Двухканальный рулевой привод РП-60 установлен на задней стенке техотсека 33 шп. Вращательное движение от привода к поворотным узлам передаётся посредством приводных валов через фрикционы.
Ось вращения поворотной части крыла посчитана таким образом, чтобы при перестановке крыла в полёте положение аэродинамического фокуса менялось незначительно. Перебалансировка самолёта в полёте при перестановке крыла на полный угол не превышает Δφ = 1°.
Центроплан и СЧК соединены между собой неразрывно и вместе образуют центральную часть крыла, причём центроплан является связующим силовым элементом конструкции и одновременно топливным баком-отсеком отрицательных перегрузок, бак № 4К.
Закрылки — двухщелевые трёхсекционные, с гидравлическим винтовым приводом от двухканального гидропривода РП-60 с двумя гидромоторами, установленного на потолке грузоотсека (похожий привод, но другой серии, применяется для привода закрылков с-та Ту-154). Внутренняя секция закрылка на СЧК имеет полный угол выпуска — 40 ± 1°, секции на ПЧК меньше — 35 и 30 градусов. Такие углы выбраны для облегчения поперечной балансировки самолёта на взлёте и посадке. Взлётный угол закрылков (внутренних) при любых условиях — 23°. Посадочный угол выпуска закрылков 40°, но при наличии подкрыльевой ракеты угол выпуска автоматически ограничен 23° из-за выступающего за контур крыла киля ракеты. Выпущенные закрылки, вместе с большим приростом подъёмной силы (при Х = 23 ΔСуз ≈ 0,5) создают значительный пикирующий момент, который автоматически компенсируется перемещением стабилизатора на кабрирование примерно на 5°.
Предкрылки, установленные по передней кромке ПЧК и схемотехнически синхронизированные с закрылками, автоматически выпускаются на полный угол 19 ± 1° электроприводным механизмом перед выпуском закрылков и убираются также автоматически сразу после полной уборки закрылков.
Ввиду негативного опыта эксплуатации самолётов Ту-22, где применялись элероны с механической проводкой и из-за нагрева обшивки происходила существенная деформация тяг управления, для основного управления самолётом Ту-22М2/3 по крену применяется четырёхканальная система электродистанционного управления интерцепторами ДУИ-2М. Интерцепторы установлены на каждой плоскости крыла, перемещаются блоками гидроцилиндров БГЦ-10, которые, в свою очередь, управляются четырёхканальными рулевыми агрегатами РА-57, по конструкции аналогичными трёхканальным РА-56, стоящим на Ту-154. Интерцепторы используются и как тормозные щитки в полёте и на посадке, при этом они могут синхронно выпускаться на любой рабочий угол, вплоть до максимального угла отклонения по упору в 46°, и при этом сохраняется их дифференциальное отклонение для управления креном самолёта. Применение интерцепторов вместо элеронов уменьшает «закручиваемость» крыла при М более 1 и конструктивно освобождает заднюю кромку для установки высокоэффективных закрылков большой площади.

### Оперение

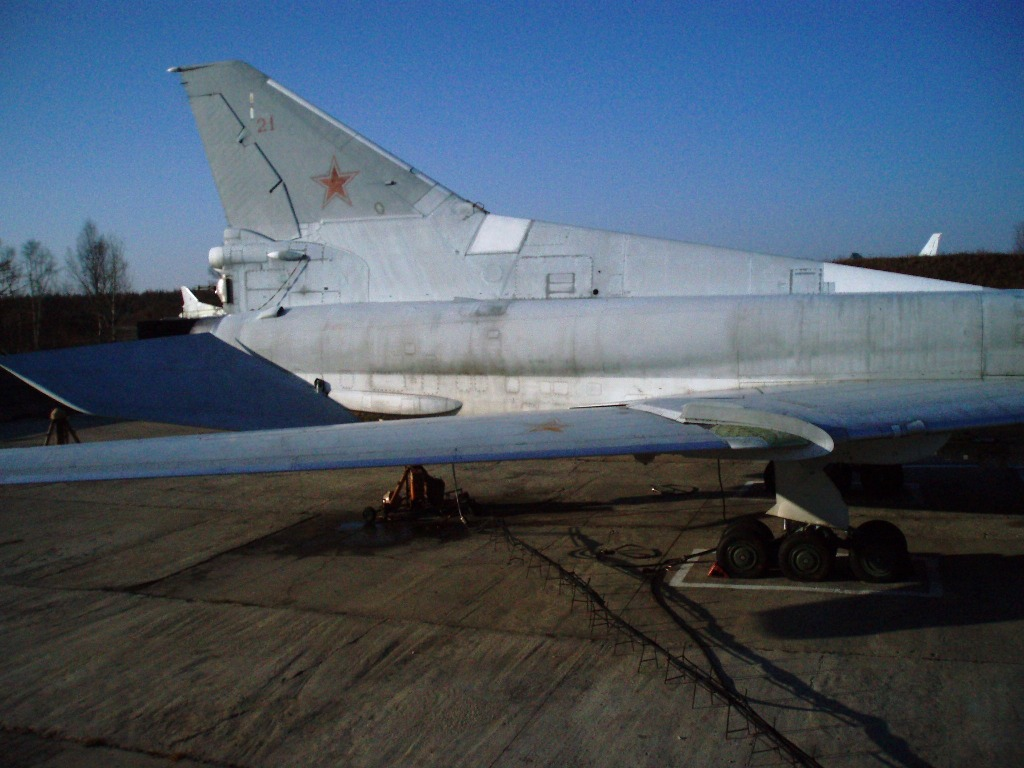
Правая плоскость в положении 65°, стабилизатор в стояночном положении — до упора на кабрирование

Стабилизатор кессонной конструкции с двумя лонжеронами стреловидной формы в плане имеет угол стреловидности по передней кромке 59 градусов и поперечное V = +8 градусов. Состоит из двух половин, смонтированных слева и справа на опорах фюзеляжа, которые связаны дифференциальным смесителем, что обеспечивает работу стабилизатора как в основном режиме руля высоты, так и в резервном режиме элеронов. Половины стабилизатора имеют профиль с обратной подъёмной силой. Полный угол отклонения стабилизатора с автоматикой от +3° до -25° 20′.
На самолёте для обеспечения путевой устойчивости на больших скоростях применяется развитый киль площадью 32,98 м², конструктивно состоящий из верхней части, нижней части, форкиля, надстройки киля и руля направления площадью 5,9 м². Последний имеет весовую перебалансировку и осевую аэродинамическую компенсацию 25 % его площади. Полный угол отклонения РН составляет ± 25°.
Нижняя часть киля представляет собой кессон-бак № 9. Форкиль, помимо повышения путевой устойчивости, служит для размещения различного оборудования, агрегатов и электронных блоков, в том числе ВСУ ТА-6А. Кормовая часть киля состоит из верхнего обтекателя видеокамеры телеприцела ТП-1КМ, среднего радиопрозрачного (из стеклоткани) обтекателя антенны РЛС «Криптон» и нижнего обтекателя унифицированной кормовой установки (УКУ) с пушкой ГШ-23М.
Характерной конструктивной особенностью самолётов Ту-22М является смещённый влево на 2-3 градуса «ноль» руля направления, для компенсации вращающего момента двигателей.

### Система управления самолётом
Система управления сдвоенная, электрогидромеханическая, дифференциальная, на четыре канала управления: по курсу — руль направления, по крену — интерцепторы и резервный канал стабилизатора (дифференциальный стабилизатор по крену), по тангажу — стабилизатор.

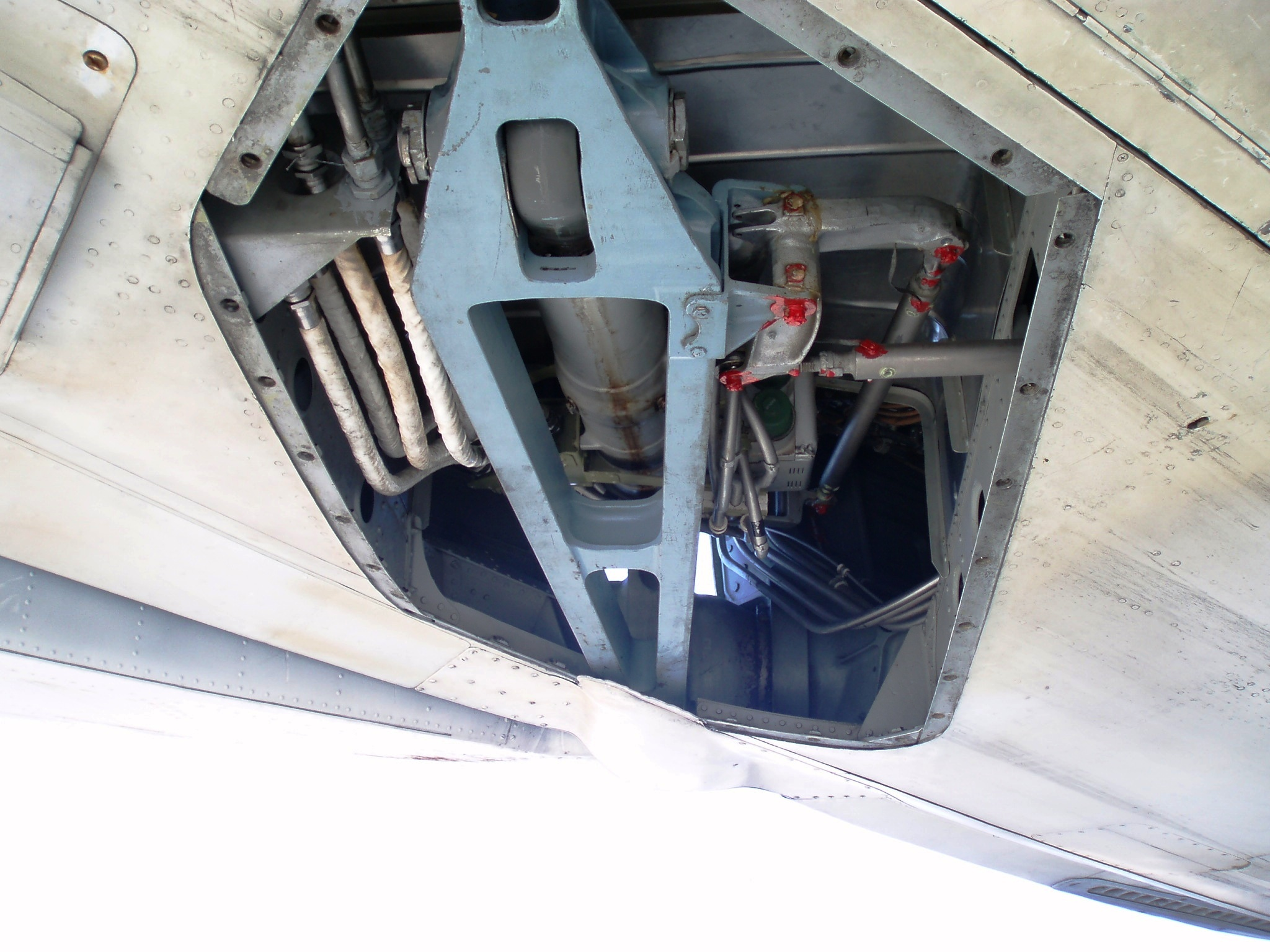
Рулевой гидравлический привод левой половины стабилизатора

Перемещения лётчиками колонки и педалей посредством механических трубчатых тяг передаются через дифференциальные качалки на силовые гидравлические рулевые приводы (бустеры), которые синхронно отклоняют половины стабилизатора и руль направления. Также к дифференциальным качалкам подсоединены рулевые агрегаты АБСУ-145М, которые в зависимости от управляющих сигналов автоматики добавляют (или уменьшают) отклонения рулевых поверхностей в зависимости от режимов полёта, либо берут на себя управление целиком — по сути, все телодвижения лётчиков отслеживаются, и при необходимости корректируются автоматикой достаточно жёстко. В связи с практически полным отсутствием усилий на колонке и педалях в проводку управления введены полётные/взлётно-посадочные имитаторы нагрузки — пружинные загружатели. В канале тангажа имеется электромеханический автоматический ограничитель расхода колонки — торсион. В канале крена установлена электродистанционная четырёхканальная система управления (ЭДСУ), без механической проводки, два рулевых привода которой управляют работой силовых гидроприводов интерцепторов. Для её резервирования применяется канал крена на стабилизаторе со своим рулевым агрегатом, позволяющий управлять самолётом по крену дифференциальным отклонением половин стабилизатора. В проводке управления по курсу, крену и тангажу также установлены электромеханизмы триммирования (триммерного эффекта, в канале тангажа — автотриммирования), и электромеханизм системы автоматической балансировки в канале тангажа.
На стоянке из-за отсутствия давления в гидросистеме стабилизатор опускает носки до упора гидроцилиндров — становится на кабрирование.

### Шасси и тормозной парашют
Шасси — трёхопорное.

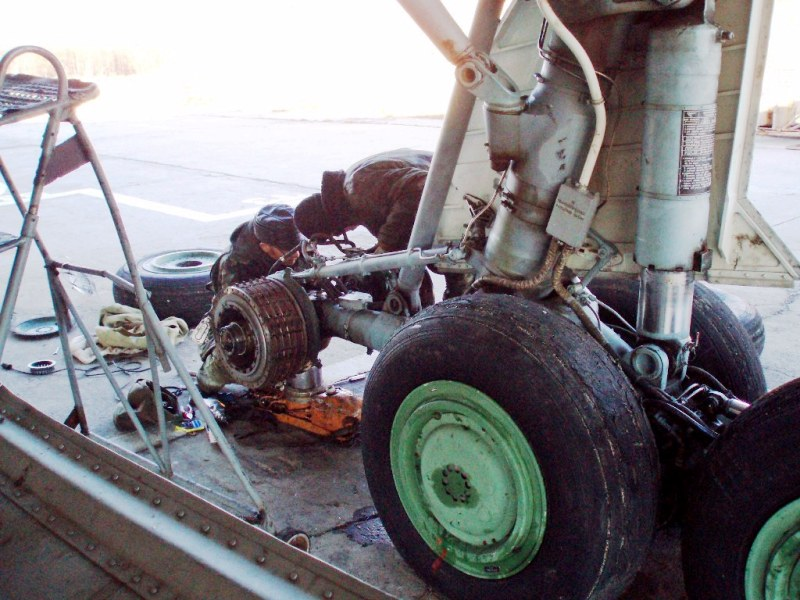
Переборка шасси Ту-22М3 специалистами СД

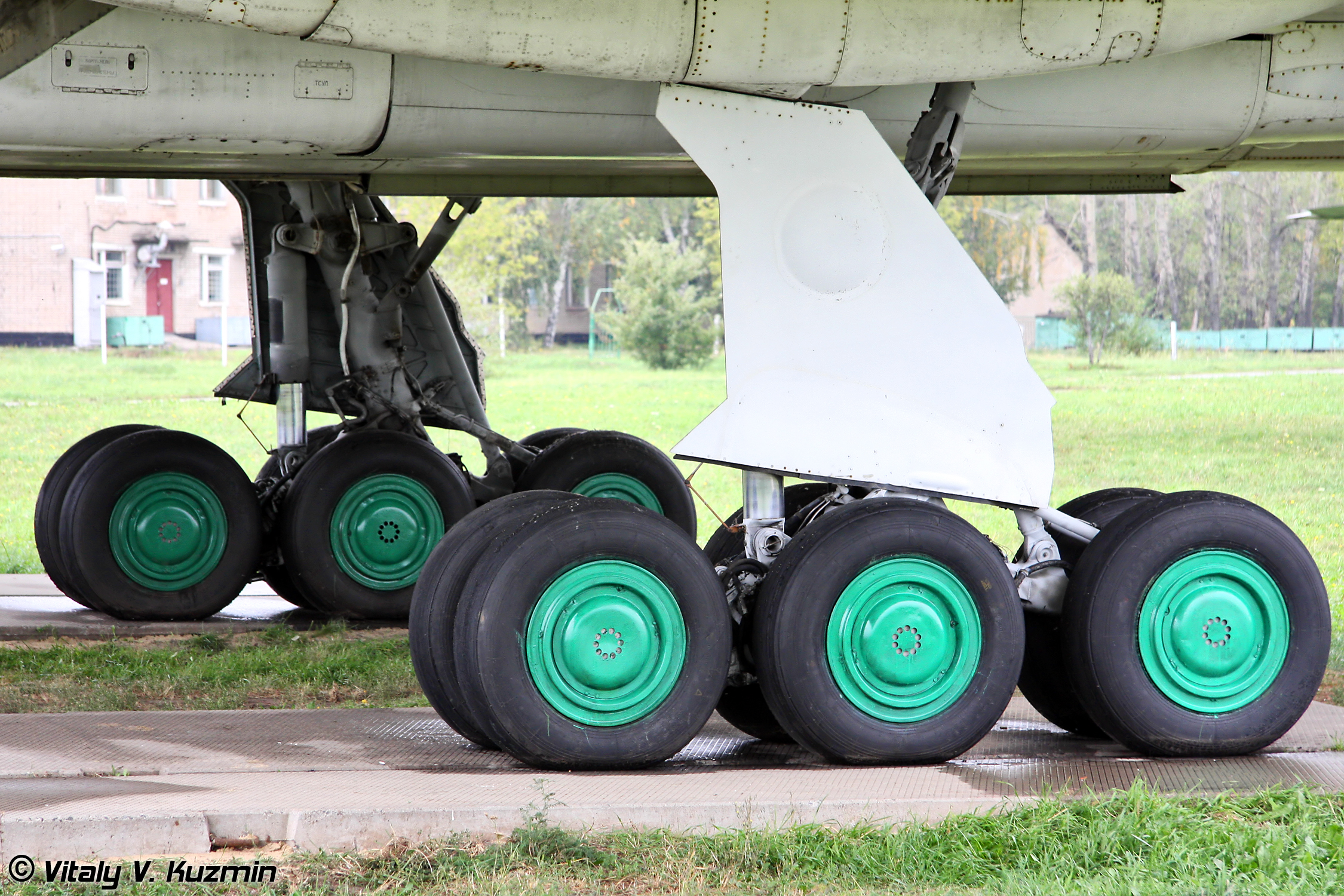
Основные стойки музейного экспоната. Цвет дисков колёс боевых машин был или «металлик», или зелёный защитный, а на фото — яркий зелёный

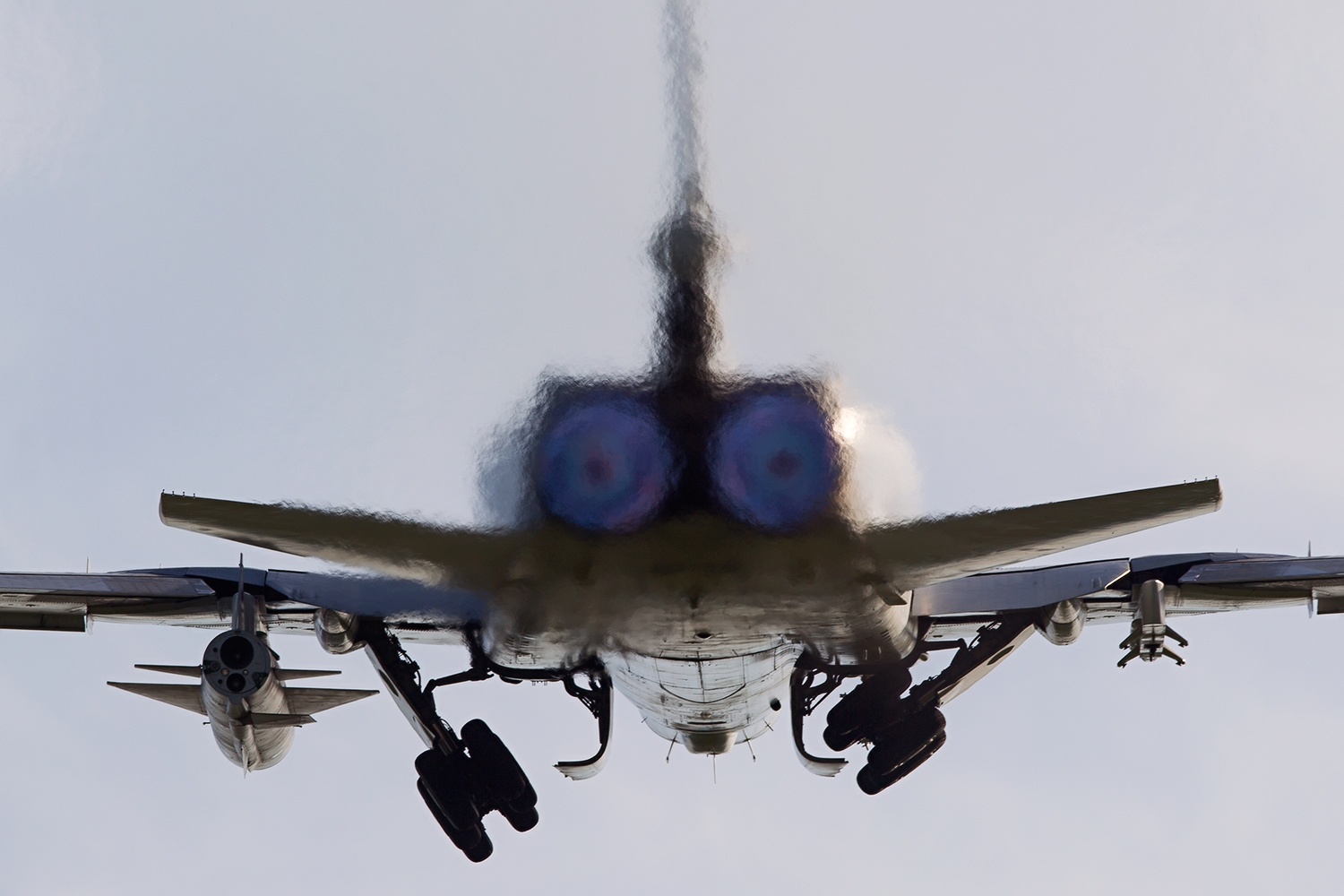
Убирание шасси

Передняя стойка имеет два колёса К2-100У с бескамерными шинами «модель 5А», автоматически затормаживаемые после взлёта для предотвращения раскачки носа самолёта. Основные стойки имеют по 6 колёс КТ-156.010 с бескамерными шинами «модель 1А», оснащённых многодисковыми тормозами с гидроприводом и принудительным воздушным охлаждением электровентиляторами МТ-500. Колея средней пары колёс на основных тележках несколько больше колеи первой и третьей пары — это наследие от первых серий Ту-22М, которые имели механизмы раздвижки колёс, якобы для возможной эксплуатации самолёта с грунтовых аэродромов. Все стойки имеют двухкамерные газомасляные амортизаторы. Передняя стойка шасси убирается в отсек фюзеляжа назад по полёту, основные стойки — перпендикулярно, внутрь. Руление передней стойкой управляется от педалей и работает в одном из трёх режимов: «руление» (большие углы), «взлёт-посадка» (малые углы) и «самоориентирование» (при буксировке самолёта). Выпуск шасси производится от одной из гидросистем самолёта (нормально — от первой и аварийно — от второй или третьей). База шасси — 13,51 метра, колея — 7,3 метра, и, как показала практика, самолёт чрезвычайно устойчив при рулении. Для сокращения расстояния пробега при посадке с большим весом или на ограниченную по длине ВПП применяется парашютно-тормозная установка ПТК-45 из двух крестообразных парашютов. Контейнер с парашютами установлен в корме самолёта снизу между двигателями. Замки выпуска и сброса работают на сжатом воздухе от пневмосистемы самолёта и управляются от кнопок на штурвалах лётчиков.
Основные стойки убираются в фюзеляж практически синхронно, а вот их огромные створки захлопываются поочерёдно, с секундной задержкой. Это связано с некоторой разницей в длине трубопроводов ГС по левому и правому борту.
При техническом обслуживании створки основных ног шасси можно вручную открыть (к механизму замка каждой створки предусмотрен фал принудительного открытия), а затем также вручную закрыть — при подъёме створки замок просто защёлкивается (но для этого уже потребуется несколько человек).

### Силовая установка

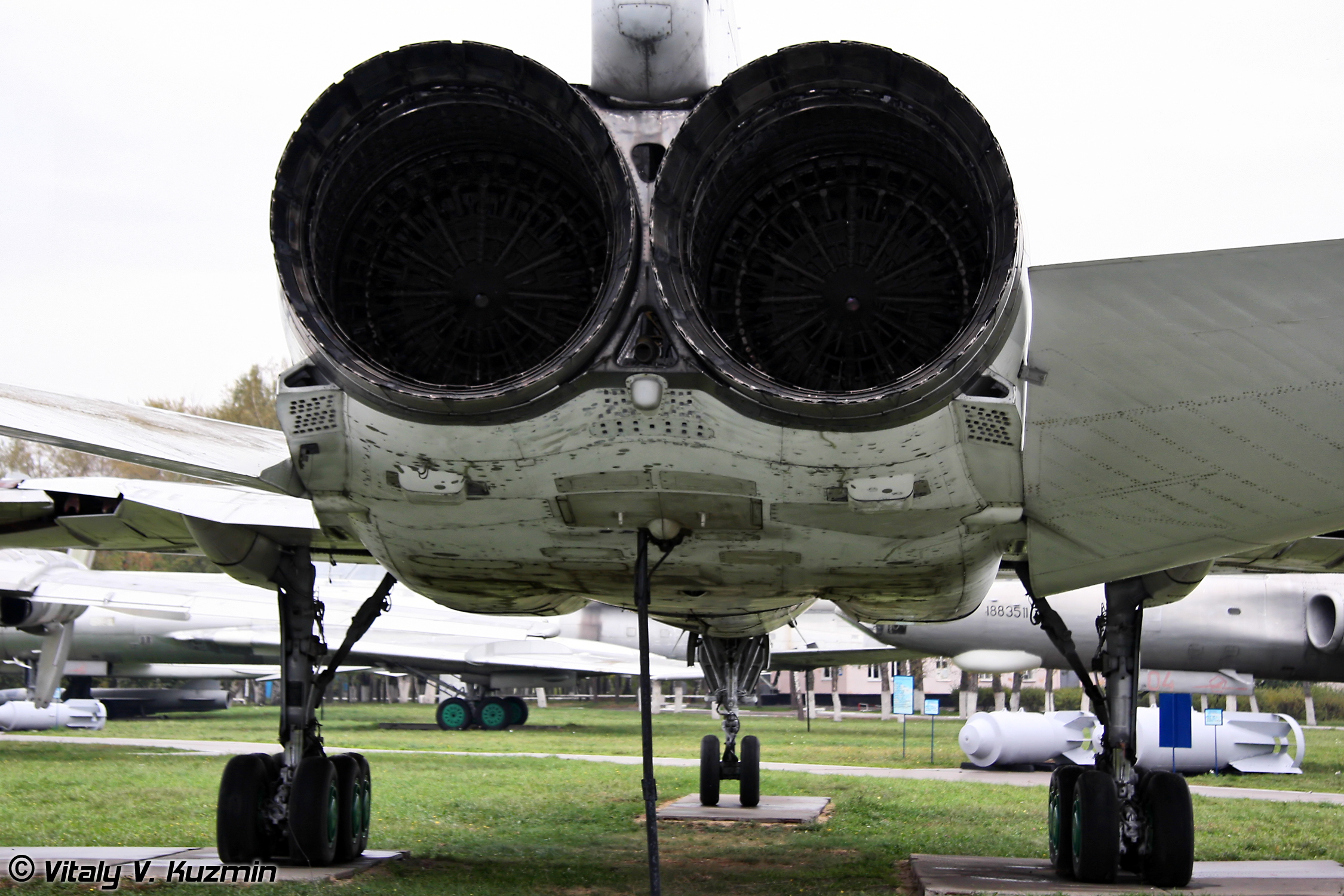
Вид самолёта сзади. Снизу хорошо видна вставленная вилка разъёма ШРАП-500 аэродромного питания по постоянному току левой сети

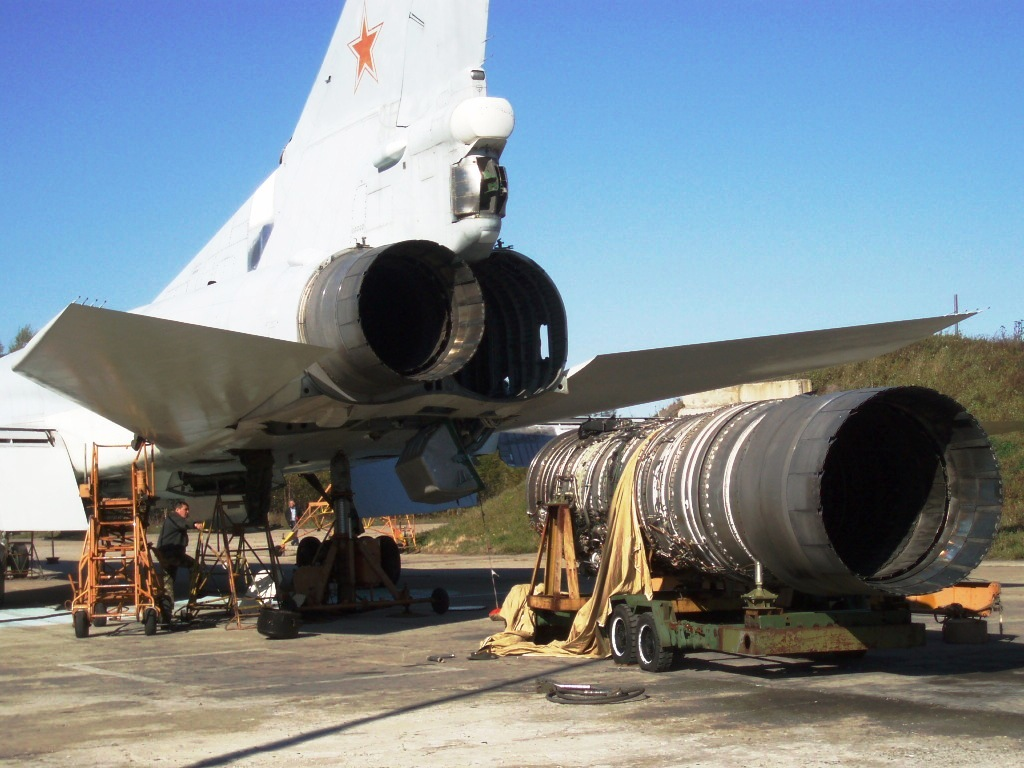
НК-25 возле самолёта

Демонтированный НК-25

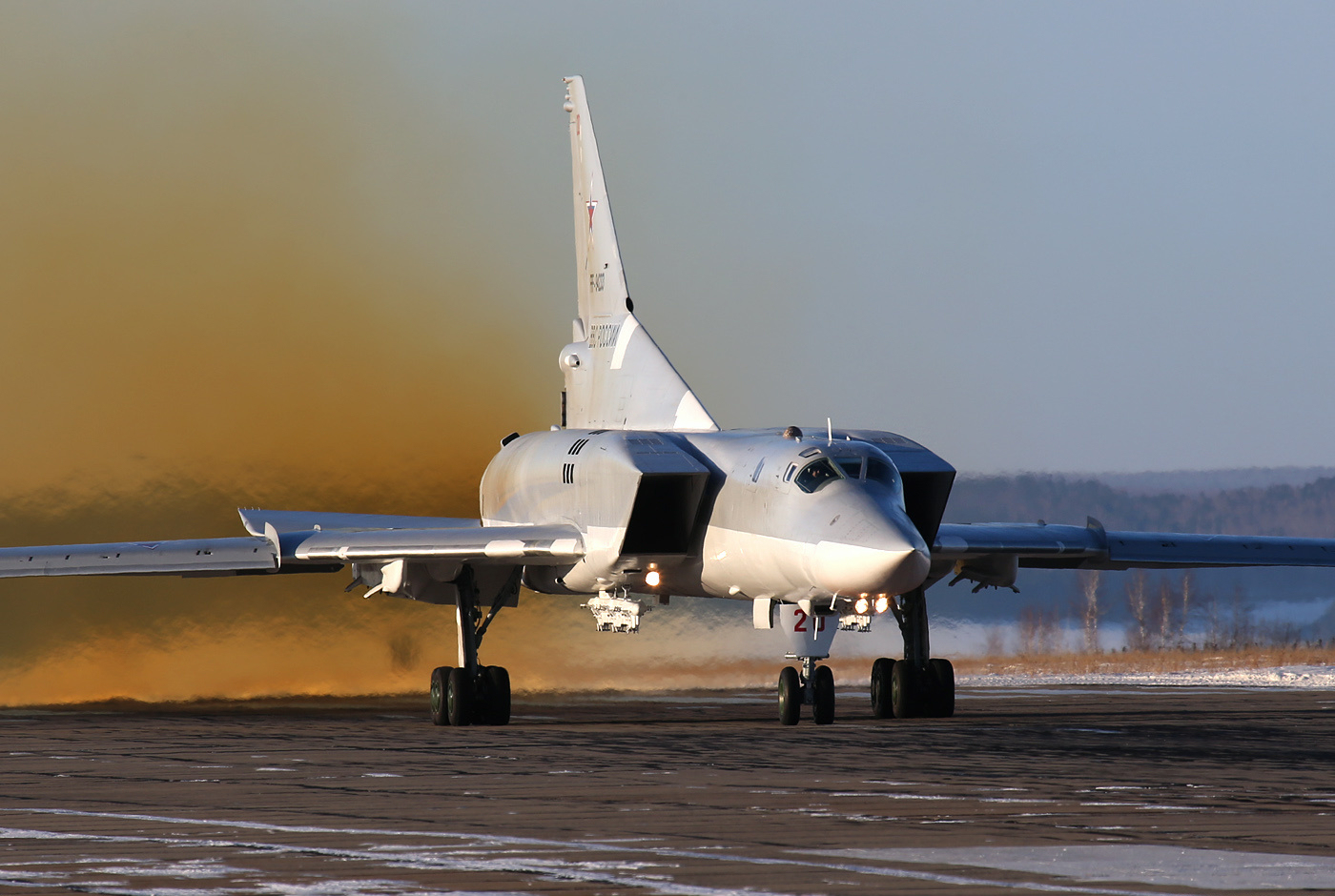
Взлёт Ту-22М3 на аэродроме Белая. Хорошо видна керосиновая гарь на форсаже

Двигатель НК-144-22 или изделие «ФМ» — доработанный многорежимный вариант изделия «Ф» (от с-та Ту-144), выдавал взлётную тягу на максимальном форсажном режиме около 18,5 тонн. Этот двигатель ставился на первые варианты Ту-22М, затем он был доработан с целью повышения удельной мощности и увеличению межремонтного  ресурса, получив наименование НК-144-22 серии 2, а затем НК-22. Монтировался этот двигатель на серийные Ту-22М2.
Двигатели НК-25, или изделие «Е» — трёхвальные, двухконтурные, с форсажной камерой и регулируемым сопловым аппаратом, с электронно-гидравлическим управлением подачей топлива — на борту самолёта установлено два комплекта электронно-цифровой системы ЭСУД-25. Тяга одного двигателя на максимальном бесфорсажном режиме составляет 14 300 кгс, на максимальном форсажном режиме — 25 000 кгс, что обеспечивает тяговооружённость самолёта при взлётной массе 124 тонны — 0,403. Удельный расход топлива РТ или Т-8В — 0,76 кг/кгс час. В качестве моторного масла применяется синтетическое масло ИПМ-10 или 36/1КУА, по 29 литров на каждый двигатель.
Воздухозаборники — на Ту-22М2 с полукруглым (овальное со срезом) входным устройством, на Ту-22М3 — прямоугольные совкового типа. Оба варианта в/заборников программно-регулируемые, от электронно-гидравлической системы: на Ту-22М2 было установлен два комплекта СУЗ-9, на Ту-22М3 — СУЗ-10А. Используется подвижная панель клина для прикрытия «горла» воздухозаборника и створка перепуска воздуха для сброса давления. Система работает только при числах Маха более М=1,25. Для дополнительной подачи воздуха в двигатель на малых скоростях, на земле или режиме взлёта, в каждом воздухозаборнике имеется по 9 створок подпитки. Между каждым воздухозаборником и фюзеляжем имеется щель для слива пограничного слоя.
Для повышения тяговооружённости на самолёт могут подвешиваться два или четыре стартовых пороховых ускорителя типа 736АТ.

### Вспомогательная силовая установка
Обеспечивает энергией самолётные системы на земле — постоянным и переменным током, сжатым воздухом в систему кондиционирования и на воздушные стартёры для запуска основных двигателей. При необходимости сжатый воздух может подаваться в две турбонасосные установки, при этом обеспечивается гидравлическое давление в первой и третьей гидросистеме (работа ГС от ТНУ ограничена по времени).

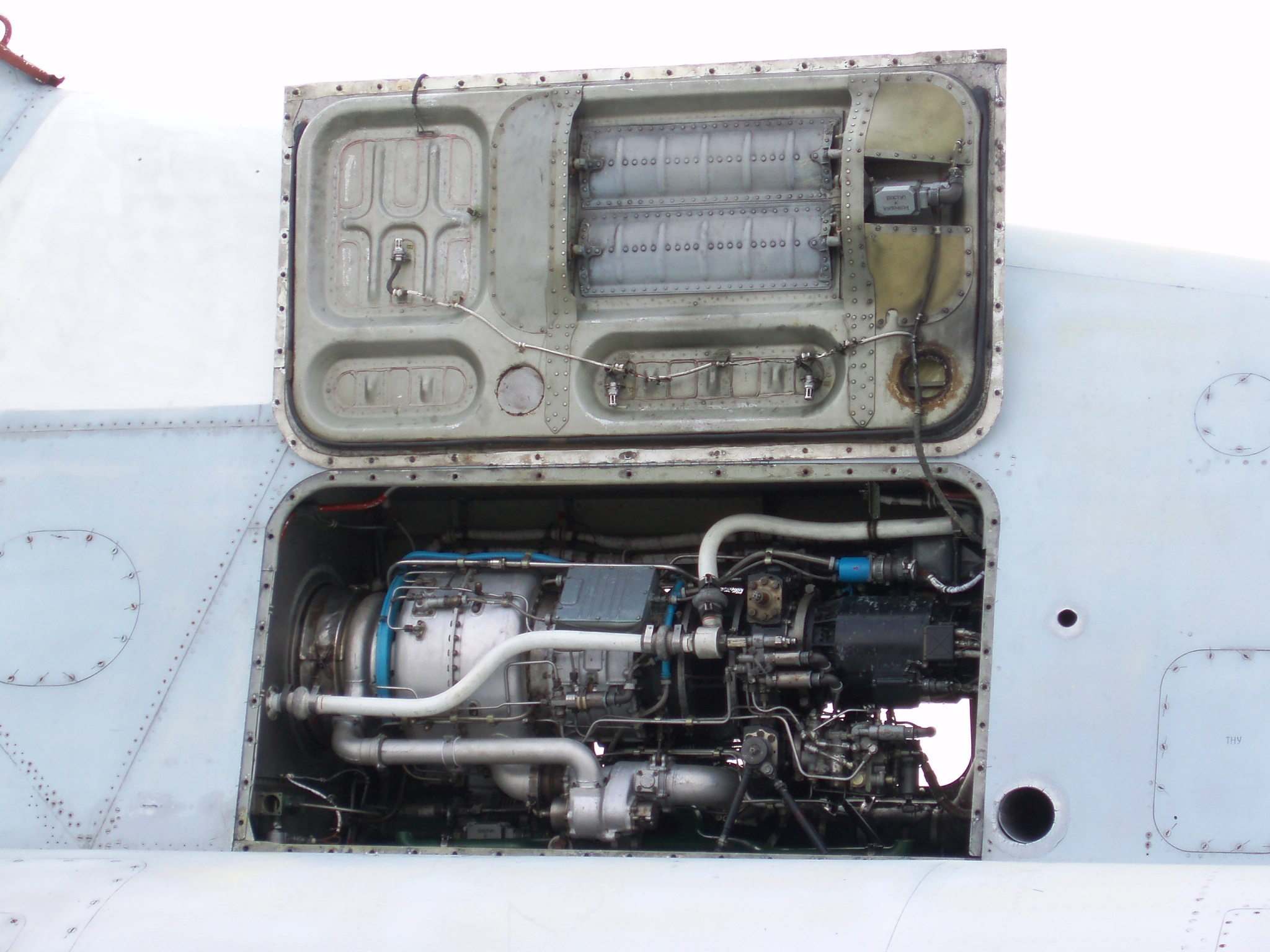
Отсек ВСУ

Двигатель ТА-6А установлен в отсеке форкиля. Для доступа к нему при обслуживании справа и слева имеются большие откидные крышки. При работе двигателя справа открываются две поворотные заслонки забора воздуха, слева открывается выхлопная створка.
Работа двигателя полностью автоматизирована. Запуск и контроль параметров двигателя и систем (кроме ТНУ) — с рабочего места штурмана-оператора.
Помимо работы на земле, возможен при необходимости запуск ТА-6А в воздухе, на высотах менее 3000 метров.
Также данная ВСУ за счёт работы с автоматической панелью АПД-30ТА (в отличие от АПД-30А, работающей с ТА-6А на транспортных самолётах) имеет возможность полностью автоматического запуска от нажатия одной кнопки на рабочем месте командира корабля, с автоматическим подключением генераторов ВСУ на сеть и запуском ТНУ — это сделано на случай полной потери работоспособности (гибели) штурмана-оператора.

### Гидросистема
Самолёт имеет три рабочие гидросистемы с давлением нагнетания 210 кгс/см². В качестве рабочей жидкости используется гидравлическое авиационное масло АМГ-10. Для первой и второй систем имеется общий бак с перегородкой, ёмкостью 66 литров, бак третьей системы 36 литров, при суммарном количестве жидкости в трёх системах — около 260 литров. Все три гидросистемы работают одновременно и параллельно, обеспечивая работу системы управления, механизации крыла, шасси, тормозов колёс, панелей в канале воздухозаборников, створок грузоотсека, фюзеляжного балочного держателя. Гидронасосы НП-89 на двигателях создают в полёте давление в 1-й гидросистеме, НП-103-2 во 2-й и 3-й гидросистемах. При работе на земле (или при необходимости — в полёте, ниже 3000 м) турбонасосные установки ВСУ работают только на первую и третью г/с, и для работы второй гидросистемы необходимо её принудительное кольцевание с первой (нажатием соответствующего тумблера в кабине). Рулевые приводы рулей, закрылков и ПЧК работают от двух гидросистем одновременно, панели воздухозаборника работают от первой системы, но автоматически переключаются на вторую при падении давления в первой, рулевые агрегаты автоматической системы управления работают от всех трёх гидросистем параллельно. Уборка шасси производится только от первой гидросистемы, а выпуск выполняется от первой, а при её отказе — аварийно от второй или третьей. В г/с самолёта установлено 4 гидроаккумулятора: для 1-й, 2-й, 3-й систем и 4-й, для аварийного торможения колёс.
Для наземной отработки системы управления или гонки шасси к бортовой гидропанели подключается наземная гидроустановка типа УПГ-300.
Полёт при отсутствии давления во всех трёх гидросистемах невозможен. При выключении обоих двигателей в полёте некоторое давление в гидросистемах создаётся за счёт авторотации двигателей от набегающего потока, при этом возможно управление самолётом плавными движениями органов управления. Ниже 3000 м возможен запуск ВСУ ТА-6А.

### Топливная система
На самолёте имеется 9 групп баков с максимальной заправочной ёмкостью до 67700 литров топлива (фактическая ёмкость топливных баков несколько различна на самолётах разных серий выпуска).
Баки № 1, 2, 3, 5, 6, 7, 8 — мягкие резиновые, размещены в контейнерах, баки № 4К, 5К, 9К, СЧК и ПЧК — кессонного типа.
Заправка самолёта топливом осуществляется под давлением через систему универсальной заправки (четыре заправочные горловины расположены в нижней части фюзеляжа шп. 31-33) с производительностью 2000 л/мин., за время около 35 мин. В особых случаях разрешается пистолетная заправка через верхние заливные горловины баков. Основной электрощиток заправки находится в районе заправочных горловин, слева снаружи на борту самолёта (под крышкой). Дополнительный щиток расположен в кабине, у правого лётчика.
Измерение количества топлива и порядок расхода обеспечивается электронной системой топливной автоматики СУИТ4-5 (система измерения, управления и центровки), система измерения расхода топлива (расходомер) РТС-300Б-50, а также дублирующая система измерения топлива СИТ2-1. Внутри баков установлены перекачивающие центробежные топливные насосы ЭЦН-99М, ЭЦНГ-20-2, ЭЦНГ-10-2, ЭЦН-75Б, ЭЦН-319 (всего 20 шт.).
Порядок расхода топлива: левый двигатель питается из передних баков, бак № 2 — расходный, бак № 1 — центровочный, баки 3-4 — дежурные, причём в бак № 2 сначала перекачивается топливо из ПЧК-СЧК левой плоскости, и после полной выработки топлива из этих баков двигатель переключается на питание топливом из баков 3-4. Правый двигатель питается из кормовых расходных баков группы 6-9, в которые перекачивается топливо из ПЧК-СЧК правой плоскости, затем из 5 баков, и в конце выработки — из баков 3-4. При нормальной работе топливо баков 3-4 делится на оба двигателя поровну. В случае полёта на одном двигателе для поддержания расхода топлива и центровки в диапазоне 24,5 ± 1,5 % САХ работает автомат центровки системы СУИТ4-5, при открытом кране перекрёстного питания.
Аварийный слив топлива в полёте возможен через сливные горловины на плоскостях и одной — в корме, между соплами двигателей, и выполняется за время не более 20 мин. Слив топлива при работе двигателей на форсаже запрещён.
Всю ТС можно разбить на подсистемы:
- система питания топливом двигателей и ВСУ
- система перекачки топлива из ПЧК в СЧК
- система перекачки топлива из СЧК в бак № 2 и бак № 6
- система перекачки топлива из бака № 1 в баки № 2 и 3-4
- система циркуляции топлива через топливно-жидкостный радиатор

Для предотвращения образования в баках кристаллов льда при полётах на больших высотах и забивания топливных фильтров в топливо добавляются присадки — жидкость «И» или «ТГФ», в количестве 0,1 %.
Основным топливом для самолётов Ту-22М было принято топливо «РТ». Допускается ограниченное применение топлива «ТС» (с последующей заменой двигателей).

### Противопожарная система
Противопожарная система включает в себя: систему ССП-2А (пять комплектов) первой и второй очереди пожаротушения в отсеках, с 90 датчиками ДПС-1АГ; систему СПС-1 сигнализации перегрева сопел двигателей (установлено на самолётах после № 3686518) с 18 датчиками СП-2. На самолётах ранних выпусков применялись дополнительно ЛС-1 (дублирующая система с линейными датчиками, отключена в связи с низкой надёжностью и сложностью в эксплуатации) и ССП-11 пожаротушения внутри двигателей (отключена, а впоследствии демонтирована), шесть баллонов УБЦ-8-1 с огнегасящим составом «фреон 114В2», система трубопроводов и электрокранов.
Основная система пожаротушения включает в себя группы датчиков в пожароопасных местах самолёта: мотогондолы двигателей, грузоотсек, отсек ВСУ, топливные баки в плоскостях (ПЧК и СЧК), технический отсек ниши передней ноги шасси, передний фюзеляжный бак № 1, средние фюзеляжные баки № 2 и № 3. При возникновении пожара соответствующий блок БИ-2АЮ выдаёт сигнал на реле управления, которое включает:
- мигающую сигнализацию «ПРОВЕРЬ ПОЖАР» у лётчиков
- блок кранов тушения пожара
- соответствующую кнопку-лампу на щитке пожарной системы на среднем пульте лётчиков
- схему выдачи сигнала в блок речевой информации РИ-65
- схему выдачи разовой команды «ПОЖАР» на аварийный самописец МСРП-64

При пожаре в отсеке двигателя закрывается соответствующая заслонка продува генераторов постоянного тока. При пожаре ВСУ выдаётся сигнал на остановку двигателя ТА-6А и закрытие створок воздухозаборника ВСУ. После срабатывания блока кранов в пожарный отсек из трёх баллонов поступает фреон первой очереди пожаротушения. Ввод в действие трёх баллонов второй очереди производится вручную нажатием кнопки на пульте ППС у лётчиков. Если первая очередь не сработала автоматически, то она включается вручную нажатием соответствующей кнопки-лампы, причём вторая очередь не включится, пока не сработает первая.
При необходимости в трубопроводы противопожарной системы можно подать углекислоту из системы НГ, но при пожаре в грузоотсеке, отсеках шасси или двигателях подача нейтрального газа заблокирована схемотехнически. Основное назначение системы НГ — заполнение топливных баков углекислотой при выполнении боевого вылета по мере выработки топлива, в соответствии с программой работы топливных насосов. Могут заполнятся как все топливные баки самолёта при положении переключателя «НГ — ОБЩИЙ», так и только хвостовые баки с 6-го по 9-й при положении переключателя «НГ — БАКИ 6-9».
При возникновении пожара в отсеках шасси, грузоотсеке и в отсеках двигателей в районе форсажных камер средства пожаротушения не применяются, а работает только сигнализация о пожаре.
Панель управления противопожарной системой расположена на среднем пульте лётчиков, на земле она закрывается плексигласовой съёмной крышкой. Баллоны с фреоном и распределительные краны находятся в грузовом отсеке самолёта на потолке слева и передней стенке. В отсеке правого двигателя имеется контрольный пульт наземной проверки цепей ППС.

### Система кондиционирования воздуха
Комплексная система кондиционирования КСКВ предназначена для поддержания нормальных условий жизнедеятельности экипажа и требуемых условий для работы аппаратуры и оборудования в кабине самолёта, в технических отсеках и грузоотсеке, а также аппаратуры ракет. Отбор воздуха на самолётные нужды производится от вспомогательной силовой установки на земле или от 12-х ступеней компрессоров работающих двигателей — в полёте. Отбираемый от двигателей воздух имеет высокую температуру — порядка +500 °C. Возможно подключение наземного кондиционера типа АМК.
В общих чертах работа КСКВ. Первоначально охлаждение воздуха производится в первичном воздухо-воздушном радиаторе 4487Т в корме машины, в районе 77 шпангоута. ВВР представляет собой теплообменник, который продувается холодным воздухом, отбираемым от вентиляторов двигателей и затем сбрасывается в атмосферу. Температура выходящего из радиатора воздуха регулируется электронной системой регулирования УРТН-5Т. Следующим контуром охлаждения воздуха служат основные ВВР типа 5645Т, правый и левый, расположенные в подканальной части воздухозаборников двигателей. В полёте продув радиаторов производится от скоростного напора, а на земле для этой цели служат эжекторы, работающие за счёт расхода части воздуха из магистрали наддува кабины. Эжекторы включаются автоматически при нахождении самолёта на земле, что определяется по обжатию концевого выключателя на правой стойке шасси. Эжектируемый горячий воздух выбрасывается вниз, под воздухозаборники (мощный поток горячего воздуха позволяет зимой греться техсоставу, однако, это запрещено руководящими документами).
В основные ВВР поступает не весь воздух, а некоторая часть горячего воздуха поступает в магистраль в обход радиаторов (т. н. горячая линия). Поддержание температуры за основными ВВР обеспечивает электронная система регулирования УРТН-4Т. После основных ВВР в магистрали установлена заслонка включения СКВ гермокабины с исполнительным электромеханизмом МПК-15-5. Данный электромеханизм имеет в конструкции два электродвигателя постоянного тока — «быстрый» и «медленный». Электромеханизм используется для плавного регулирования количества подаваемого в кабину воздуха, при этом работает «медленный» реверсивный электромотор, а «быстрый» электромотор работает только на закрытие заслонки и необходим для срочного прекращения наддува кабины (например, при пожаре двигателя и поступлении продуктов горения из воздуховодов СКВ). Управляется заслонка с рабочего места оператора трёхпозиционным с нейтралью нажимным переключателем. Последней ступенью охлаждения воздуха служит комплекс из турбохолодильника 5394 и двух кабинных ВВР «2806», установленные в техническом отсеке ниши передней ноги шасси.
Перед ТХ установлено электронное реле давления ИКДРДФ-0,015-0,001, управляющее электромеханизмами заслонок эжектора ВВР. Регулирование температуры за турбохолодильником осуществляет система УРТН-1Т. После ТХ магистраль делится на две: обогрева кабины и вентиляции кабины. В трубопровод обогрева через заслонку к воздуху, прошедшему ТХ, подмешивается горячий воздух, взятый из магистрали до ТХ. Количество горячего воздуха определяется системой УРТН-1К. Избыточный воздух наддува сбрасывается из гермокабины через автомат регулирования давления АРД-54.
На высотах полёта от 0 до 2000 м избыточного давления в кабине нет, работает только вентиляция или обогрев. ТХ позволяет понизить температуру в кабине относительно наружной приблизительно на пять градусов.
Начиная с 2000 м и до 7100 м АРД поддерживает давление в кабине 569 мм рт. ст, что соответствует высоте 2000 м. На высотах более 7100 м АРД начинает работать, поддерживая постоянную разность давлений 0,4 кг/см³ в кабине и за бортом. Аварийный сброс давления в кабине выполняется автоматически через электроклапан «438Д» при включении вентиляции от скоростного напора, разгерметизации крышек фонаря (при покидании) или вручную — выключателем.
Система кондиционирования техотсека служит для охлаждения блоков различной электронной аппаратуры в передней части фюзеляжа. Технический отсек ниши передней ноги шасси не герметичен и закрывается съёмной на замках ДЗУС крышкой (на жаргоне — «горбатый люк»). Воздух после основных ВВР кабины поступает в ТХ и далее в систему трубопроводов техотсека ниши передней ноги шасси. Температура подаваемого воздуха регулируется поочерёдно двумя электронными регуляторами с общим исполнительным механизмом. На высотах полёта до 7000 метров работает УРТ-0Т, эта система поддерживает температуру воздуха в трубопроводах в пределах 0 градусов, добавляя, при необходимости, к холодному воздуху из ТХ, горячий воздух из трубопровода до основных ВВР кабины. На высотах более 7000 метров сигнализаторы ИКДРДА-400-300-0 отключают УРТ-0Т и подключают УРТ-10Т. Эта система поддерживает температуру воздуха −10 °C.
По такому же принципу работает система дополнительного охлаждения носового отсека, которая включается в работу автоматически при условии, что включена носовая помеховая станция «Сирень» и температура выходящего из блоков РЛС переднего обзора «ПНА» воздуха достигла порога +40 °C. Блоки кормовой станции «Сирень» охлаждаются путём продува забортным воздухом, но если температура выходящего из блоков воздуха переходит порог в +40 °C, то входящий воздух дополнительно охлаждается в воздухо-воздушном испарительном радиаторе путём впрыска спиртового хладагента.
Система кондиционирования костюмов ВМСК построена по принципу СКВ.
ВМСК-2М, высотный морской спасательный костюм — это штатная экипировка экипажа при полётах над морем. ВМСК представляет собой комбинацию высотно-компенсирующего снаряжения и спасательного комбинезона. ВМСК имеет ярко оранжевый цвет и технически подключается к самолётным системам через объединённый разъём коммуникаций ОРК-9А на боковине катапультного кресла.
Воздух в систему кондиционирования костюмов поступает с первичного ВВР и далее делится на холодную и горячую линии. Холодная линия имеет две ступени охлаждения, состоящая из двух ВВР ВМСК и одного ТХ ВМСК, после которых воздух делится на две магистрали: вентиляции и обогрева. Трубопроводы магистрали вентиляции и обогрева костюмов подведены к креслам членов экипажа. На каждом рабочем месте имеется индивидуальная система УРТН-2Т для регулировки обогрева костюма, состоящая из задатчика 2706А, датчика ИС-164Б, блока автоматики 2814А и механизма МРТ-1АТВ смесителя воздуха 501А.
Так как костюмы ВМСК герметичны и нахождение в них человека без искусственного теплообмена весьма проблематично, при отказе системы кондиционирования костюмов ВМСК предусмотрено аварийное питание воздухом из системы кондиционирования кабины.
Для обеспечения температурного режима блоков ракетной аппаратуры наведения ПМГ и ПСИ в носовом отсеке, и ядерной БЧ в среднем отсеке ракеты на самолёте установлена отдельная система кондиционирования изделий, раздельно для крыльевой правой, крыльевой левой и фюзеляжной средней ракеты. СКВ изделий поддерживает температуру в отсеках в пределах от +10 до +40 градусов на земле и в полёте, с отбором воздуха от самолётной КСКВ. Для этой цели на самолёте установлены ещё два воздухо-воздушных радиатора с эжекторами, турбохолодильная установка, блоки автоматики 2714, датчики типа ИС-164, исполнительные электромеханизмы СКВ. Кроме того, отбор тепла из носового отсека каждой ракеты производится путём прокачки охлаждённого этилового спирта насосом ЭЦН-105 по замкнутой системе трубопроводов самолёта и ракеты через теплообменник носового отсека. Автомат регулирования температуры в спиртовом контуре состоит из блока 2714С, датчика ИС-164Б и смесителя спирта 981800Т, который установлен за спиртовоздушным радиатором 2904АТ (на самолёте три комплекта).

### Средства аварийного покидания и спасения

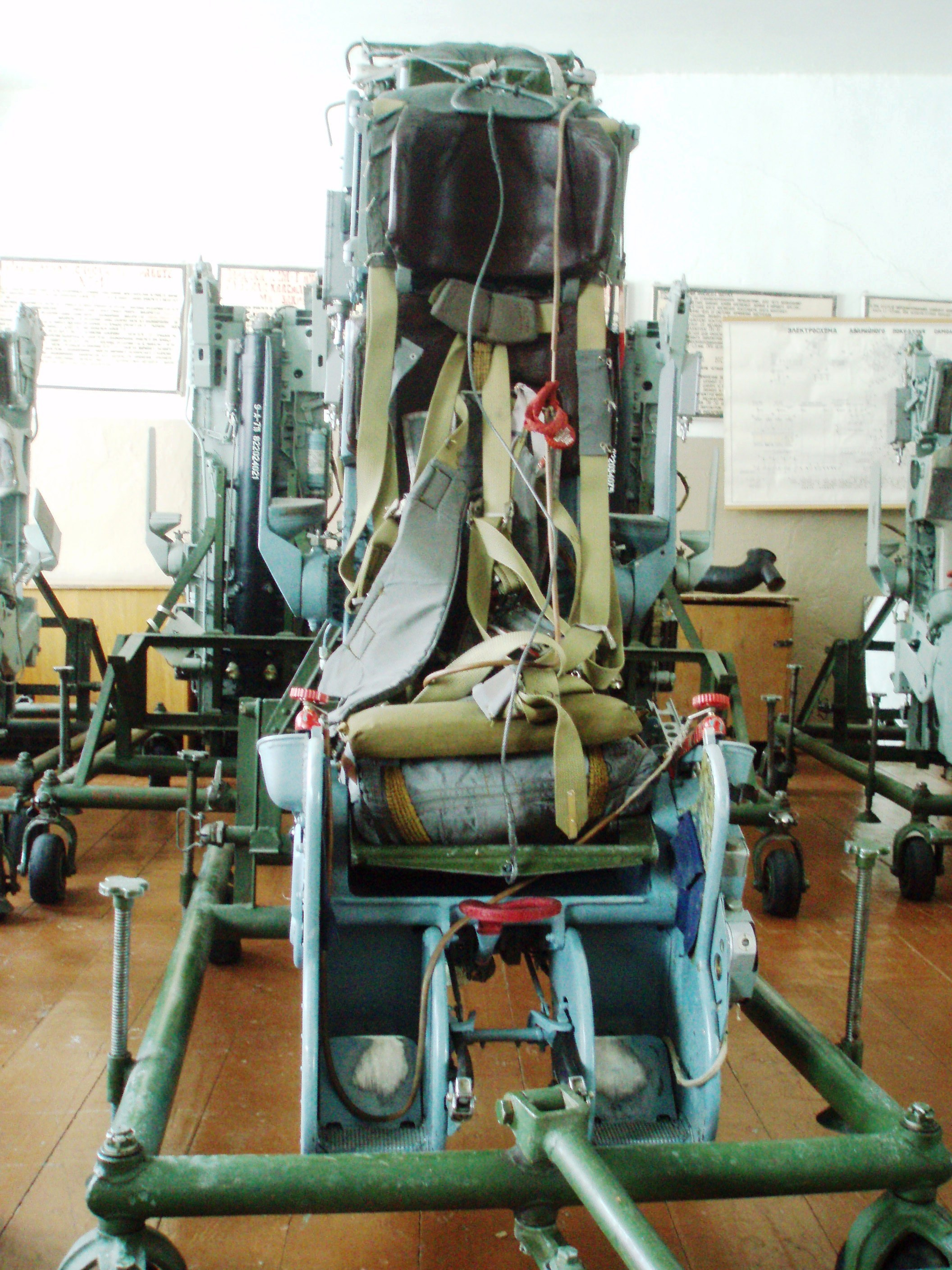
Кресло КТ-1М на транспортировочной тележке

Каждый член экипажа снабжён катапультным креслом КТ-1М с трёхкаскадной парашютной системой ПС-Т, смонтированной в кресле. Катапультирование осуществляется вверх, лицом к потоку, защита лица осуществляется гермошлемом ГШ-6А, который является частью защитного костюма BMCК-2М, 
принятого в качестве штатной экипировки экипажа, или защитным шлемом ЗШ-3 (в последнем случае экипаж одет в стандартное лётное обмундирование по сезону, дополнительно надевается спасательный пояс типа АСП-74).
Катапультирование осуществляется в следующей последовательности: оператор, штурман, правый лётчик, командир корабля. Предусмотрено как индивидуальное, так и принудительное катапультирование.
Принудительное катапультирование экипажа выполняется командиром, для чего достаточно поднять колпачок и включить тумблер «Принудительное покидание» на левом борту кабины лётчиков. При этом на каждом рабочем месте загорается красный транспарант «Принудительное покидание» и включается временное реле ЭМРВ-27Б-1 для кресел правого лётчика, штурмана-навигатора и штурмана-оператора, которые настроены на время, соответствующее 3,6 с, 1,8 с, 0,3 с. Через 0,3 с временные реле вызывают срабатывание электроклапана ЭК-69 пневмосистемы на кресле штурмана-оператора, при этом на кресле происходит срабатывание системы «Изготовка» и нажатие концевого выключателя сброса крышки фонаря. При срабатывании системы «Изготовка» на кресле включается временной автомат АЧ-1,2, который через 1 с выдёргивает чеку стреляющего механизма. При выходе кресла из кабины на кресле срабатывает концевой выключатель, который включает на приборной доске командира соответствующие сигнальное табло «Самолёт покинул оператор».

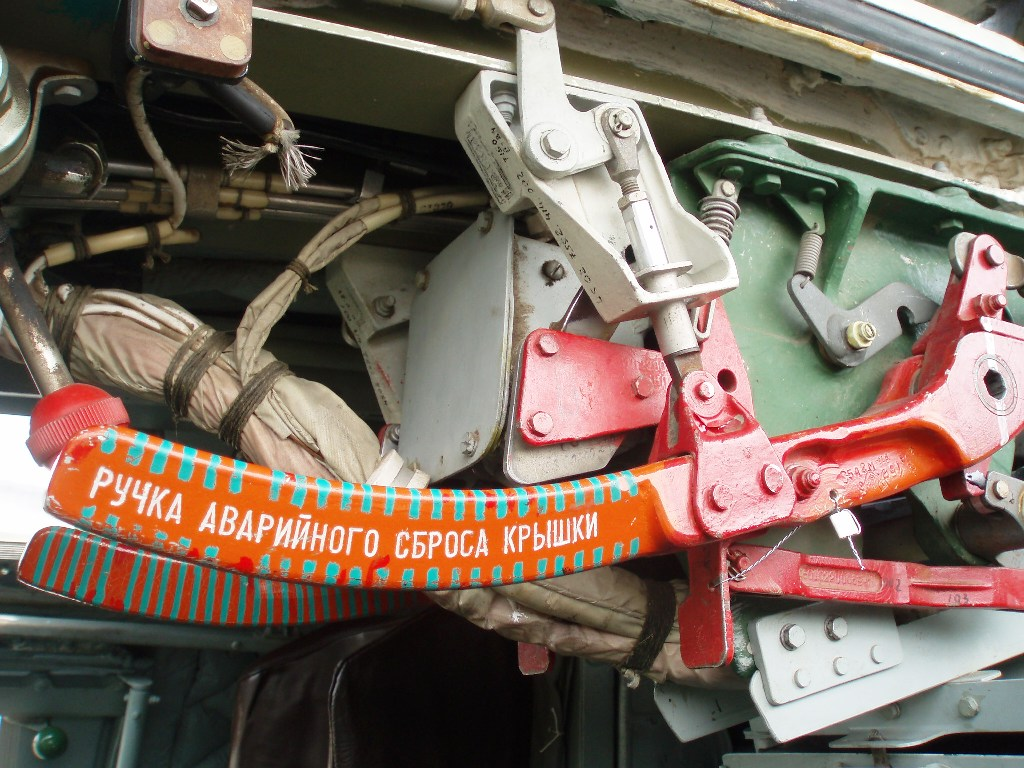
Ручка аварийного сброса крышки фонаря

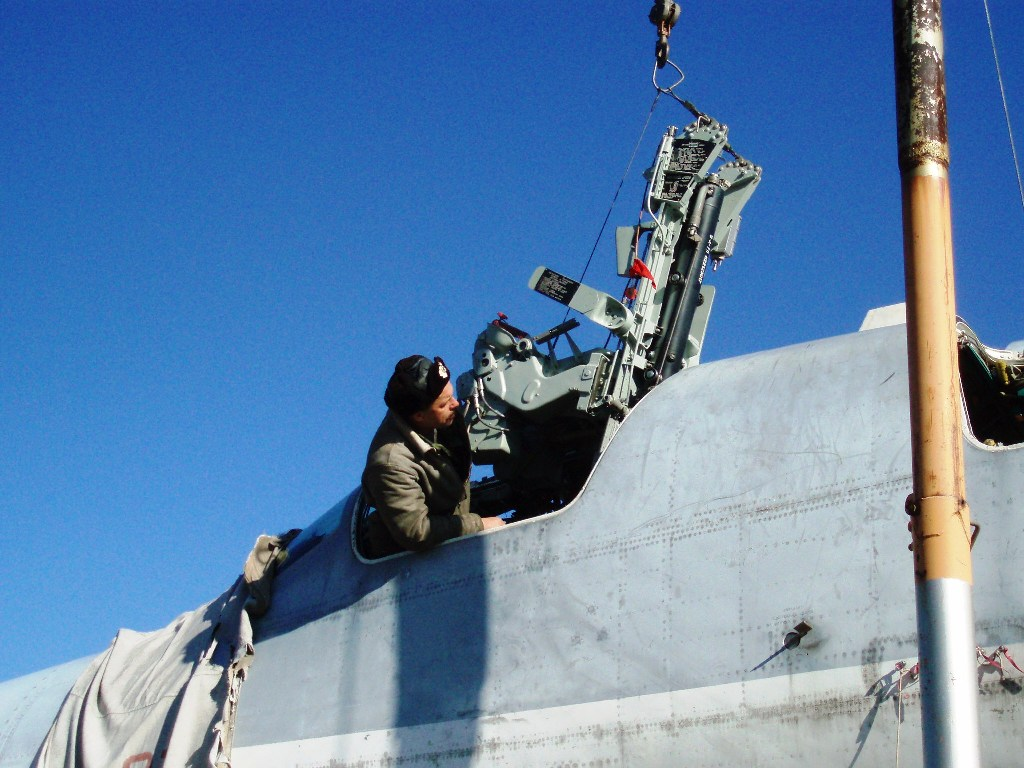
Протаскивание кресла КТ-1М. В кабине — инженер группы САПС

Временное реле кресла штурмана-навигатора срабатывает через t = 1,8 с, а кресла правого лётчика через t = 3,6 с после включения выключателя принудительного покидания. При этом происходит срабатывание системы, как и на кресле штурмана-оператора, а у правого лётчика дополнительно происходит отключение от проводки и отбрасывание вперёд штурвальной колонки. Командир катапультируется последним, срабатывая приводами катапультирования на кресле вручную. При выходе его кресла срабатывает концевой выключатель подрыва блоков системы государственного опознавания (изд. 62 «Пароль»). Принудительное катапультирование является основным, индивидуальное покидание — резервным.
Для индивидуального покидания на каждом кресле имеются две боковые ручки «изготовка-покидание». Для срабатывания системы достаточно обжатия и нажимания любой из ручек. В случае покидания обесточенного самолёта возможно только индивидуальное катапультирование с предварительным ручным сбросом крышек входных люков (пока не «уйдёт» люк, остаётся заблокированным стреляющий механизм кресла). Катапультирование возможно при разбеге или пробеге на земле, на скорости не менее 130 км/ч (для гарантированного срыва входных люков воздушным потоком), в полёте на скорости до максимальной и практического потолка.
Кресла установлены в направляющих рельсах. Парашютная система расположена в заголовнике кресла и состоит из первого стабилизирующего парашюта, второго стабилизирующего парашюта и спасательного парашюта площадью 50 м². На задней стороне каркаса спинки устанавливается комбинированный стреляющий механизм КСМ-Т-45, представляющий собой двухступенчатый твердотопливный ракетный двигатель. Первая ступень — это стреляющий разгонный механизм (после выстрела он остаётся в самолёте), вторая ступень обеспечивает заданную траекторию полёта кресла на высоту 150 метров. Также на каркасе кресла установлены: чашка кресла с НАЗ-7М и кислородным прибором КП-27М, отделяемая спинка с подвесной системой и заголовником, механизмы и системы автоматики кресла, пневмосистема кресла. Вес катапультного кресла КТ-1М составляет 155 кг.
В случае покидания машины над морем у каждого члена экипажа имеется одноместная надувная лодка МЛАС-1 и носимый аварийный запас НАЗ-7М с запасом продуктов и медикаментов. В случае вынужденной посадки на воду в контейнере за кабиной имеется пятиместная надувная лодка ЛАС-5М с запасом продуктов, медикаментов и аварийной радиостанцией. При посадке на необорудованном аэродроме или в аварийных случаях экипаж покидает кабину по четырём спасательным фалам, уложенным в контейнерах на межфонарной балке.

### Система электроснабжения
Бортовая сеть самолёта Ту-22М — децентрализованная, делится на сети левого и сети правого бортов, центрального распределительного устройства на борту самолёта — нет. Схемотехнически состоит из сетей постоянного тока на 28 вольт, сетей переменного трёхфазного тока с нейтралью 208 вольт 400 герц и сетей трёхфазного тока низкого напряжения на 36 вольт 400 гц без нейтрали. На Ту-22М2 и Ту-22М3 сети по своей организации совершенно разные и имеют мало общего.
На Ту-22М2 были установлены по три генератора постоянного тока ГС-18НО на каждом двигателе и по одному трёхфазному генератору ГТ60ПЧ8 нестабильной частоты, зависящей от оборотов двигателей НК-22. Для сетей стабильной частоты в техническом отсеке ниши передней стойки шасси стояли три электромашинных преобразователя ПТ-3000 (трёхфазных) и три ПО-6000 (однофазных), причём рабочими были только по два, а третий был в «горячем» резерве. Также на борту были аварийные преобразователи: два однофазных ПО-500А и три трёхфазных ПТ-125Ц (или ПТ-200Ц). Бортовые аккумуляторные батареи — свинцовые 12САМ-55, два комплекта. Каждый комплект состоит из двух двенадцативольтовых полубатарей 6САМ-55. Аккумуляторы монтировались в отсеке двигателей снизу, в обогреваемых и теплоизолированных контейнерах.

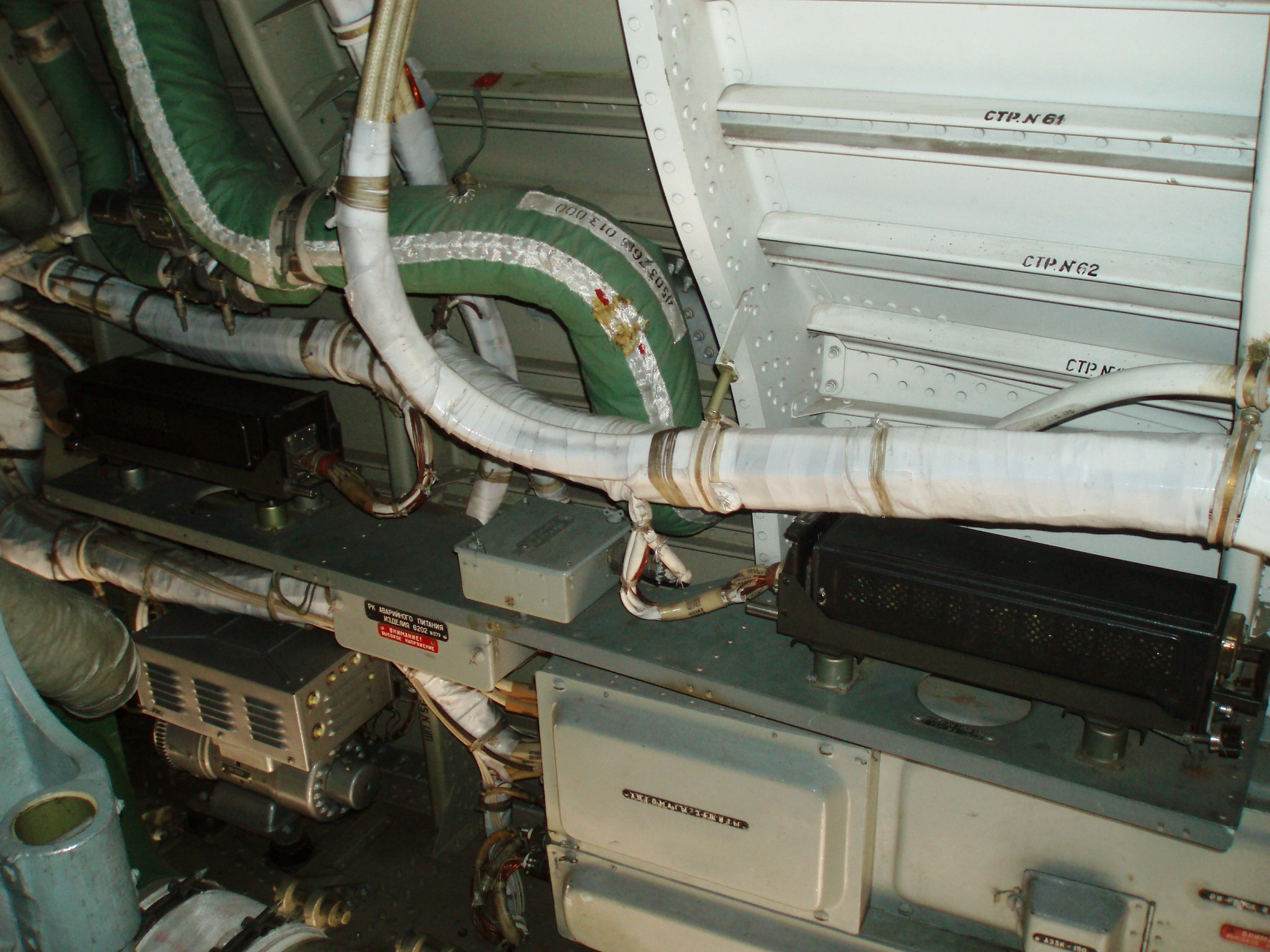
Электрооборудование по правому борту грузоотсека — два блока БРЗУ-115В генератора № 2 и ВСУ, преобразователь ПО-500А, РК 200 В правая

Бортовая электросистема Ту-22М3 состоит из двух сетей постоянного тока 28,5 вольт, двух — переменного трёхфазного тока 208 вольт 400 герц и вторичных сетей трёхфазного тока 36 вольт 400 герц. Система делится на питающие сети левого и правого бортов, сеть 28 вольт «левого» борта считается ведущей, её мощности и агрегатов волне достаточно для нормального завершения полёта. В системе электроснабжения применяются логические элементы и элементы самоконтроля исправности.

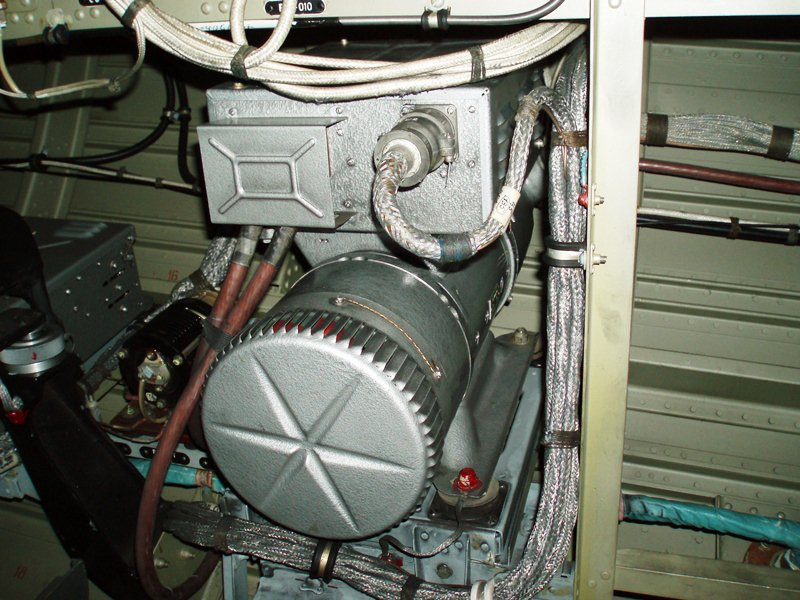
Электромашинный преобразователь на три киловатта (это не самолёт Ту-22М, просто для примера)

Постоянный ток вырабатывают четыре бесконтактных и бесщёточных генератора ГСР-20БК на двигателях, мощностью каждый по 20 кВт. Охлаждение генераторов в полёте — принудительное воздушное, допускается работа на земле без обдува (на самовентиляции) до 50 минут непрерывно. Генераторы № 1 и № 3 работают параллельно на левую сеть, генератор № 2 и № 4 работают на правую сеть. Напряжение на клеммах любого из генераторов составляет 29±0,1 вольта. При отказе одного любого двигателя мощности оставшихся двух генераторов достаточно для безопасного завершения полёта, при этом не требуется перекоммутация сетей. Подготовка и пуск ракеты при отказе двух генераторов постоянного тока — невозможен.
На самолётах с № 323639 и доработанных по бюллетеню №1815-БУ переменный ток на борту вырабатывают два привод-генератора ГП-23 с установленными на них генераторами ГТ-60НЖ412П, мощностью по 60 кВА каждый. На каждом двигателе установлено по генератору. У генератора и гидропривода общая система смазки и охлаждения на масле ИПМ-10.
В полёте каждый генератор работает на свою сеть. При отказе одного генератора мощности второго достаточно для питания потребителей обоих сетей и безопасного завершения полёта, при этом правая и левая сети автоматически соединяются. Подготовка и пуск ракеты при отказе одного генератора — невозможен.
Все генераторы на самолёте, как постоянного, так и переменного тока, в своей конструкции имеют электромагнитные расцепители. При развитии аварийной обстановки: разносу генератора или его механическом разрушении, расцепитель механически отсоединяет генератор от коробки приводов, что предотвращает повреждение двигателя. При замене двигателя на самолёте генератор переменного тока отходит вместе с двигателем, тогда как генераторы постоянного тока считаются самолётным имуществом и переставляются назад на те же позиции.
На самолёте в отдельную систему выделены шины питания НПК с собственной системой контроля параметров и элементами коммутации. Шина НПК отключится от своей сети и самостоятельно подключится к соседней, если сочтёт, что параметры питания недопустимы для аппаратуры НПК.
Для питания низковольтных потребителей на самолёте стоят два мощных понижающих трансформатора ТС350СО4А с 208 на 36 вольт. Аварийные электромашинные преобразователи на 36 вольт — ПТ-200Ц (три шт.) и два однофазных на 115 вольт — ПО-500А. При отказе трансформатора или обесточивании сети по любой причине нерабочая сеть подключится к оставшейся рабочей, а при отказе обоих трансформаторов к сетям подключатся преобразователи.
Вспомогательная силовая установка совершенно одинакова на самолётах 4502 и 4503, и находится внутри форкиля. На ВСУ установлены стартёр-генератор постоянного тока  ГС-12ТО и трёхфазный генератор переменного тока на 208 вольт ГТ40П46. Генераторы подключены к левой сети. Мощности генераторов ВСУ достаточно для аэродромного питания самолёта или для безопасного завершения полёта при отказе основных (маршевых) генераторов.
Для питания сетей от наземного источника снизу под двигателями находятся два стандартных разъёма ШРАП-500 по постоянному току (левый ШРАП — ведущий) и разъём бортового питания ШРАП-400-3Ф на 208 вольт, расположенный в задней нижней части воздухозаборника левого двигателя, в районе противопожарной перегородки.
В отсеке второго (правого) двигателя устанавливаются две никель-кадмиевые аккумуляторные батареи 20НКБН-25, которых гарантированно хватает для аварийного питания потребителей первой категории в течение 12-15 минут полёта либо на одну попытку запуска ВСУ в полёте.
Полёт при полностью обесточенной электросети самолёта невозможен. Критический уровень напряжения в сети постоянного тока — 20 вольт. Далее возможно только автономное катапультирование с ручным сбросом крышек фонарей.

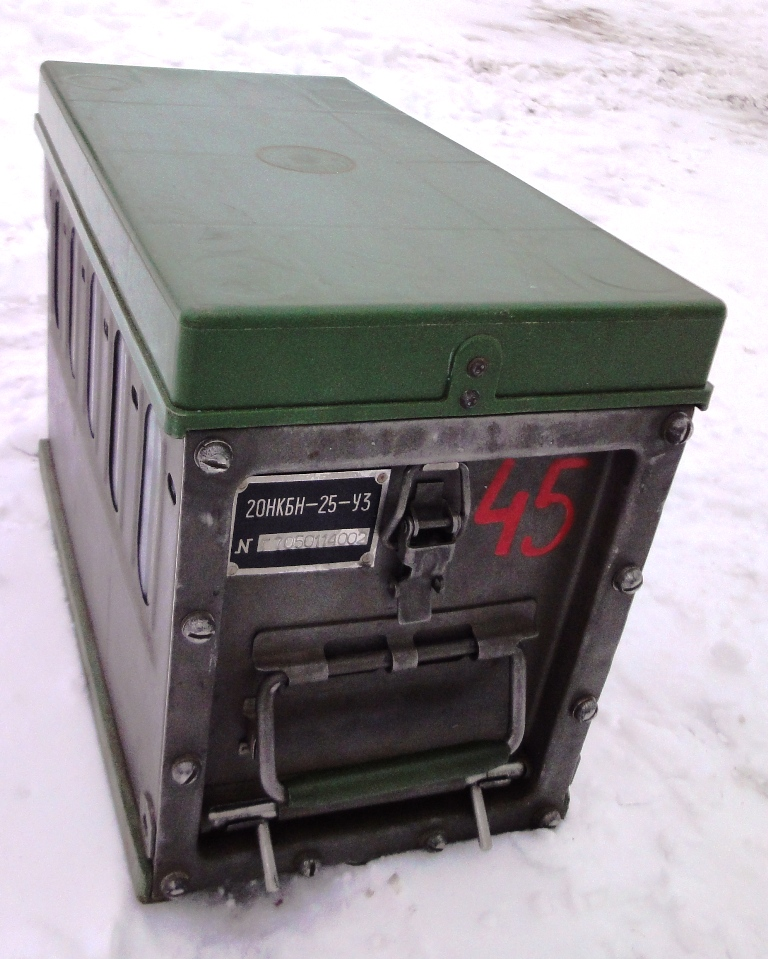
Авиационная бортовая никель-кадмиевая аккумуляторная батарея 20НКБН-25-У3

Вся бортовая сеть самолётов как 4502, так и 4503 разбита на фидеры по принадлежности к системам и состоит из большого количества жгутов электропроводки, соединяемой в распределительных устройствах штепсельными разъёмами в основном типа 2РМТ и 2РМД (неразборные), в меньшей степени применяются соединители типа ШР (разборные) и соединители СНЦ. Также используются болтовые и клеммные соединения. Все питающие цепи потребителей защищены от перегрузок и замыканий предохранителями СП, ТП, ПМ и автоматами защиты сети — АЗС и АЗР различных типономиналов. Самые разные распределительные панели и распределительные коробки БЭС смонтированы по всей конструкции самолёта, от носового отсека и до кормы.
Почти вся бортовая электропроводка выполнена проводом марки БИФ — это износостойкий провод с фторопластовой изоляцией, — либо БИФ-Э — тот же провод в экранирующей оплётке. Вся электропроводка собрана в жгуты и отбандажирована по элементам конструкции на дюралевых хомутах. Для защиты некоторой части жгутов от механических повреждений применялась обмотка жгутов плёнкой из фторопласта-4.
Каждый собранный жгут и каждый провод в жгуте имеет пластиковую трубчатую бирку (кембрик), на котором нарисован несмываемой краской уникальный цифробуквенный адресный код, соответствующий фидерной схеме данного самолёта.
К каждому самолёту поставлялся комплект фидерных и монтажных схем, сгруппированных по принадлежности к системам в большие папки формата А-4, отдельно по электрике, радио и вооружению.
На самолёте Ту-22М широко применяется «металлизация», то есть электрическое соединение всех металлических частей самолёта в единую короткозамкнутую электроцепь с малыми переходными сопротивлениями, что способствует свободному перетеканию накапливающегося в полёте статического электричества и заметному улучшению работы бортовой электроники, в особенности слаботочных радиосистем и цифровой аппаратуры. Перемычки металлизации изготовлены из медных обслуженных плетёнок и установлены на всех тягах, качалках, трубопроводах, рулях, подвижных элементах обшивки, на некоторых люках, а также на почти всех радио- и электронных блоках, снимаемых в процессе эксплуатации.
Все органы управления энергоснабжением самолёта сосредоточены на рабочем месте штурмана-оператора, преимущественно в верхней половине приборной доски.
См. также: Бортовая система электроснабжения летательных аппаратов

### Приборное оборудование

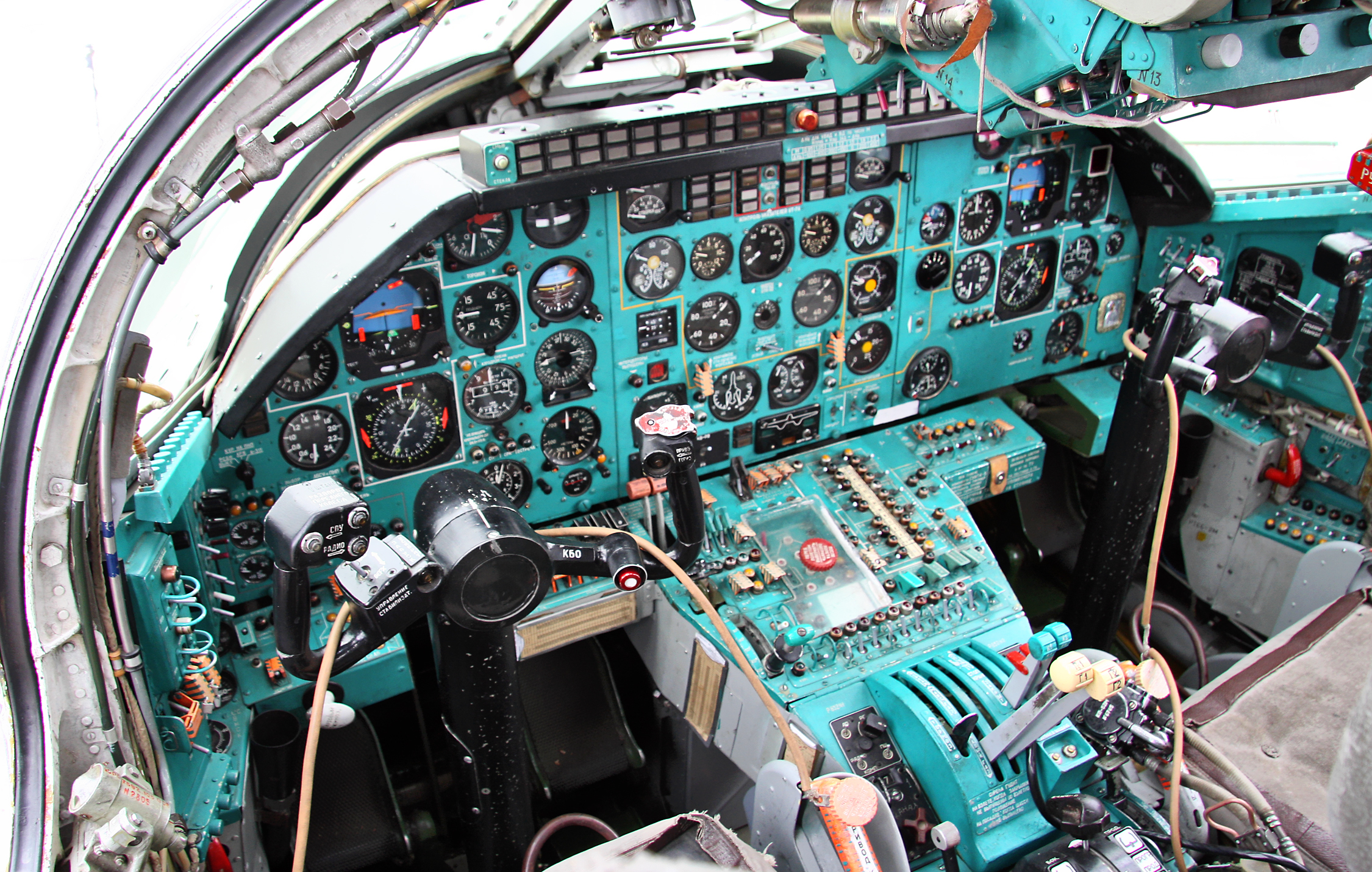
Рабочие места лётчиков

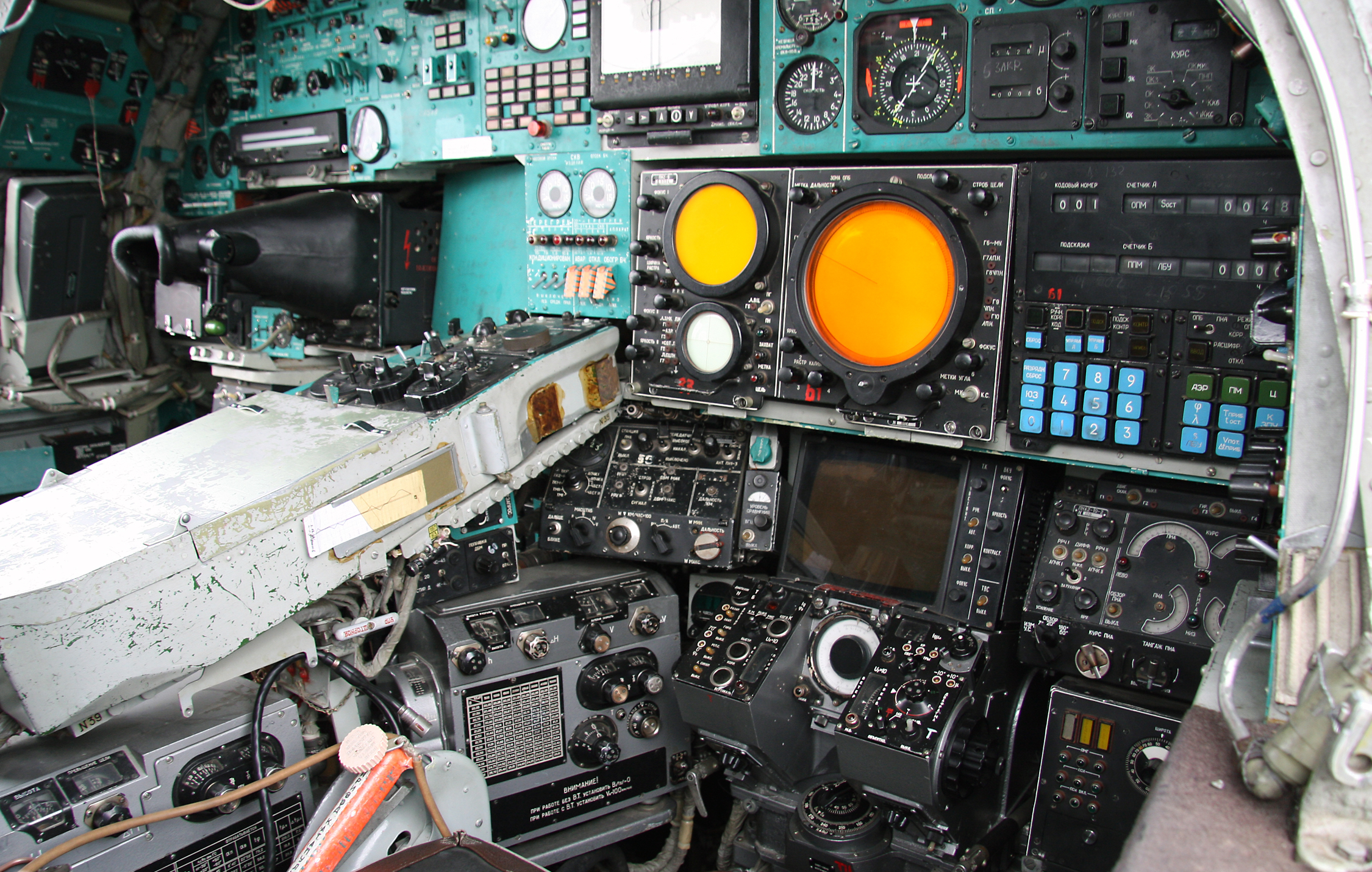
Рабочие места штурманов

Самолёт Ту-22М отличает очень высокая насыщенность кабины — приборы, тумблеры и сигнальные табло установлены на приборных досках, боковых панелях, верхних щитках, потолочных панелях (межфонарные балки), задних панелях АЗР и средних пультах (между креслами). Часть аппаратуры контроля и управления, которая не используется в полёте экипажем, вынесена в подполье кабины (АЗС, АЗР и дополнительный экран ПНА), техотсеки и грузоотсек.
Приборное оборудование кабины представлено традиционными стрелочными электромеханическими приборами. Основные пилотажно-навигационные приборы — это командно-пилотажные ПКП-72 на приборных досках лётчиков и навигационные плановые ПНП-72 у лётчиков и штурмана навигатора, из комплекта системы траекторного управления «Борт-45». ПКП-72 и ПНП-72 имеют индикацию «вид с самолёта на землю». Резервный авиагоризонт типа АГР-72, индикатор углов атаки и перегрузки из комплекта АУАСП-34КР, указатель поворота типа ЭУП-53МК. Указатели скорости и высоты — из комплекта ЦСВ-3М-1К; дополнительно установлены: указатель скорости КУС-2500, высотомеры УВИД-90 и ВД-20. Указатели топлива, подвижных частей системы управления, взлётно-посадочной механизации и систем контроля работы двигателей — из комплектов соответствующей аппаратуры.
Система полного и статического давления на самолётах 4502 и 4503 также несколько различна по исполнению. Приёмники давления — два типа ПВД-7 снизу в передней части фюзеляжа между передними фарами и два ППД-5 также снизу фюзеляжа сразу за гермоперегородкой кабинного отсека. Две плиты приёмников статического давления расположены по бортам кабины экипажа справа и слева: на каждой плите по 6 отверстий. Резервная линия статического давления питается от своего отдельно установленного приёмника в нише передней стойки шасси.

### Навигационный комплекс

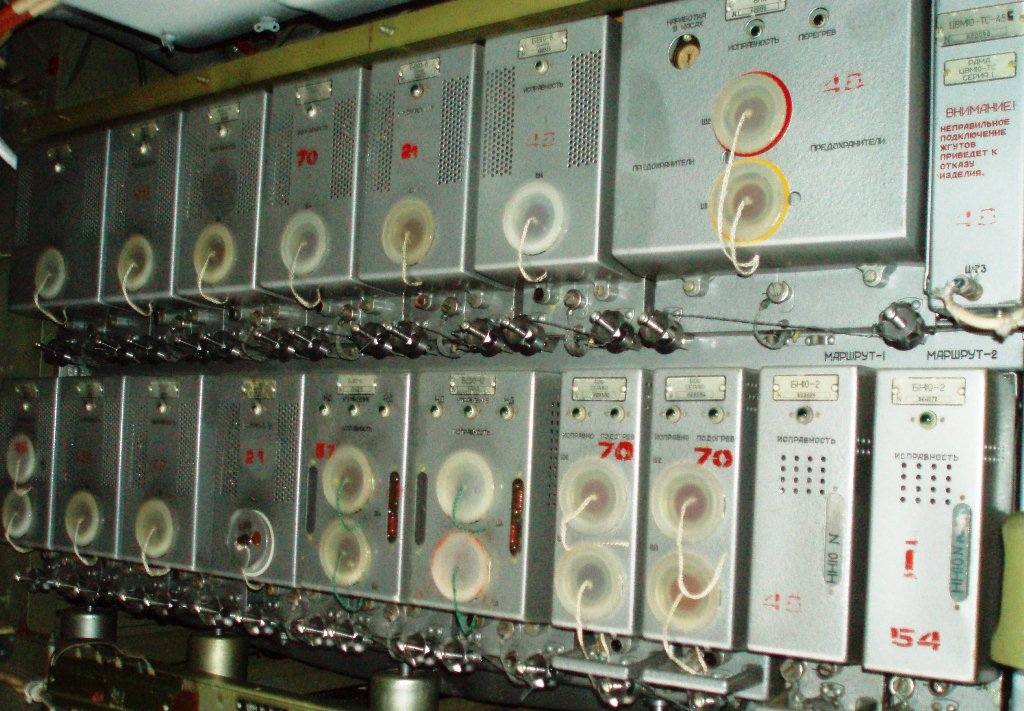
БЦВМ «Орбита-10»

Три платформенные курсовертикали КВ-1 системы «Румб-1А» в отсеке самолёта Ту-22М

Пульты управления навигационным комплексом установлены на рабочем месте штурмана-навигатора.
В составе комплекса НК-45: малогабаритная инерциальная система «МИС-45», трёхканальная система гироскопических курсовертикалей «Румб-1А», БЦВМ «Орбита-10ТС-45» (ЦВМ второго поколения на гибридных ИМС), блоки коммутации комплекса БКК-45, блоки и пульты управления и коммутации, автоматический картографический планшет ПА-3, курсовая система «Гребень», а также сопряжённые системы: радиосистема навигации РСБН-ПКВ, вычислитель В-144, измеритель ДИСС-7, станции А-711, А-713, А-312, аппаратура посадки «Ось-1», радиовысотомеры РВ-5 и РВ-18, радиокомпасы АРК-У2 и АРК-15.

### Автоматическая бортовая система управления (АБСУ)

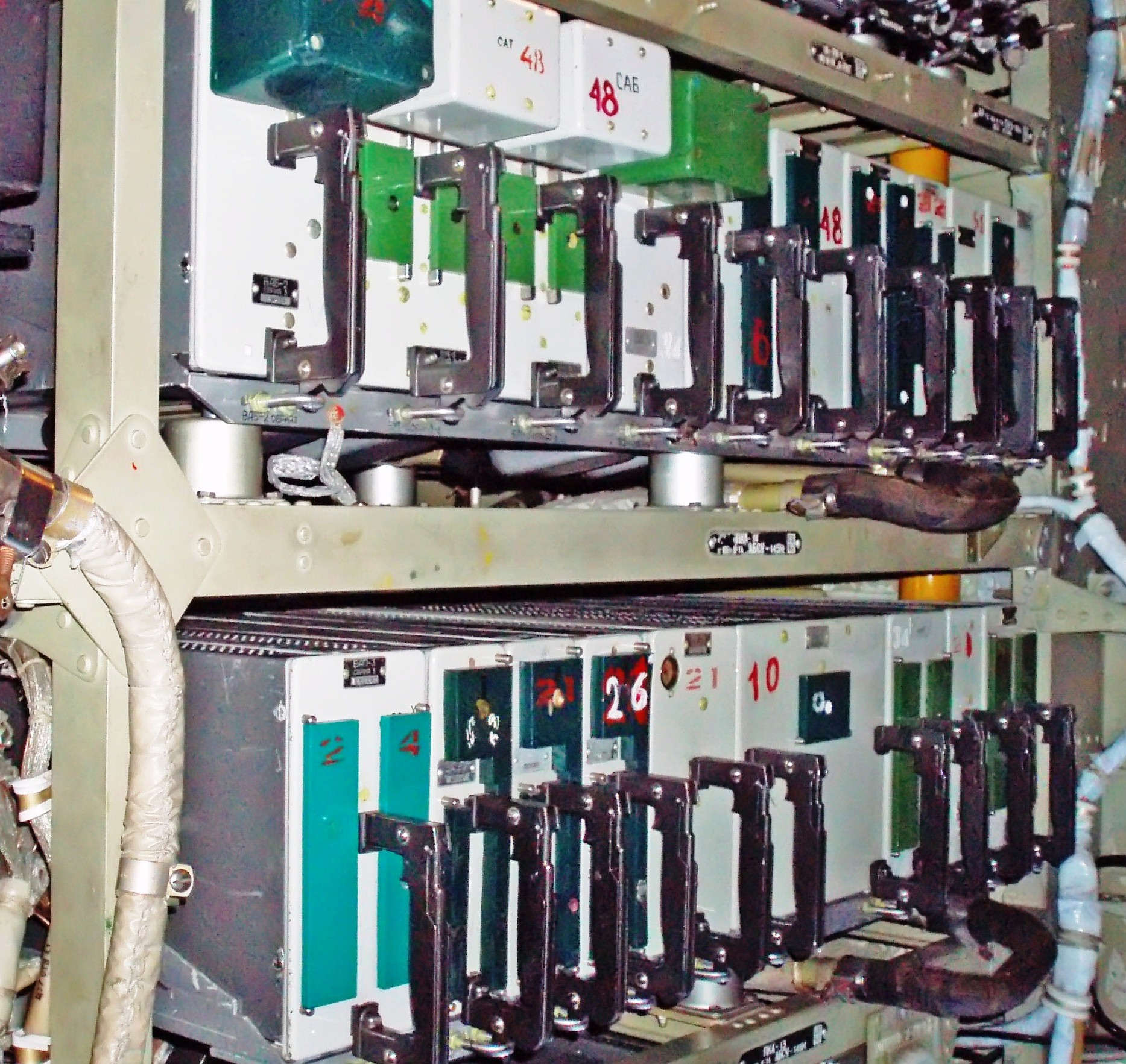
Две рамы с вычислителями САУ-145М в отсеке (ниша передней ноги)

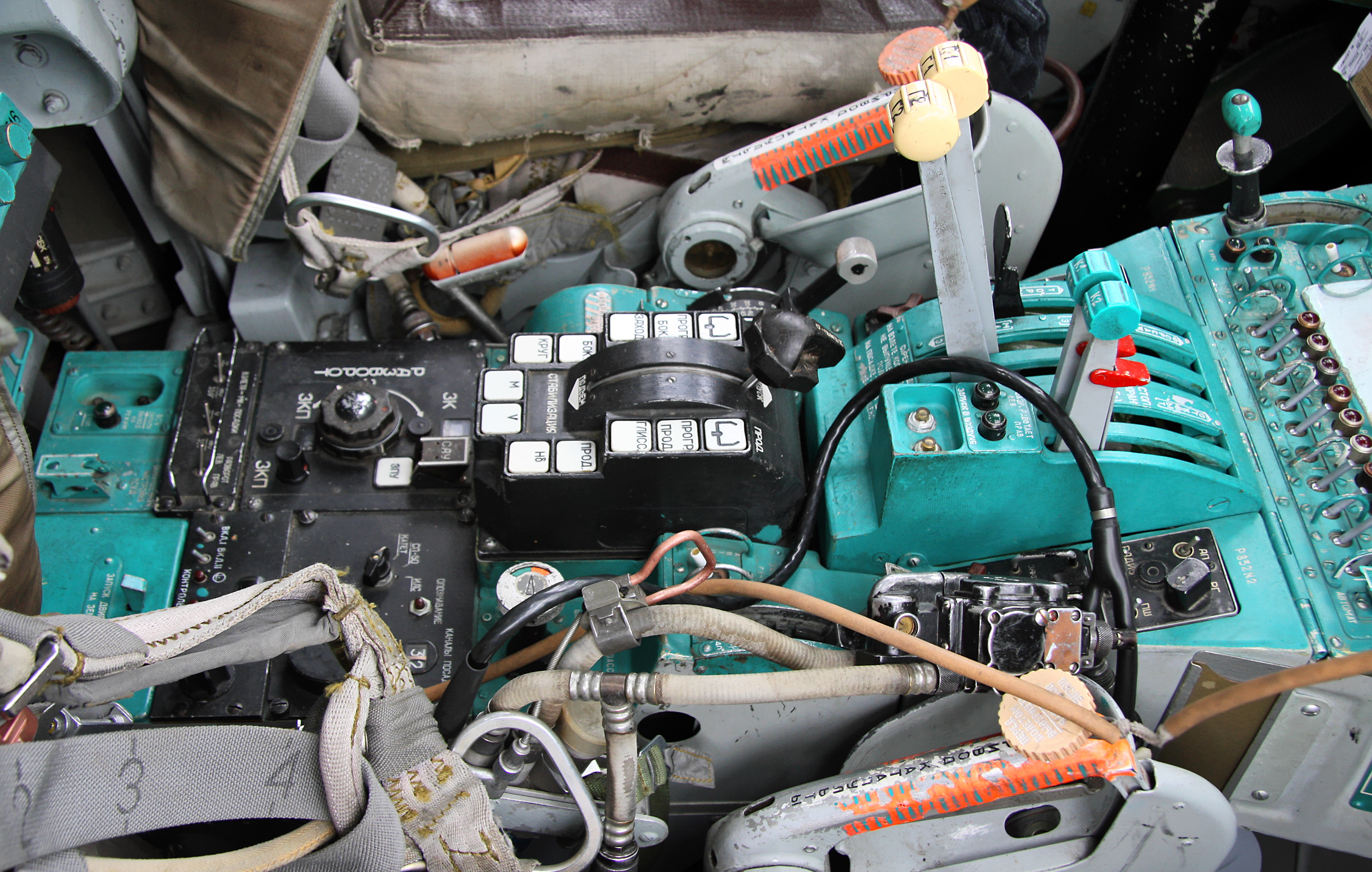
Средний пульт лётчиков: Два РУДа и два стоп-крана. Ниже находятся: пульт управления АБСУ ПУ-35 со строевой ручкой и кнопками режимов, пульт — задатчик курса. Выше РУДов находятся 10 выключателей принудительного отключения рулевых агрегатов

АБСУ — комплексная система, состоит из САУ-145М, ДУИ-2М, «Борт-45» и работает с рядом сопряжённых радиотехнических и навигационных систем. Имеет электрические связи почти со всем оборудованием самолёта.
Чисто ручное управление на данном типе самолёта не предусмотрено, и выключать питание АБСУ в полёте категорически запрещено.
АБСУ значительно упрощает пилотирование, корректируя расход колонки и балансировочное положение в зависимости от режима полёта, а также автоматически парируя все несанкционированные эволюции самолёта, вызванные нестабильностью воздушных масс. При выполнении координированных разворотов автоматически компенсируется потеря высоты, при выпуске закрылков автоматически компенсируется пикирующий момент, при изменениях продольной перегрузки плавно ограничивается расход колонки и передаточные числа на рули, автоматически компенсируется обратная реакция от руля направления, эффективно гасится раскачка. Также возможно управление самолётом не только перемещением колонки, штурвала и педалей, но и от строевой ручки на пульте управления ПУ-35 (типа «джойстика» на среднем пульте лётчиков), которая весь полёт синхронно перемещается по пульту, отслеживая угловые положения самолёта в пространстве (что необходимо для безударного перехода управления «со штурвала» на «автомат» и обратно при эволюциях самолёта, и что в принципе невозможно на однотипной (хотя и более поздней) АБСУ пассажирского лайнера Ту-154), ввиду отсутствия следящей системы (для смены полётного режима самолёт каждый раз необходимо выставить в «горизонт»). В автоматических режимах возможен полёт с автоматической стабилизацией угловых положений, скорости, высоты, курса, курсового угла; программное управление на маршруте, автоматический выход на цель или в точку пуска ракет; автоматическое возвращение на аэродром, автоматический или директорный заход и снижение по глиссаде до высоты 40 метров; автоматический полёт на сближение до визуального контакта с любым самолётом, оборудованным радионавигационными ответчиками; при потере лётчиком ориентировки в пространстве автоматическое выведение самолёта в установившийся горизонтальный полёт с последующей стабилизацией барометрической высоты — из любого углового и пространственного положения, с превышением эксплуатационных перегрузок до 5g, если сохранена управляемость машиной.
На Ту-22М2 и ранних сериях Ту-22М3 устанавливались блоки автоматического низковысотного полёта НВП (вычислитель и блок управления), позволявшие выполнять длительный автоматический полёт над морем или равнинной местностью на высотах в диапазоне 200—500 метров, но не ниже 85 метров (это запрограммированный т. н. первый уровень опасной высоты). В целом система НВП оказалась неудачной, пользоваться ей в полёте было запрещено руководством по лётной эксплуатации, затем она была физически отключена от контура управления, а на последующих сериях Ту-22М3 блоки НВП не устанавливалась вообще (АБСУ-145М серии 3-3). Однако, в экспериментальных целях, в 1975 году группа самолётов Ту-22М2 совершила длительный низковысотный полёт (на ручном управлении), на отдельных участках которого высота уменьшалась до 40-60 м.
Схемотехнически САУ-145 и ДУИ-2М — аналоговые решающие (быстродействующее вычисление в текущем времени) системы (интегрально-дифференциальная логика). Они собраны на интегральных операционных усилителях серий 140 и 153 (усилителях постоянного тока УПТ-9 и других микросборках) и дискретных элементах пассивной диодной логики. Впервые применён двусторонний печатный монтаж микросборок.

### Средства объективного контроля
Бортовая аппаратура объективного контроля — речевой самописец переговоров МС-61, барометрический самописец К3-63, регистратор параметров аппаратуры ПНА — самописец САРПП-12ВМ, магнитный регистратор параметров полёта МСРП-64М-2(5), фотоприставка для контроля визуальной информации ПНА — ФАРМ-3У. Возможна установка фотопулемёта на тубус экранов стрелковых прицелов.
Ряд доработанных в XXI веке самолётов вместо ленточных получил твердотельные накопители полётной информации.

### Радиоэлектронное оборудование

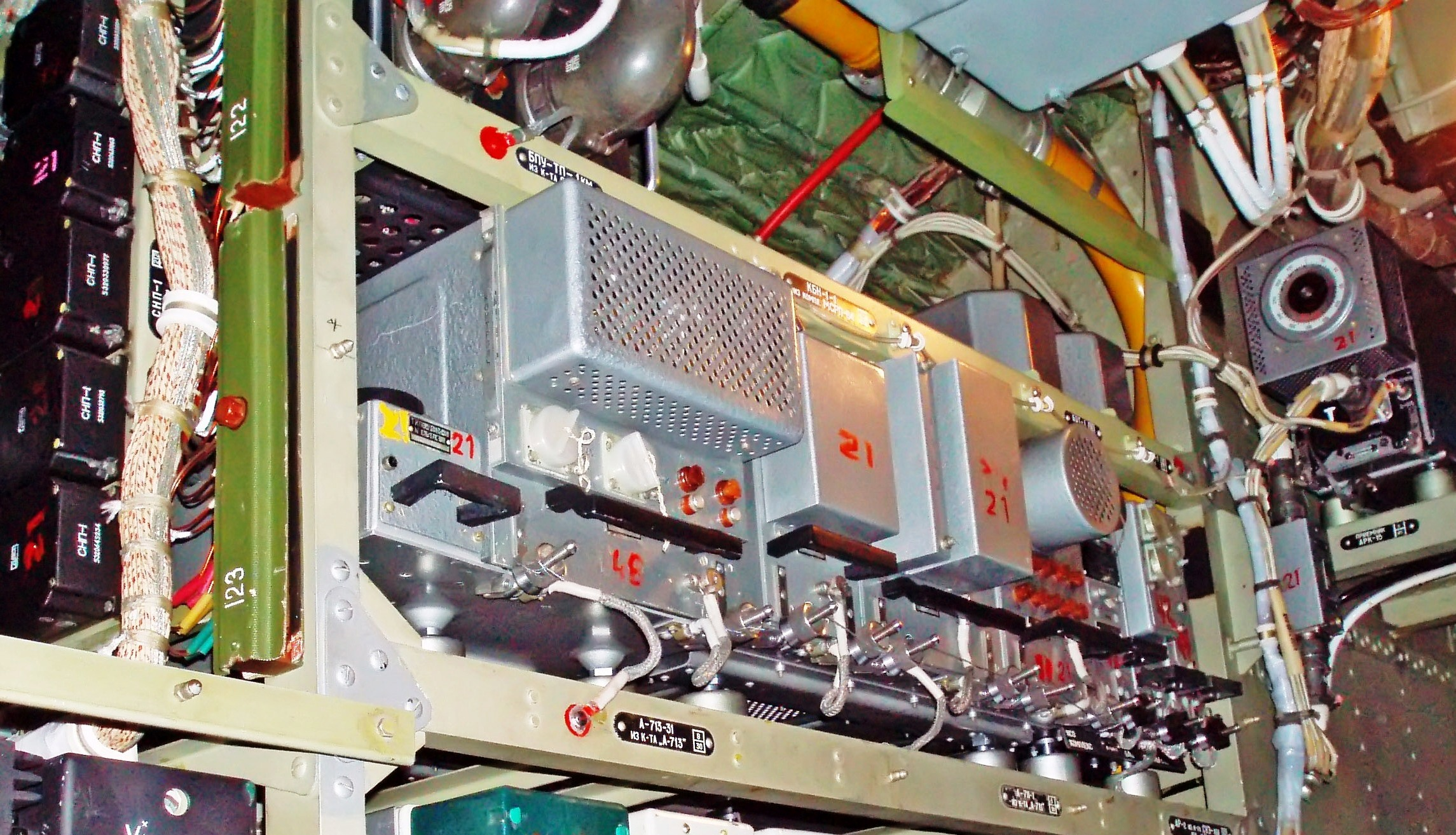
Оборудование в отсеке передней ноги — А-711, А-713, АРК-15, СУЗ-10А левого двигателя, БПУ-ТП-1КМ, пять сигнализаторов нарушения питания СНП-1 из комплекта АБСУ-145

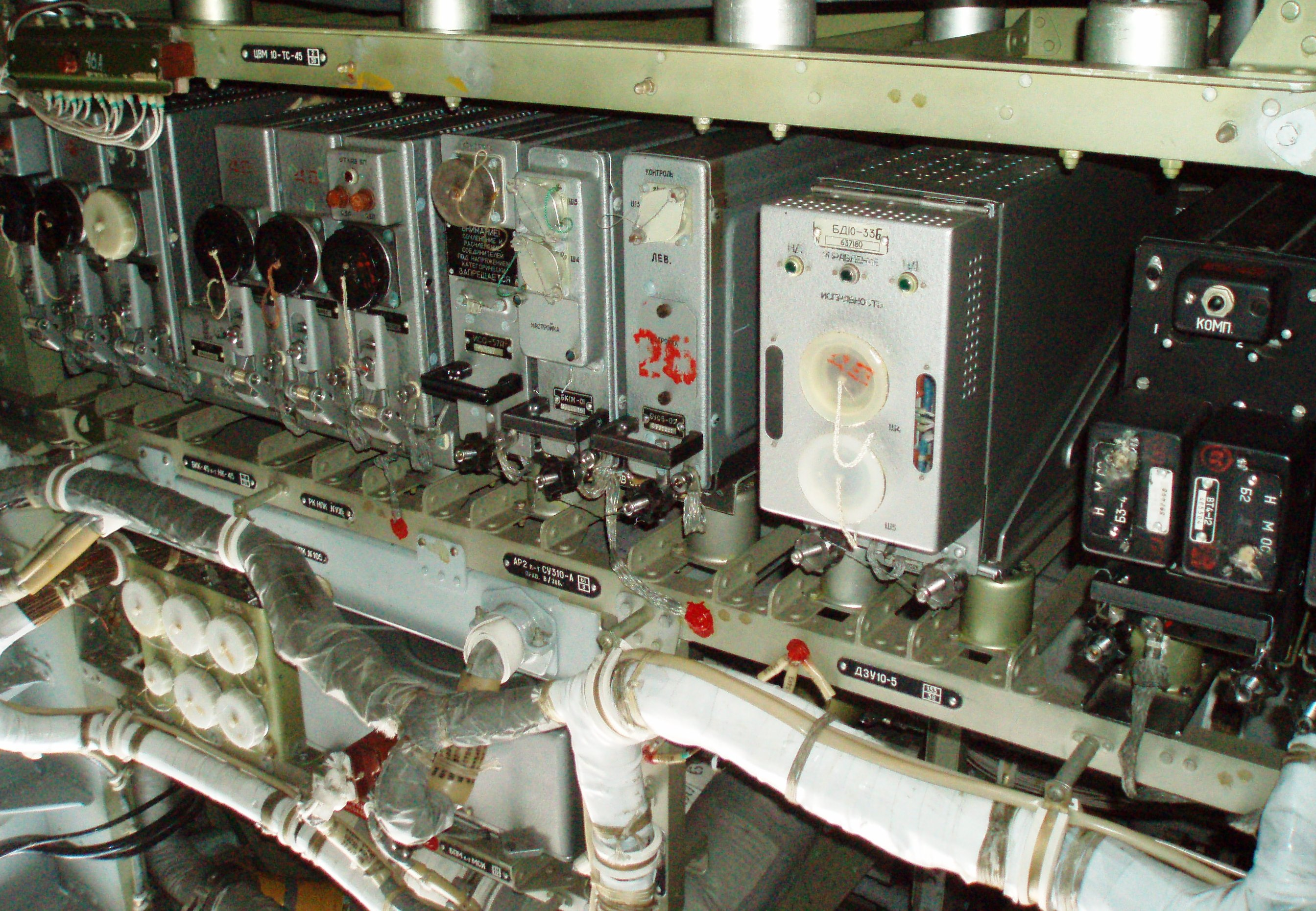
Оборудование в нише передней ноги — блоки коммутации комплекса БКК-45, ДЗУ-10-5, СУЗ-10А правого двигателя, блок питания проблескового маяка МСИ

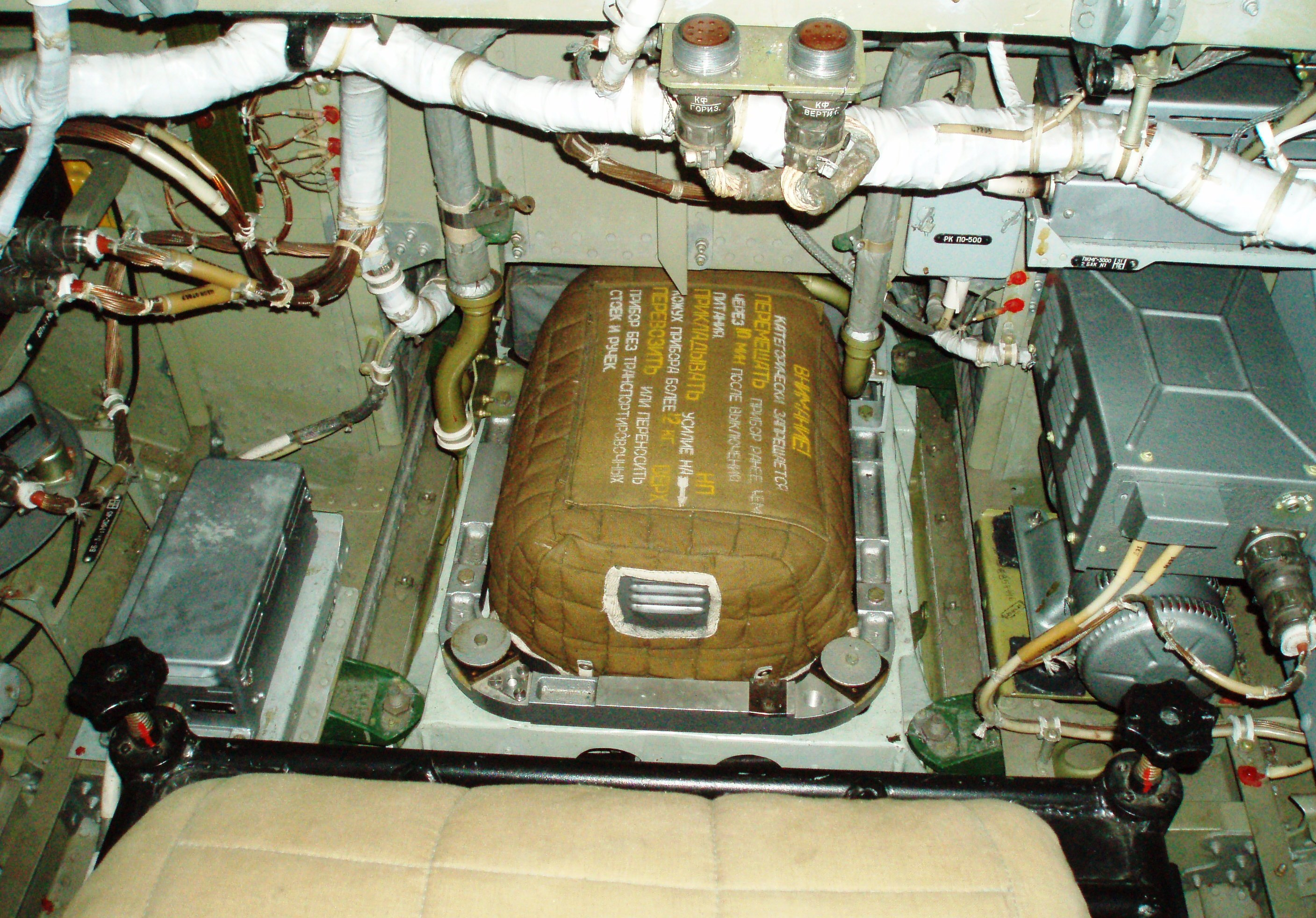
Оборудование в нише передней ноги — рама с МИС-45, преобразователь ПО-500А

На данном типе самолёта установлено: радиосвязное оборудование (РСО), радиотехническое (РТО), радионавигационное (РНО), прицельно-навигационное (ПНА), радиоэлектронной борьбы (РЭБ).

Работа авиатехника в задней кабине (ноги в подполье) Ту-22М

РЛС ПНА («Планета-носитель») является селективной станцией переднего обзора, с мощностью сигнала в импульсе до 130 кВт, с резервированием (имеется второй передатчик, резервная аппаратура обработки информации и связи). РЛС также используется для радионавигации — коррекции пути и координат в НК-45. Схемотехнически станция ПНА Ту-22М2 ничем не отличается от станции на Ту-22М3.
Радиосвязное оборудование включает:
- две командные УКВ радиостанции Р-832М,
- среднекоротковолновую станцию дальней связи Р-847Т,
- коротковолновый резервный приёмник Р-876Т «Комета»;
- аппаратуру кодовой и информационной автоматической связи Р-099 «Чайка», которая работает совместно со станцией ТЛГ ЗАС «12-65» и ТЛФ ЗАС «19-18».
- аварийная радиостанция Р-855 «Актиния»,
- самолётное переговорное устройство типа СПУ-7,
- речевой информатор — РИ-65Б.

Радионавигационное оборудование самолёта, не входящее в комплекс НК-45:
- радиосистема ближней навигации и посадки РСБН-ПКВ,
- аппаратура посадки «Ось-1» совместно с системой траекторного управления «Борт-45» из комплекта АБСУ-145М реализует директорные и автоматические режимы при заходе на посадку в системах СП-50, «Катет» или ILS по международным нормам 2 категории ICAO,
- радиокомпас межсамолётной навигации АРК-У2,
- автоматический радиокомпас навигации и посадки АРК-15М,
- аппаратура дальней радионавигации А-711 «Кремний» (работает совместно с РЛС ПНА).
- Цифровой преобразователь координат А-713 «Коралл», работает совместно с РСДН «Кремний».
- Радиовысотомер малых высот РВ-5, на самолёте установлено два комплекта.
- Радиовысотомер больших высот РВ-18.
- Радиосистема навигации А-311 «Печора»,
- азимутально-дальномерный приёмник А-312, работает совместно с РСБН.
- Доплеровский измеритель истинных параметров скорости и сноса ДИСС-7.

; средства РЭБ

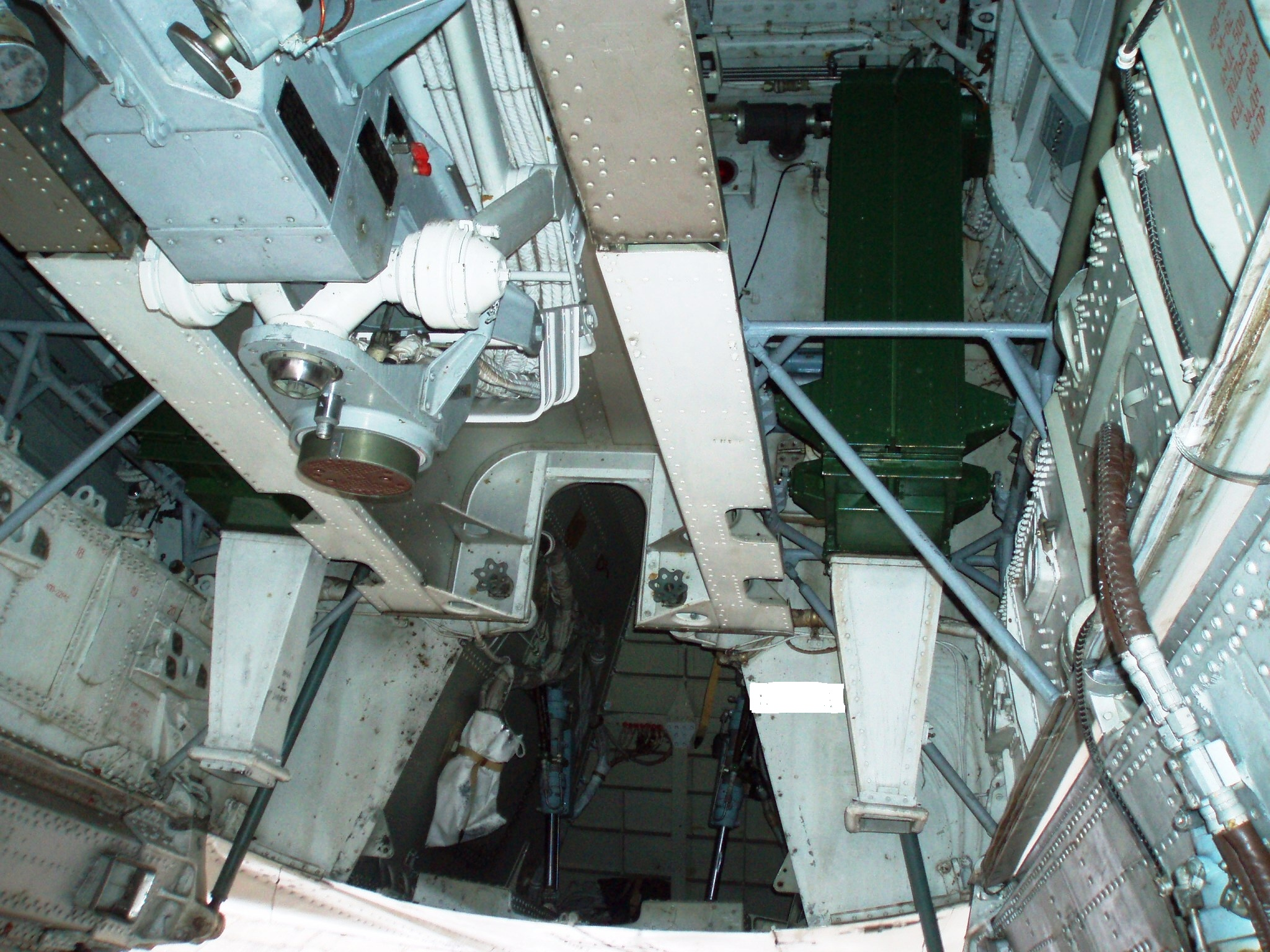
два автомата сброса отражателей АСО-2Б-126 в задней части грузового отсека

- Бортовой комплекс обороны — изделие Л-229 «Урал» («Берёза», «Мак» и общее управление. Автомат-2, Автомат-3 и держатели патронов ДО и ЛТЦ относятся к системе вооружения).
- Система госопознавания — изделие 62 «Пароль»

### Светотехническое оборудование

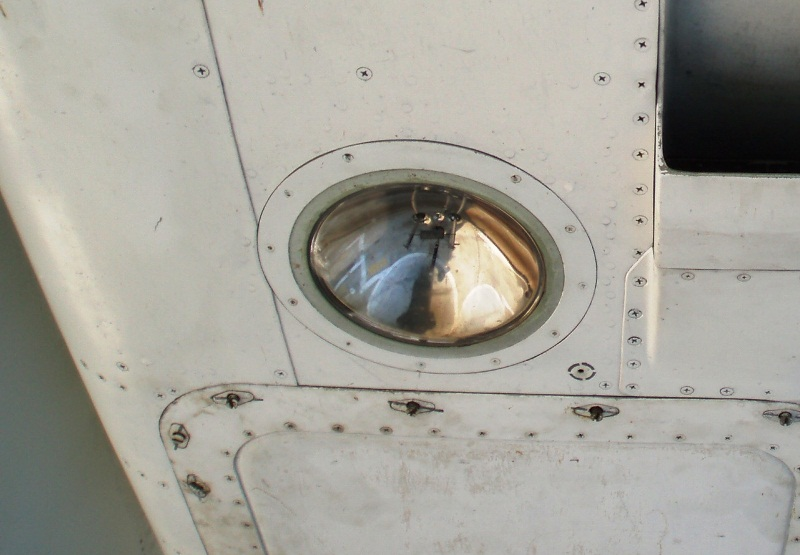
Фара ПРФ-4М в убранном (полётном) положении

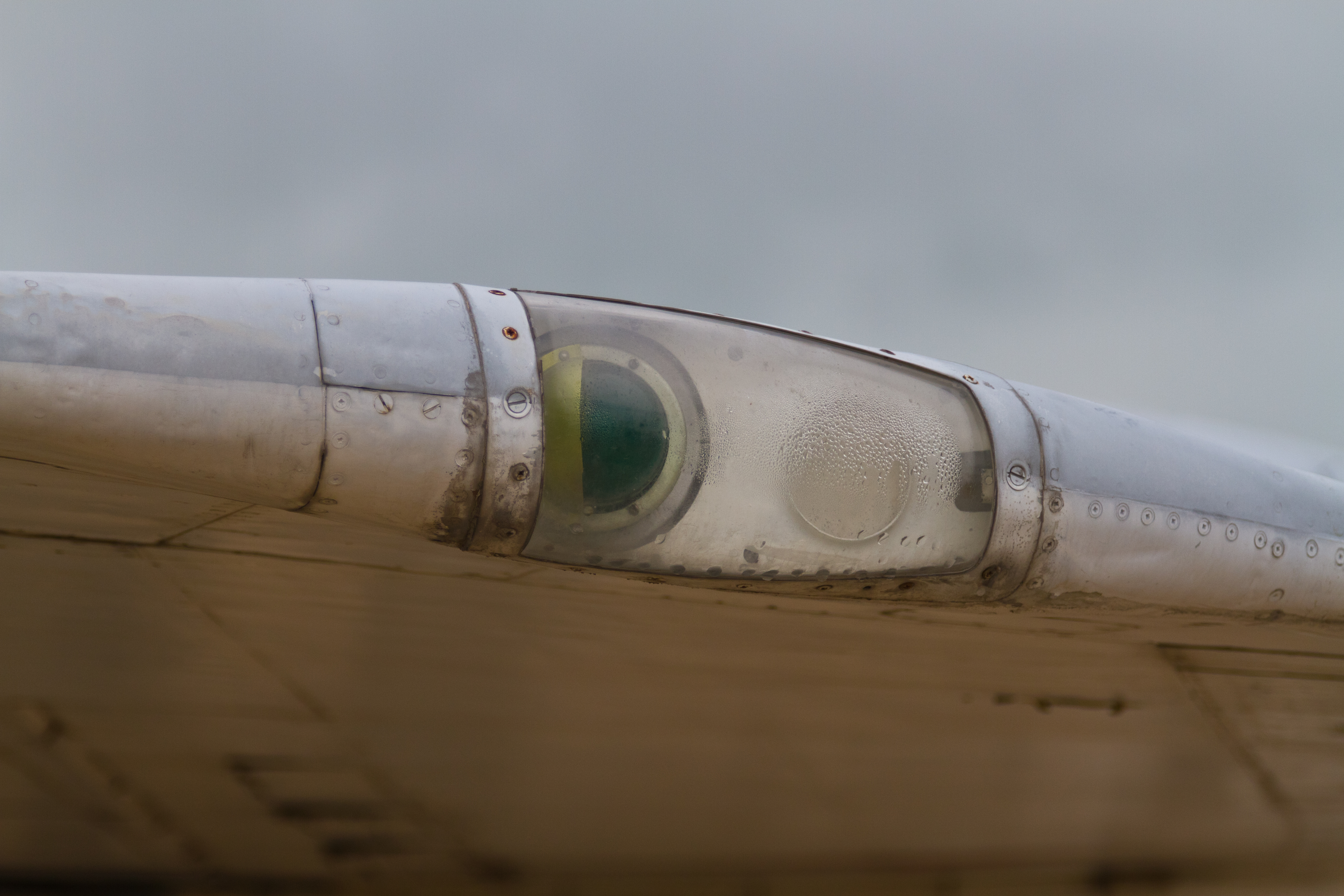
БАНО в законцовке правой плоскости

Светотехническое оборудование состоит из четырёх выдвижных посадочно-рулёжных фар ПРФ-4М, две в носовой части фюзеляжа снизу, сразу за обтекателем антенны РЛС, и две — в подканальной части воздухозаборников. Фары убираются автоматически, сразу после взлёта, на скорости 360 км/ч. Аэронавигационные огни состоят из галогеновых светильников на консолях плоскостей — красного и зелёного, и белого огня на верхней задней части киля. АНО могут работать в режиме трёхступенчатой яркости свечения; мигания или постоянного горения (блок БУАНО-76, от Ил-76). Проблесковые огни включают два светильника «СИ» белого света с импульсными ртутными лампами мощностью по 600 Вт, установленными внизу за отсеком передней стойки шасси и вверху между входными каналами воздухозаборников. Также на самолёте используются огни полёта строем, состоящие из восьми оранжевых светильников ОПС-69, расположенных на верхней части фюзеляжа и ПЧК, и в плане образующие «Т» при обзоре самолёта сзади сверху, и двух белых огней, расположенных посредине законцовок стабилизатора. Освещение кабин полётное — красное и наземное — белое, бестеневыми светильниками. Общее количество ламп освещения кабины — около 550 шт.

### Вооружение
Назначение

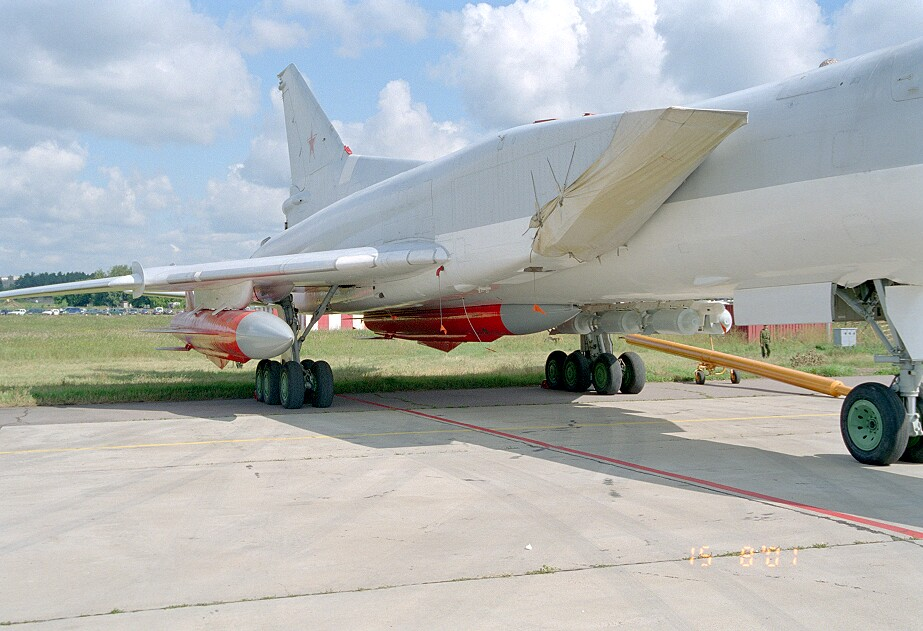
Ту-22М3 с демонстрационными муляжами ракет на подвеске

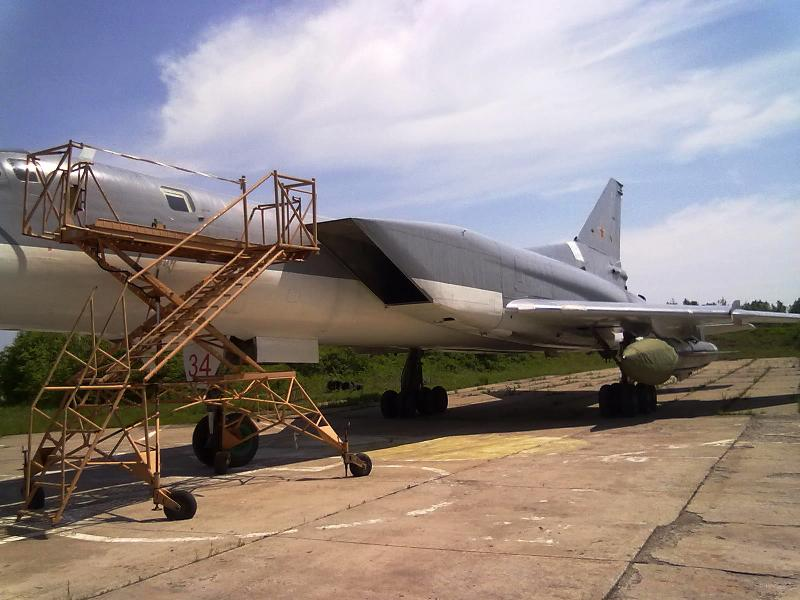
Ту-22М3 с подвешенной боевой крылатой ракетой Х-22, в рамках учений «Восток-2010»

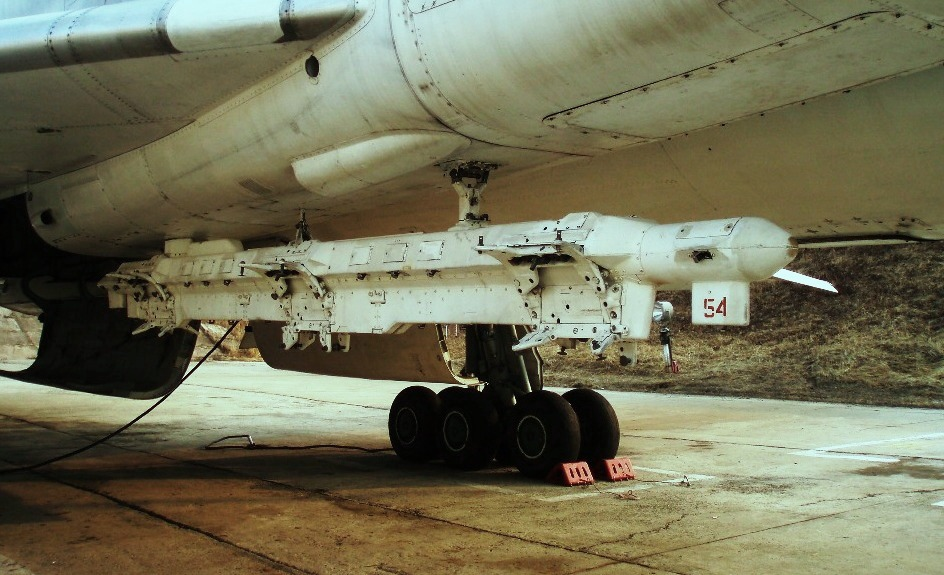
Балочный держатель внешней бомбовой подвески МБД-3-У9М-01

Самолёт Ту-22МЗ предназначен для ведения боевых действий в оперативных зонах сухопутных и морских театров военных действий с целью уничтожения подвижных и неподвижных, радиолокационно-контрастных и площадных, видимых и невидимых целей (объектов) ракетами и бомбами днём и ночью в простых и сложных метеорологических условиях. Самолёт обеспечивает выполнение следующих задач:
- нанесение ракетных ударов крылатыми ракетами типа Х-22, в диапазоне высот полёта носителя от 1000 м до практического потолка по радиолокационно-видимым и невидимым целям, с максимальной дальностью пуска ракеты по точечной цели — до 300 км; по площадной цели — до 600 км. Расчётная нормальная боевая нагрузка при подвеске одной ракеты составляет 5780 кг. При подвеске трёх ракет в перегруз боевая нагрузка составляет — 17340 кг.
- выполнение прицельного бомбометания свободнопадающими неуправляемыми боеприпасами с высот от 200 м до практического потолка. Нормальная бомбовая нагрузка самолёта составляет три тонны, максимальная (техническая) нагрузка может достигать 24 тонн за счёт недозаправки самолёта топливом. При любых условиях максимальная взлётная масса самолёта не должна превышать 124 тонны при потребной длине БВПП не менее 3200 метров[15].

Для ракетной подвески на самолёт внутри грузового отсека монтируется фюзеляжный балочный держатель БД-45Ф. Для крыльевой подвески ракет Х-22 под поворотными узлами крыла монтировались два ракетных балочных держателя БД-45К. На каждый БД можно подвесить только одну ракету. Для тренировки экипажей и сохранения ресурса боевых ракет промышленностью выпускался подвешиваемый на самолёт имитатор ракеты И-98, представляющий собой удобообтекаемую веретенообразную конструкцию, внутри которой размещалась аппаратура ракеты.
Для внутренней бомбовой подвески на самолёт в грузовой отсек, вместо демонтированного балочного держателя БД-45Ф могут монтироваться кассетные бомбодержатели КД-3 (до 9 шт), КД-4 (4 шт.) по бортам и в середине отсека, или один балочный держатель БД-6 под потолком — для подвески крупногабаритных грузов.
Для внешней подвески бомб на самолёте могут монтироваться два под воздухозаборниками или четыре (вместо крыльевых ракетных балок) многозамковых балочных держателя МБД3-У-9М, каждый из которых рассчитан на подвеску до 9 бомб. Не допускается одновременная подвеска на самолёт разнотипных бомб, ввиду их разных баллистических характеристик.

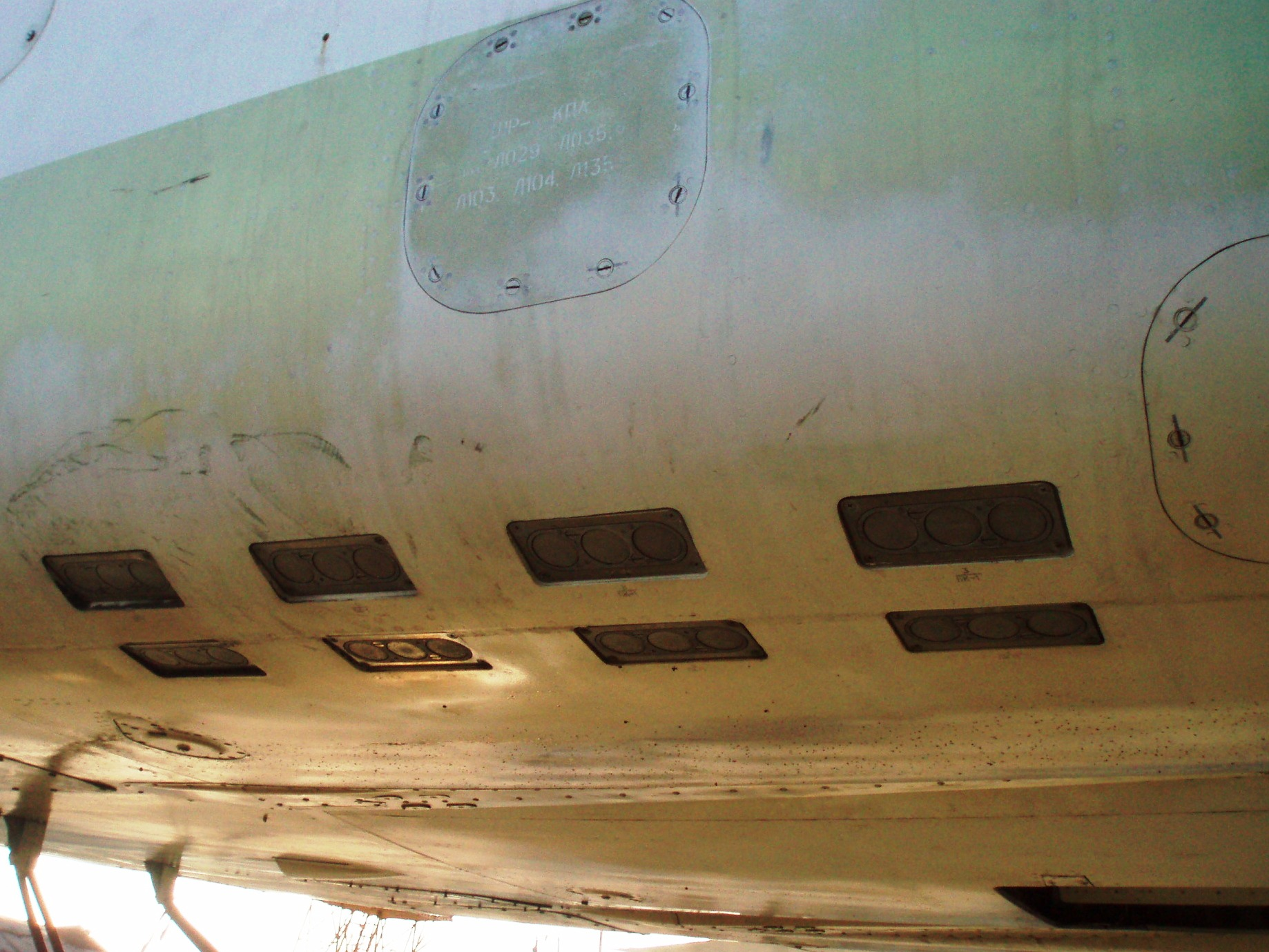
Держатели помеховых патронов АПП-50 для отстрела 50-мм ИК и ПРЛ

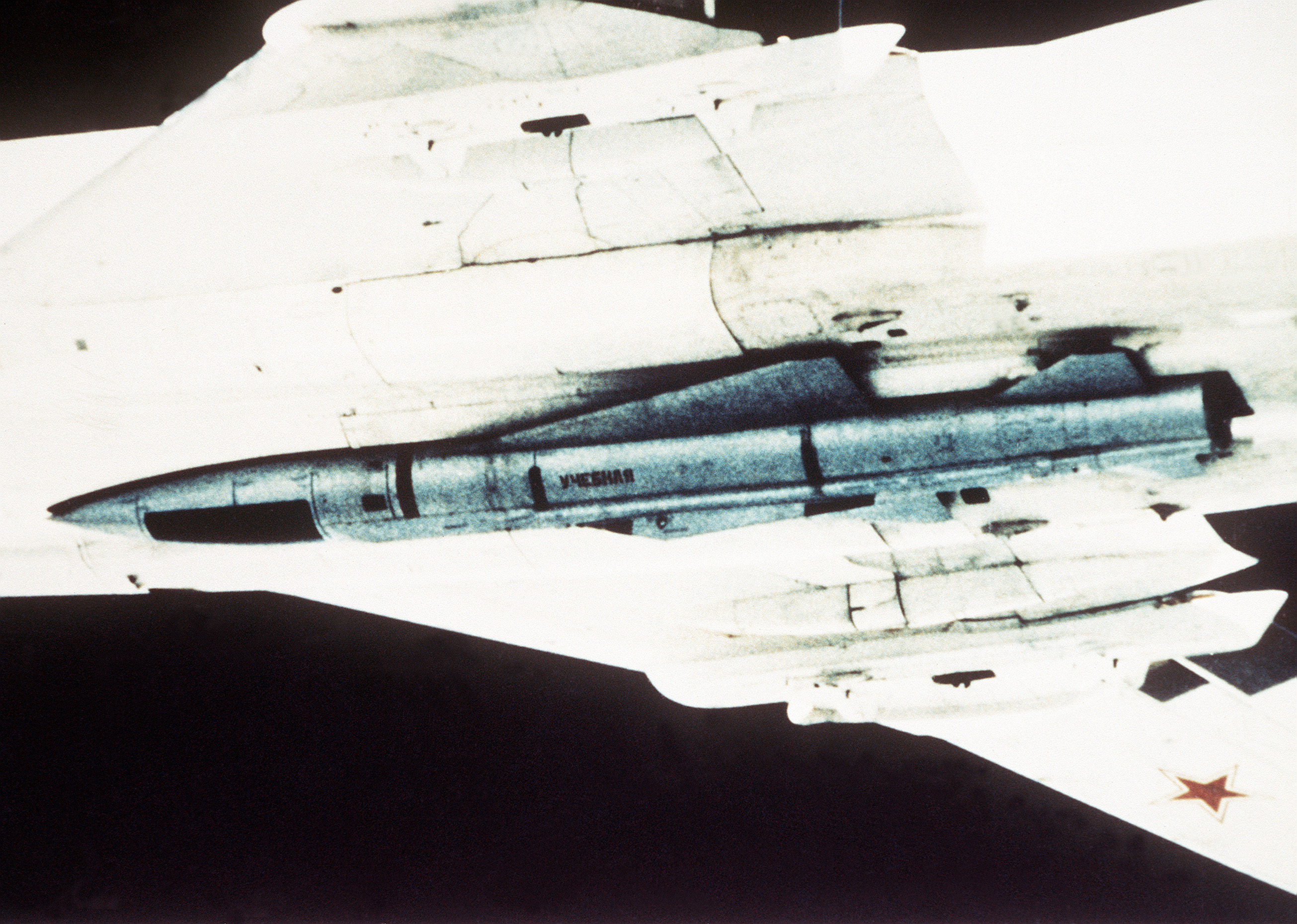
Площадная ракета Х-22 (учебная) на фюзеляжном держателе БД-45Ф (снимок чёрно-белый)

Типовые варианты бомбовой подвески:  
- вариант № 1 — внутри грузового отсека 33 авиабомбы, внешняя подвеска на МБД — 36 бомб, все типа ФАБ-100 или ФАБ-250;
- вариант № 1А —  внутри грузоотсека — 22 авиабомбы ФАБ-100 или ФАБ-250 и автомат постановки помех АПП-22М;
- вариант № 2 — внутри грузоотсека — 18 морских мин УДМ-500 или УГДМ-500, на внешней подвеске ещё 24 однотипные мины;
- вариант № 2А — в отсеке 12 морских мин УДМ-500 или УГДМ-500 и автомат помех АПП-22М;
- вариант № 3 —  в отсеке 22 бомбы и снаружи 18 бомб типа ФАБ-250-М62;
- вариант № 3А —  в отсеке 11 бомб ФАБ-250-М62 и автомат помех АПП-22М;
- вариант № 4 — в грузовом отсеке 12 бомб ФАБ-500-М62, или 12 БетАБ-500, или 12 морских мин АМД-500М; снаружи на МБД ещё 12 таких же бомб;
- вариант № 4А — в отсеке 6 бомб ФАБ-500-М62, или 6 БетАБ-500, или 6 морских мин АМД-500М и автомат помех АПП-22М;
- вариант № 5 — в отсеке 8 бомб ФАБ-1500, или 8 морских мин в габарите «1500»: РМ-1, УДМ, УДМ-5, АПМ, АМД-2, «Лира», «Серпей»;
- вариант № 5А — в отсеке 4 бомбы ФАБ-1500, или ФАБ-1500-2,6ТС, или ФАБ-1500ША, или 4 морских мины, и автомат помех АПП-22М;
- вариант № 6 — в отсеке 2 бомбы калибра 3000 кг и автомат помех АПП-22М;
- вариант № 7 — в отсеке одна бомба-имитатор ИАБ-500 или ИАБ-3000 и автомат помех АПП-22М;
- варианты внутренней подвески №№ 8÷19 используются для различных ядерных зарядов.

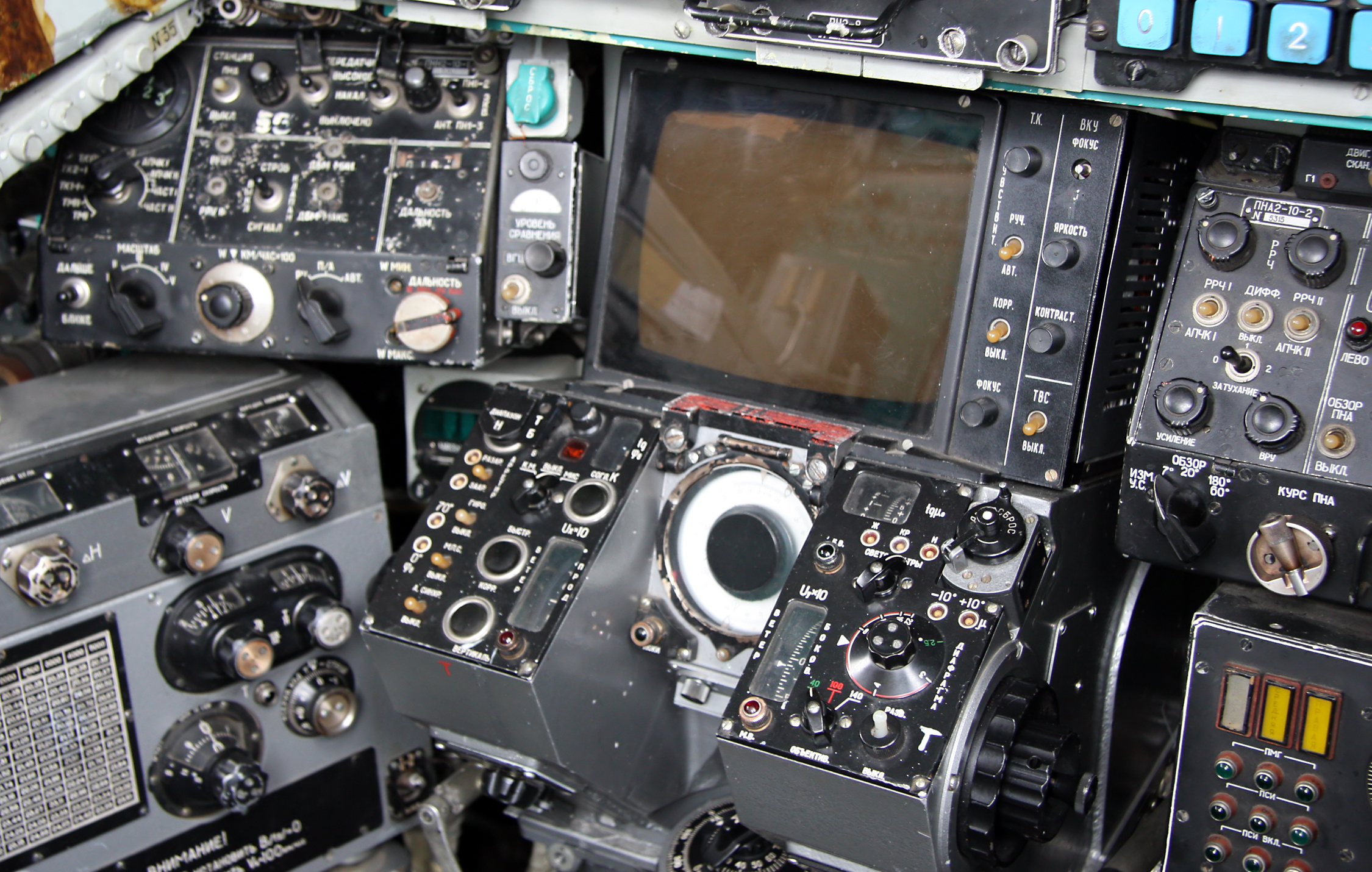
Прицельное оборудование в кабине штурмана-навигатора

Максимальная бомбовая нагрузка самолёта достигается при подвеске 69 бомб ФАБ-250-М54 по варианту № 1, и составляет 18 492 кг.
Также возможны смешанные варианты применения вооружения, и одновременная подвеска бомб и ракет.
Для подвески вооружения на самолёт предусматривалась система подъёма грузов из двух комплектов съёмных электрических лебёдок БЛ-56, и стационарно смонтированной  тросовой системы с блоками, балками и роликовыми кронштейнами.
На самолёте установлено кодо-блокировочное устройство, препятствующее несанкционированному применению ядерного заряда.
Самолёты после 90-й производственной серии оборудовались системой управления ракетным оружием У-001 и возможностью подвески аэробаллистических ракет типа Х-15, с дальностью пуска 50-150 км. Вместо балочного держателя БД-45Ф в грузовом отсеке монтировалась барабанная пусковая установка МКУ-6-1, под крылом самолёта — 4 катапультных устройства АКУ-1, два внешних и два внутренних. Всего самолёт мог взять на борт до 10 таких ракет. Но ввиду ограниченного функционала этих ракет массово в строевые части они никогда не поставлялись, а в 21-м веке все ракеты типа Х-15 сняты с вооружения, из-за окончания срока складского хранения твердотопливных двигателей.
Применение ракетного или бомбового оружия на самолёте автоматизировано и осуществляется от комплексной навигационно-бомбовой системы НБС, в составе которой — РЛС ПНА и оптико-телевизионный бомбовый прицел 015Т, сопряжённые с навигационным комплексом НК-45 и АБСУ-154. Комплексная наземная проверка НБС на борту имеет название — «подыгрыш».
Прицел ОПБ-015Т — это оптико-телевизионный автосинхронно-векторный бомбардировочный прицел с полуавтоматическим сопровождением цели. Прицел рассчитан на бомбометание с прямолинейного полёта по оптически видимым неподвижным или движущимся целям. Также прицел может использоваться для постановки морских мин или торпедометания. Вычислительная часть прицела рассчитана на два режима работы — бомбометание с малых высот и бомбометание с больших высот. В режиме малых высот высота полёта носителя находится в диапазоне от 200 до 2000 м и скорость полёта от 500 до 1300 км/ч, в режиме больших высот диапазон высот от 2000 м до практического потолка и скорость от 500 до 2000 км/ч. Функционально прицел состоит из оптико-телевизионной вычислительной системы и вычислителя. Конструктивно прицел состоит электронных блоков и электромеханических сборок:
- оптико-вычислительная телевизионная система, состав
  - визирная головка и блоки телесистемы
  - устройство питания системы
  - устройство питания телекамеры
  - устройство телевизионного канала
  - устройство коррекции видеосигнала
  - видеоконтрольное устройство
- вычислитель, состав:
  - верхняя головка (прибор)
  - решающий прибор
  - блок баллистики
  - блок питания следящих систем
  - блок усилителей решающего прибора
  - блок усилителей

Оборонительное вооружение.

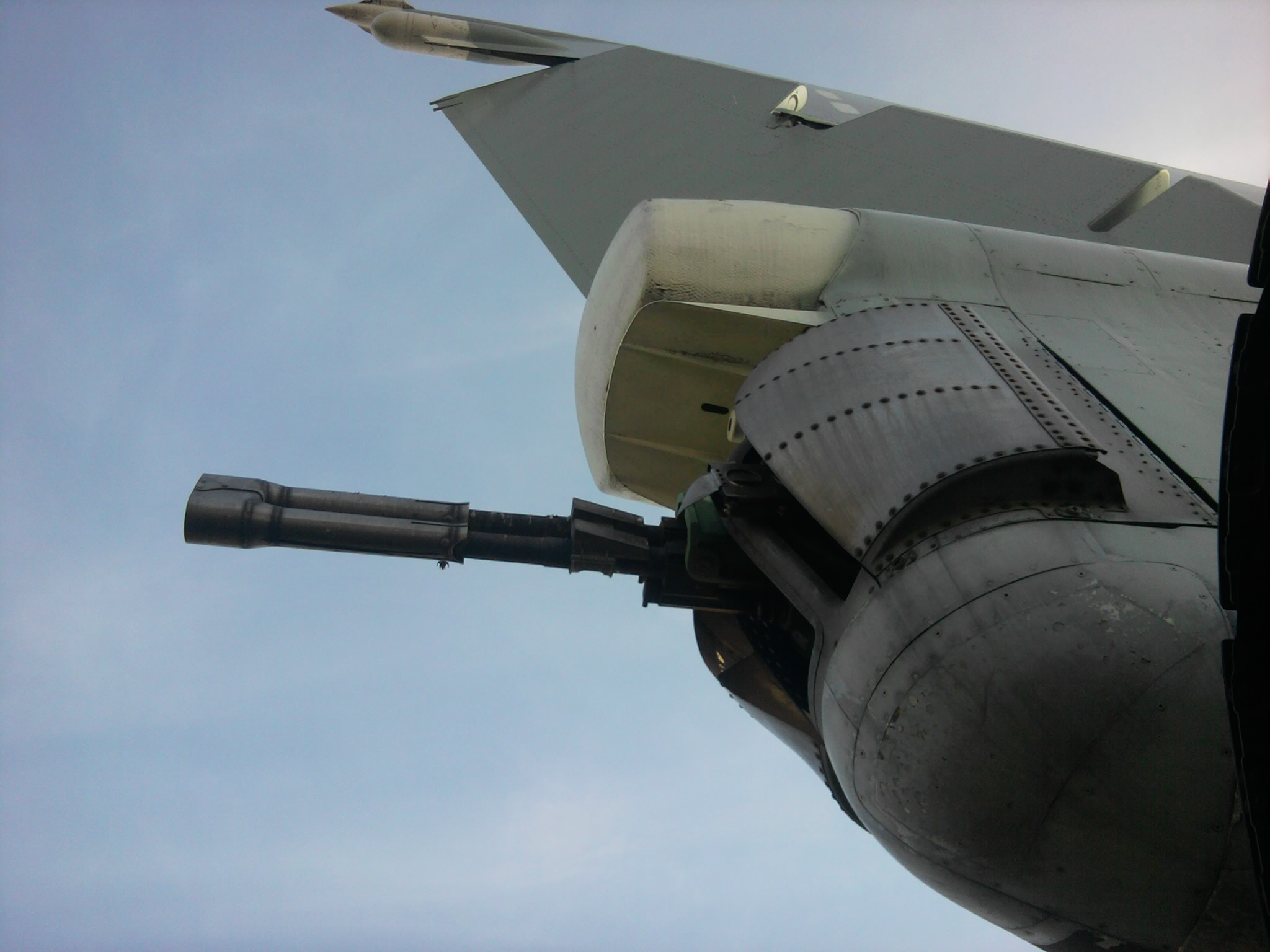
ГШ-23 в кормовой огневой установке Ту-22М

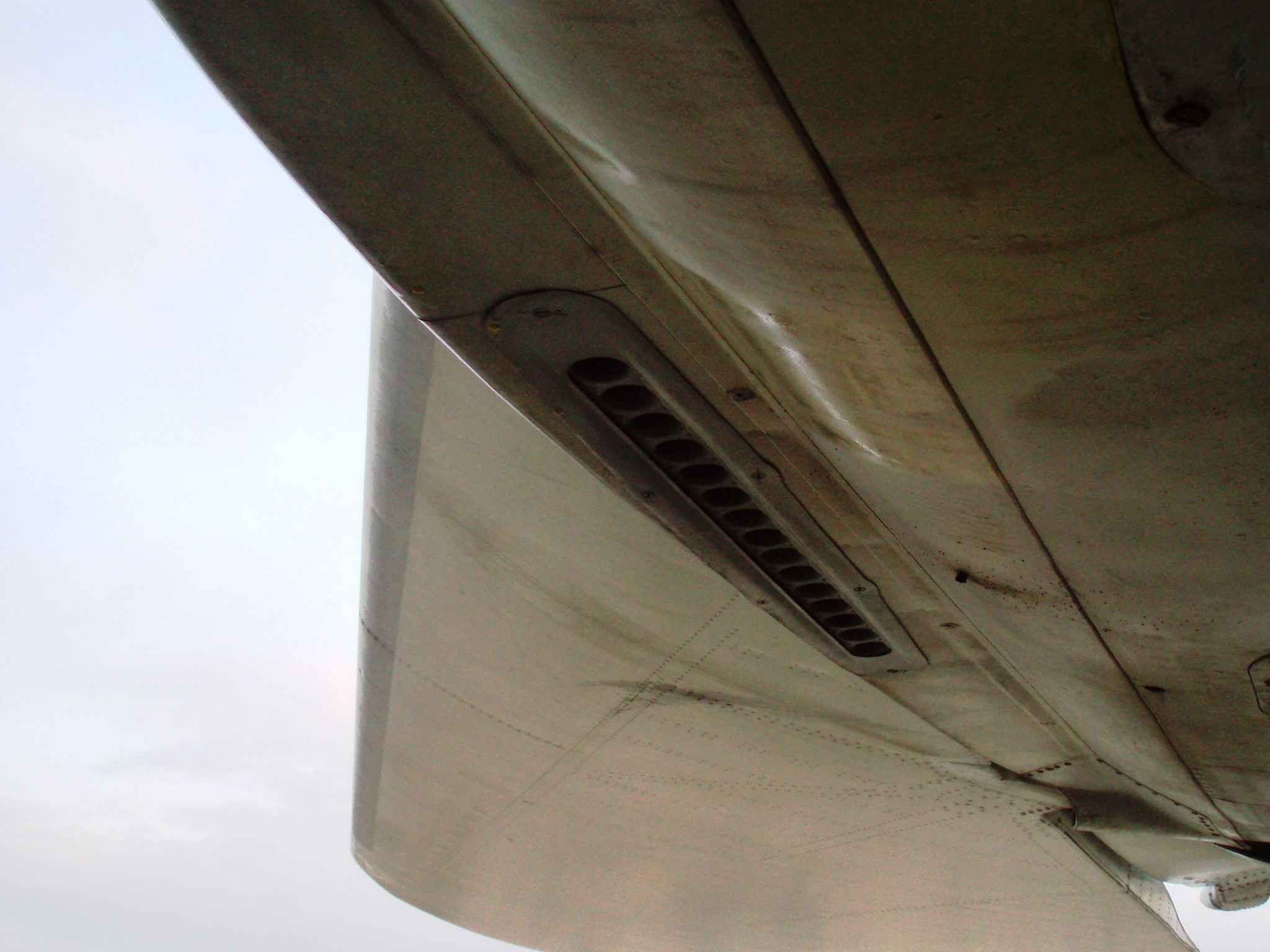
Кассетный держатель снарядов КДС-155, устанавливались по паре на «двойках» и ранних «тройках»

Для обороны применяется дистанционно управляемая кормовая пушечная установка УКУ-9А-502М с 23-мм пушкой ГШ-23М с укороченным блоком стволов и повышенным темпом стрельбы (до 4000 выст./мин.). Боезапас составляет 750 снарядов ПИКС и ПРЛ. Прицеливание осуществляется по телевизионному (ТП-1КМ) или РЛС (ПРС-4 «Криптон») каналу, с дальностью захвата цели около 4 км и возможностью ведения автоогня (система 9А-502 и ПРС «Криптон» сопряжены с системой опознавания «свой-чужой»). В связи с огромной скорострельностью пушки введена схема автоматической отсечки очереди после 25 выстрелов.
На Ту-22М2 была смонтирована такая же система, но с башней 9-К-502-I под две пушки ГШ-23 (также без локализаторов) и два патронных ящика, каждый на 600 патронов. Под башней, между соплами двигателей, устанавливались «штаны» — раструб для сброса стреляных гильз. Как на башенной установке Ту-22М2, так и на М3, на блоке стволов пушки установлен массивный кожух из нержавеющей стали.
Для постановки помех снизу в районе стабилизатора могли устанавливаться устройства отстрела помеховых патронов, КДС-155 или АПП-50. Для сброса полуволновых диполей внутри грузового отсека могут монтироваться два автомата АСО-2Б и/или один контейнер АПП-22МС.

### Окраска самолётов
Все строевые Ту-22М2 и М3 окрашивались снизу в белый, с боков и сверху — в светло-серый цвет. Внутренняя конструкция самолёта не красилась и имела светло-зелёный цвет грунтовки по дюралю. Коробки электрооборудования и лицевые панели блоков АО и РЭО имели светло-серый цвет (эмаль ПФ-223), более старое радиоэлектронное оборудование, включая некоторые пульты управления в кабине штурманов, красилось в чёрный. Интерьер рабочих мест экипажа был светло-серого цвета, все приборные доски, щитки и панели — изумрудно-зелёного.
На самолётах Ту-22М2 стенки грузоотсека окрашены в светло-зелёный цвет, потолок — в белый. На Ту-22М3 весь грузоотсек, за исключением створок и БД-45Ф, окрашен в белый цвет. Стойки шасси и отсеки — серого цвета, но на некоторых машинах ниши шасси частично окрашивались в белый цвет или «металлик». Все колёсные барабаны красились в тёмно-зелёный, но колпаки на колёсах основных стоек красились как в тёмно-зелёный, так и «серебрянкой» (встречались самолёты с колёсными колпаками разного цвета на одной стойке).
Технические надписи выполнены более тёмным серым цветом.
Тактические номера на всех самолётах рисовались на верхней части киля и на створках переднего шасси, причём в ВВС номер рисовался только на передней створке, а моряки рисовали и на передней, и на двух боковых. Номера — преимущественно красного цвета, после распада СССР украинские Ту-22М получили синие номера. Заводской номер чёрного цвета наносился на задней стенке ниши передней ноги шасси и на задней стенке внизу грузового отсека.
В 1990-х годах в некоторых гарнизонах самолёты стали разрисовывать — от безобидных белых колец на колёсах до огромных акульих морд на воздухозаборниках (акулы получили всего три самолёта в РФ). Некоторые самолёты получили именные надписи и (или) гвардейские знаки.

## Модификации
(При написании раздела статьи использовалась информация из книги «По имени Бэкфаер». К 50-летнему юбилею самолёта Ту-22М/Авторы-составители Р. Г. Вениаминов и А. Х. Фатхуллин. — Казань: 2019. — 206 с.:ил)

### Предсерийные
Ту-22М

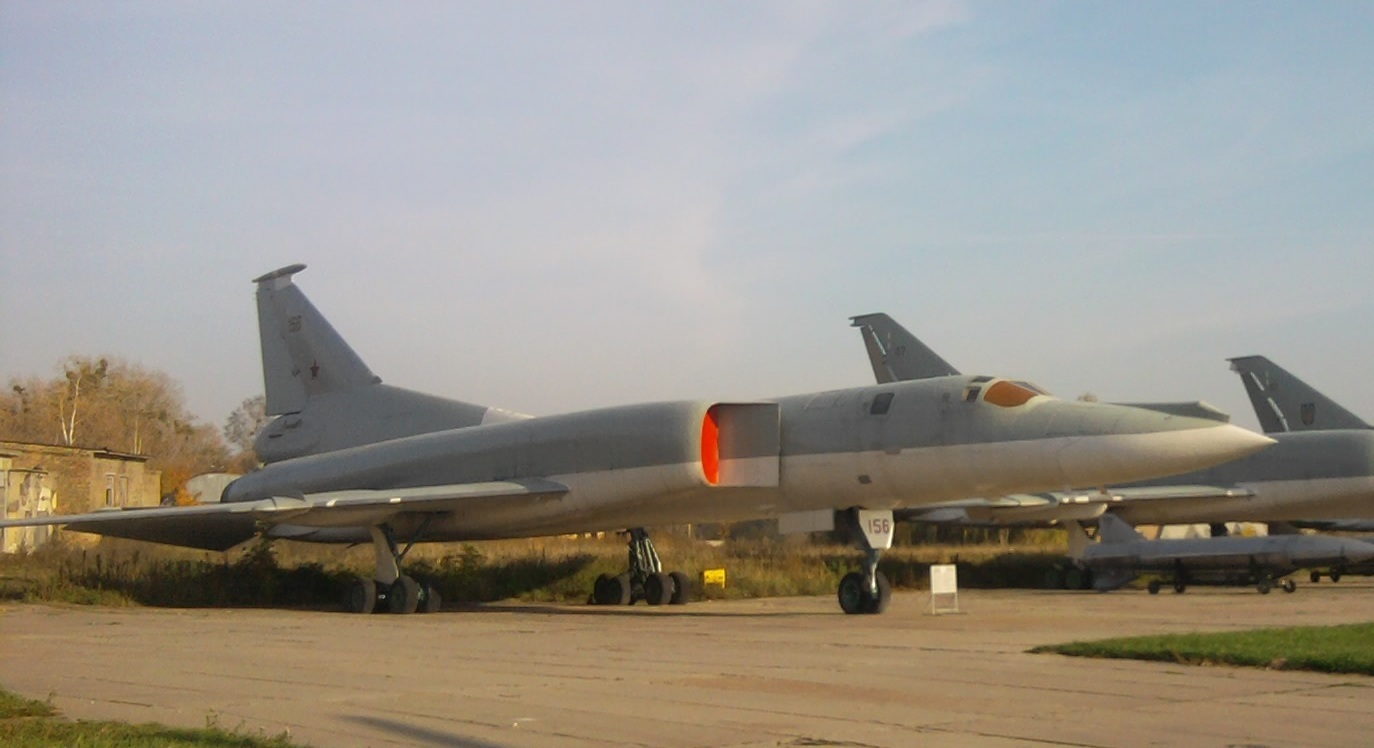
Ту-22М0 борт 156, первый из 10 построенных самолётов этого типа. Находится в экспозиции Киевского музея авиации

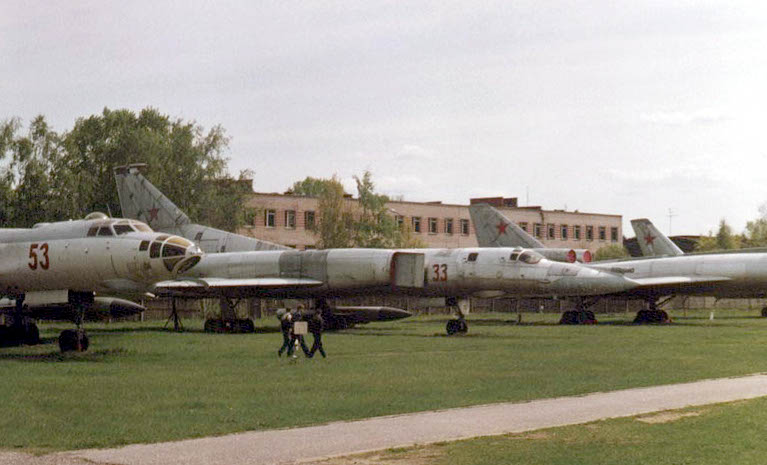
Ту-22М0 борт 33 красный в Монине

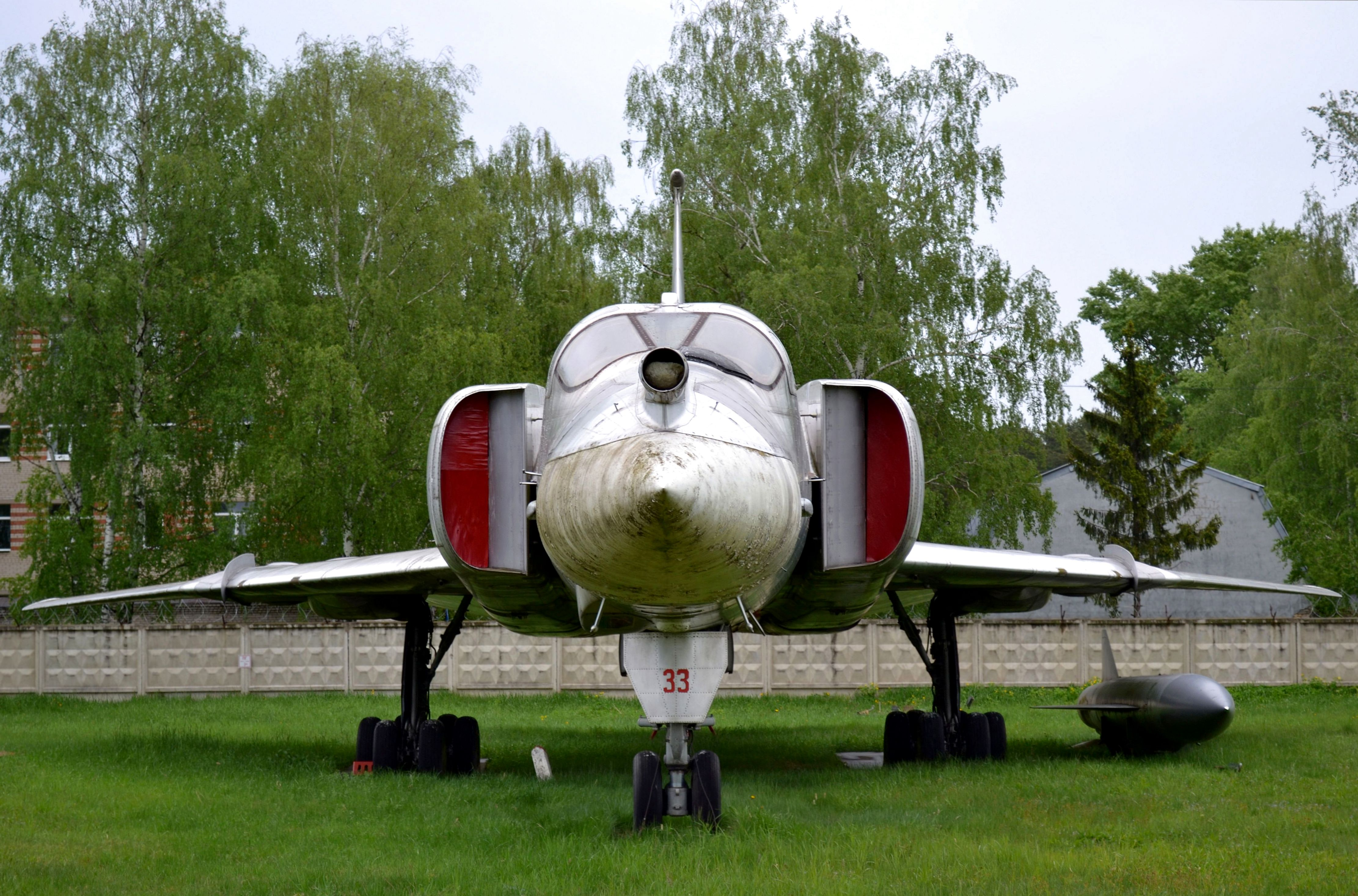
Ту-22M0 борт 33К в Центральном музее ВВС РФ

28 ноября 1967 года Совет Министров СССР выпустил Постановление № 1098‑378, согласно которому перед ОКБ Туполева ставилась задача о проектировании модификации Ту-22К — Ту-22КМ с крылом изменяемой стреловидности и двумя ДТРДФ НК-144 (НК‑144‑2). Тем самым было положено начало официальной стадии разработок серии Ту-22М.
Осенью 1967 года по результатам макетной комиссии и материалам эскизного проекта было принято решение начать строительство серии самолётов Ту-22М («45‑00») на Казанском авиационном заводе имени Горбунова (КАЗ имени Горбунова, до середины 1960-х завод № 22 МАП). Главным конструктором самолёта был назначен Д. С. Марков.
По результатам работы макетной комиссии осенью 1967 года было решено строить опытную серию самолётов «45‑00» по программе первого этапа — с оборудованием от Ту-22К и двигателями «ФМ».
Первый самолёт Ту-22М (прототип, сер. № 01-01) был построен 10.04.1969 года, и 30 августа он совершил свой первый полёт (командир корабля — лётчик-испытатель В. П. Борисов). Параллельно с испытаниями в Казани шло производство ещё двух машин. Всего до конца 1971 года было построено 8 летающих Ту-22М, и ещё один планер с сер. № 002 передан для статических испытаний.
Все самолёты, кроме двух последних, использовались для различных испытаний в рамках программы. Два самолёта с зав. № 302 и № 303 были оборудованы кормовыми стрелковыми установками, в испытаниях разработчика не участвовали и были переданы в 43-й ЦБП в Дягилеве в феврале 1973 года. Это были первые два Ту-22М, поступившие для войсковых испытаний и переучивания лётного состава ВВС. В дальнейшем в ЦБП были переданы ещё три машины с сер. № 101, 201 и 202, таким образом, к июлю 1973 в ВВС числилось пять Ту-22М.
Начиная с 1975 года самолёты Ту-22М постепенно выводятся из эксплуатации и начинают поэтапно передаваться в авиационные училища в качестве учебных пособий. Так, прототип Ту-22М зав. № 50190018 (01-01) в 1980 году был передан на баланс Киевского высшего военного авиационного инженерного училища в качестве учебного пособия. Сейчас это экспонат в Государственном музее авиации Украины.
В Иркутское высшее военное авиационное инженерное училище передан самолёт Ту-22М0 борт. № 41, в Ачинское военное авиационное техническое училище передано три борта № 50, 51 и 55 (все порезаны после расформирования училища).
Самолёт с сер. № 203 и зав. № 5020038 после пожара и аварийной посадки во Владимировке был восстановлен, до конца 70-х годов эксплуатировался в 43-м ЦБП, и одним из последних был передан в качестве учебного пособия в Рижское военное авиационное инженерное училище. Сейчас это экспонат в Рижском музее авиации.
К концу семидесятых годов эксплуатация Ту-22М0 была полностью прекращена.
На западе самолёты этой серии долгое время знали под служебным наименованием Ту-26.
В ходе лётных испытаний выяснилось, что основные лётные данные нового самолёта оказались даже хуже, чем у Ту-22К, и нужно провести большой объём работ по его модернизации. Командование ВВС требовало усовершенствовать лётно-технические характеристики самолёта и его бортовое оборудование. В декабре 1969 года на втором этапе доводки Ту-22М принимается решение по модернизации Ту-22М в Ту-22М1.
Ту-22М1

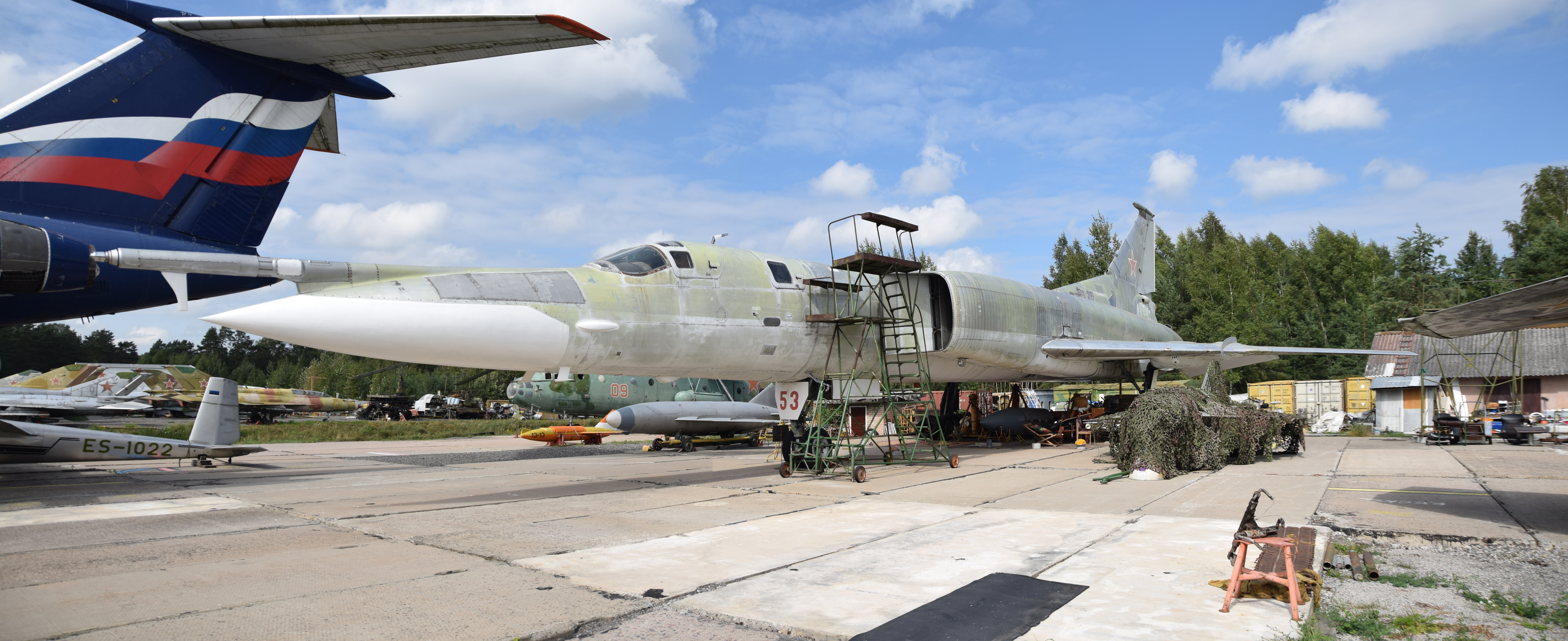
Ту-22М1, Рига

С 1970 года в ОКБ Туполева велось проектирование самолёта Ту-22М1 («45‑01») с учётом опыта разработок и испытаний Ту-22М0.
В ходе модернизации удалось значительно (на 3 тонны) снизить массу планера и улучшить аэродинамические характеристики. Существенные изменения претерпели конструкция воздухозаборников, механизация и геометрия крыла, система оборонительного вооружения (была установлена дистанционно управляемая пушечная установка 9А-502 с двумя пушками ГШ-23Л и боезапасом в 1200 снарядов) и схема окраски: самолёт красился в серый, нижняя часть фюзеляжа и плоскостей — в белый «противоатомный» (антибликовый белый) цвет. Впервые на самолёт такого класса была установлена многофункциональная автоматическая бортовая система управления АБСУ-145 с необратимыми гидроусилителями и электродистанционным каналом по крену. Выполнен комплекс работ по наступательному оружию, в частности, проведена модификация ракеты Х-22 в Х-22М (изделие Д2М), преимущественно по системе наведения.
Летом 1971 года на Казанском авиационном заводе была завершена постройка первого Ту-22М1 (сер. № 301) с двигателями НК-144-22 . 28 июля 1971 года начались его лётные испытания. Ещё до окончания испытаний было решено начать серийный выпуск самолёта. До конца 1972 года на КАЗ построили пять самолётов типа Ту-22М1.
Всего было изготовлено 9 самолётов и один планер для статических испытаний (сер. № 405). Все самолёты были задействованы в программе испытаний, три были потеряны в авариях (сер. № 402, 403 и 501). Первый в серии самолёт Ту-22М1 с сер. № 301 в дальнейшем был переделан в летающую лабораторию по программе «45-03» и летал в Жуковском, оставшиеся пять самолётов к августу 1973 года были переданы в 33-й Центр боевой подготовки морской авиации в г. Николаев, где активно использовались для переучивания. В дальнейшем эти самолёты были порезаны, достоверно известно только о судьбе двух Ту-22М1, которые после выработки ресурса были:
1. передан в качестве учебного пособия в 242-й учебный отряд морской авиации БФ (ШМАС в г. Выборге). Уничтожен в 2016 г при очередной реформе Шойгу
2. Передан в РВВАУ (Рига) и после выхода Латвии из СССР самолёт находится в частном владении и хранится на закрытой территории Рижского авиамузея рядом с Рижским международным аэропортом
В строевые части ВВС СССР Ту-22М1 никогда не поступал. В крупной серии решено было строить Ту-22М2 — дальнейшее развитие Ту-22М1 с двигателями НК-22 (тягой 20 000 кгс каждый), на котором удалось избавиться от многих недостатков предыдущих вариантов Ту-22М.

### Серийные

#### Ту-22М2

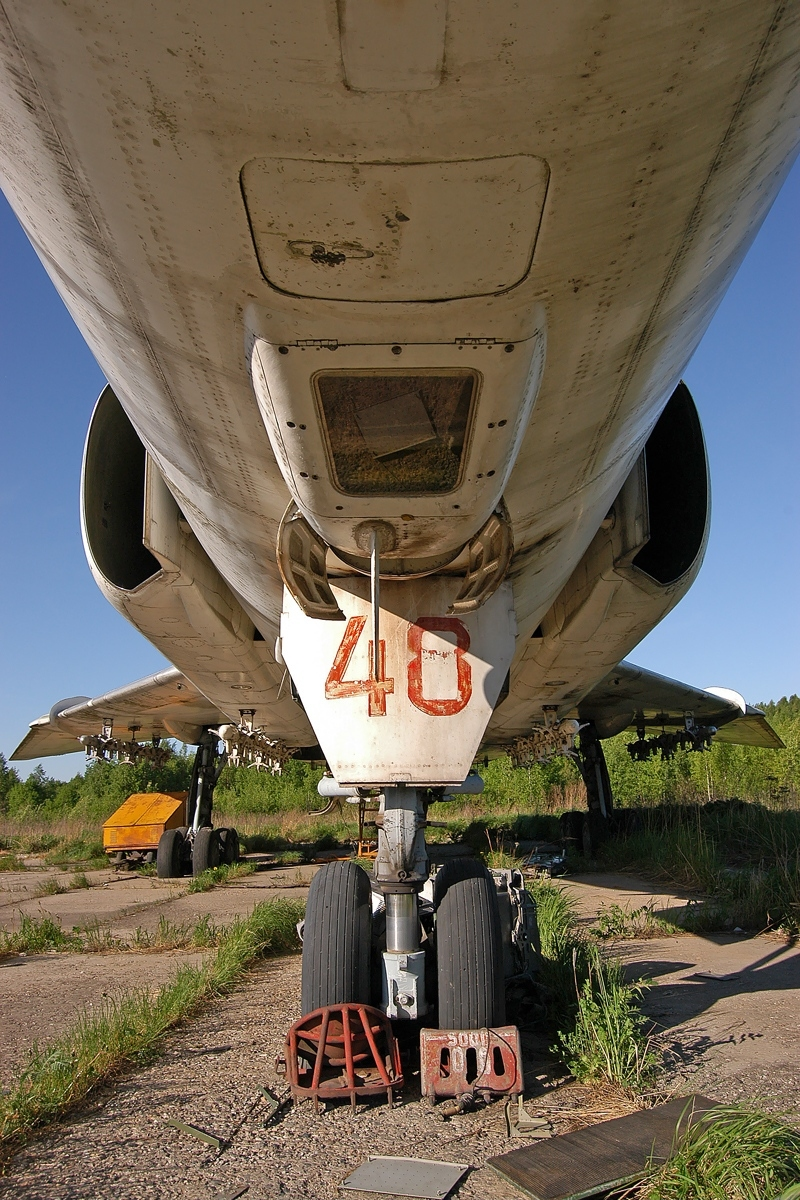
Ту-22М2, Шереметьево

Ввиду принципиальных недостатков Ту-22М1 была проведена работа по улучшению ЛТХ, боевых возможностей самолёта и его надёжности. Также велась активная работа по улучшению аэродинамических качеств самолёта (особенно в полётах на малых высотах с целью преодоления ПВО противника). В целом, лётно-технические характеристики самолёта остались на уровне Ту-22М1. После проведённого комплекса работ было решено запускать в Казани крупносерийное производство самолёта, получившего индекс «изделие 45-02».
В 1972 году были построены первые 4 самолёта данной модификации. Первый полёт Ту-22М2 № 503 выполнен 7 мая 1973 года. На основании данных по испытаниям самолёта было переделано крыло Ту-22М2.
Летом 1973 года на базе Центра показа авиационной технике в Кубинке для первых лиц страны была устроена демонстрация боевых возможностей Ту-22М2. На полигоне построили макеты походной колонны танкового полка. Один Ту-22М накрыл площадным бомбовым ударом всю колонну и заодно вынес стёкла на наблюдательном пункте, где находилась делегация. Л. И. Брежнев, находясь под огромным впечатлением от увиденного, наградил командира экипажа орденом Красного знамени и именной саблей.
Ввиду принципиальных недостатков силовой установки Ту-22М2 принимается решение по разработке самолёта с новыми более мощными и экономичными двигателями. В 1974 году в Казани построен опытный самолёт для испытаний двигателей НК-25, получивший шифр Ту-22М2Е.
Министром авиационной промышленности Дементьевым П. В. была поставлена задача проверить реальные возможности самолёта по максимальной дальности и продолжительности полёта. Ночью 14 мая 1976 года на серийном Ту-22М2 экипажем под командованием лётчика-испытателя В. П. Борисова был выполнен испытательный полёт на максимальный радиус, с воздушной дозаправкой по пути туда и обратно. Самолёт, взлетев вечером 13 мая с подмосковного аэродрома в Жуковском, взял курс на восток страны. Преодолев в один конец около 7 тысяч километров, долетел до Шантарских островов (архипелаг в Охотском море на севере Хабаровского края), развернулся и взял курс на запад. Уже по пути домой высветилось табло «Мало масла» и «Стружка в масле», что не помешало экипажу выполнить задачу и произвести успешную посадку на своём аэродроме.
Однако полёт был зафиксирован американскими разведывательными спутниками, и уже на следующий день карта полёта была предоставлена американской делегацией на советско-американских переговорах в Женеве по сокращению стратегических наступательных вооружениях ОСВ-2. Несмотря на все старания делегации СССР под руководством Министра иностранных дел А. А. Громыко, американцы настояли на включении Ту-22М2 в список стратегических сил СССР, хотя, по сути, этот самолёт не мог работать по территории США. После долгих и тяжёлых переговоров была достигнута договорённость о демонтаже со всех машин штанг дозаправки и ограничении серийного производства Ту-22М на уровне 30 машин в год. Хотя договор ОСВ-2 не был ратифицирован, стороны в целом соблюдали условия договорённости.
В августе 1976 года Ту-22М2 официально был принят на вооружение. К этому времени самолёты уже эксплуатировались в 943-м морском ракетоносном авиационном полку в гарнизоне Октябрьское, 185-м тяжёлом бомбардировочном авиационном полку в г. Полтаве, начато переучивание 240-го морского ракетоносного полка в г. Быхове.
В августе 1983 года из заводских ворот выкачен последний построенный Ту-22М2 58-й серии (всего в этой серии было построено 5 самолётов, но пятый в 1984 году был переделан в Ту-22М3).
Несмотря на все выявленные недостатки, Ту-22М2 активно эксплуатировался. Абсолютно нормальным считалось поднять по тревоге 9 из 10 самолётов в эскадрильи. Однако в гарнизонах постоянно находились представители промышленности (выездные бригады) и выполнялись многочисленные доработки конструкции.
В 1992 году снят гриф секретности с названия «Ту-22М».
В 1995 году началось массовое списание Ту-22М2 с последующей утилизацией.
Последней строевой частью, переученной на Ту-22М2, стал 219-й отдельный дальний разведывательный авиационный полк на аэродроме Хвалынка (Спасск-Дальний). Этот разведывательный полк летал на специализированных модификациях Ту-16, которые в 1993 году были сняты с вооружения. Полк планировался к вооружению перспективными самолётами Ту-22МР, но из-за начавшегося развала в стране производство нового самолёта сильно задерживалось. В качестве временной меры с аэр. Белая были переданы 14 самолётов Ту-22М2, имеющие запас ресурса и прошедшие доработку по прочности крыла. Однако перевооружение полка на Ту-22МР так и не состоялось (был получен всего 1 самолёт в 1994 году) и в 1998 году этот полк был расформирован, самолёты утилизированы.

### Ту-22М3

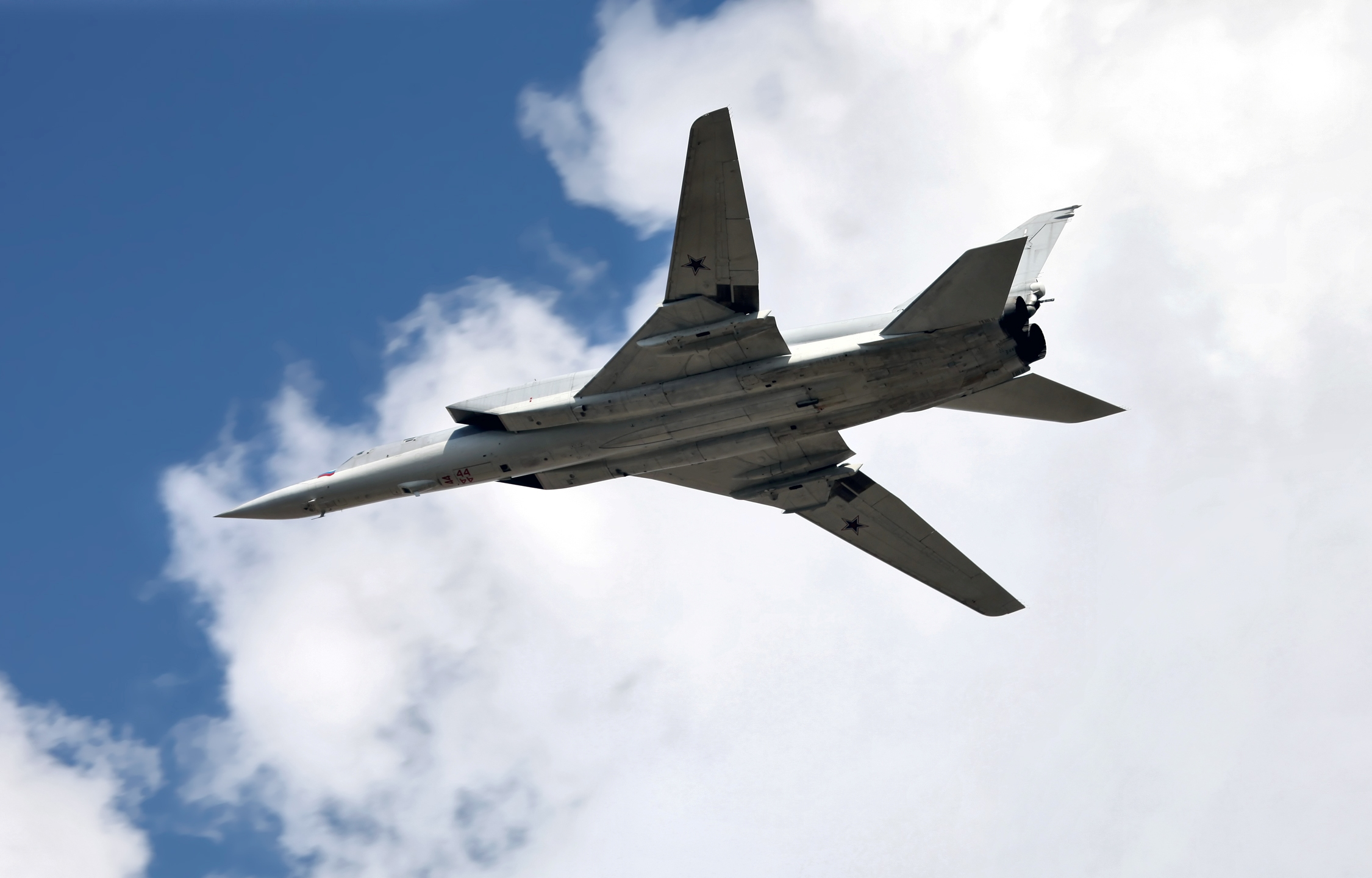
Проход Ту-22М3 в Раменском

В январе 1974 года ВПК при Совете Министров СССР принял решение по дальнейшей модификации Ту-22М2 под двигатели НК-25. Предполагалось произвести замену двигателей, внести ряд существенных улучшений в конструкцию и аэродинамику самолёта и провести модернизацию большей части бортового оборудования и систем, в частности, предполагалась установка новой РЛС прицельного комплекса. 26 июня 1974 года вышло Постановление Совета Министров СССР № 534—187, определявшее развитие Ту-22М с двигателями НК-25, с улучшенной аэродинамикой планера, со сниженной массой пустого самолёта и с улучшенными тактическими и эксплуатационными характеристиками.
В новой модификации самолёта, получившей название Ту-22М3 («45-03»), были установлены более мощные и экономичные двигатели НК-25 с электронной системой управления ЭСУД-25. Была изменена конструкция воздухозаборников, которые теперь располагались под углом к фюзеляжу (по аналогии с МиГ-25), что несколько разгрузило крыло, так как воздухозаборники стали частью несущей конструкции. Уменьшение динамического сопротивления на малых скоростях улучшило лётные характеристики самолёта.
Полностью была изменена система электроснабжения самолёта. Установлены новые бесщёточные генераторы с электронным управлением и приводы постоянных оборотов, демонтированы шесть электромашинных преобразователей. Вместо свинцовых аккумуляторных батарей 12САМ-55 установили две щелочные никель-кадмиевые батареи 20НКБН-25У3. Эти мероприятия существенно повысили качество бортового электропитания и общую надёжность электронных систем самолёта.
Также изменена система несения боевой нагрузки, позволяющая одновременное несение и ракет и бомб.
Конструкция носовой части фюзеляжа также была переработана, изменена штанга топливозаправки (на строевых машинах штанга не установлена). Проведён комплекс мероприятий по облагораживанию планера, улучшению герметизации швов и люков и уменьшению массы пустого самолёта (в конструкциях начал широко применяться титан). Все мероприятия по уменьшению массы, даже с учётом более тяжёлых новых двигателей, должны были обеспечить общее снижение массы самолёта на 2300—2700 кг.
С модернизацией бортового оборудования возникло много проблем, большей частью связанных с неготовностью новых систем к установке на самолёт. Разработчики и поставщики не выдерживали сроки, поэтому пришлось отодвинуть замену БРЭО на неопределённое будущее.
Первый опытный Ту-22М3 совершил первый полёт 20 июня 1977 года. После выполнения программы лётно-доводочных испытаний Ту-22М3 с 1978 года запускается в серийное производство. C 1984 года сворачивается производство Ту-22М2 и в серийном производстве остаётся только модификация Ту-22М3. Несколько поздних Ту-22М2 были построены с крылом Ту-22М3, также часть Ту-22М3 построена с оборудованием и элементами планера Ту-22М2 (переходные машины). С 1981 по 1984 годы самолёт проходил дополнительный комплекс испытаний в варианте с расширенными боевыми возможностями, в частности, отрабатывалось применение ракет Х-15. В окончательном виде Ту-22М3 был принят на вооружение в марте 1989 года.

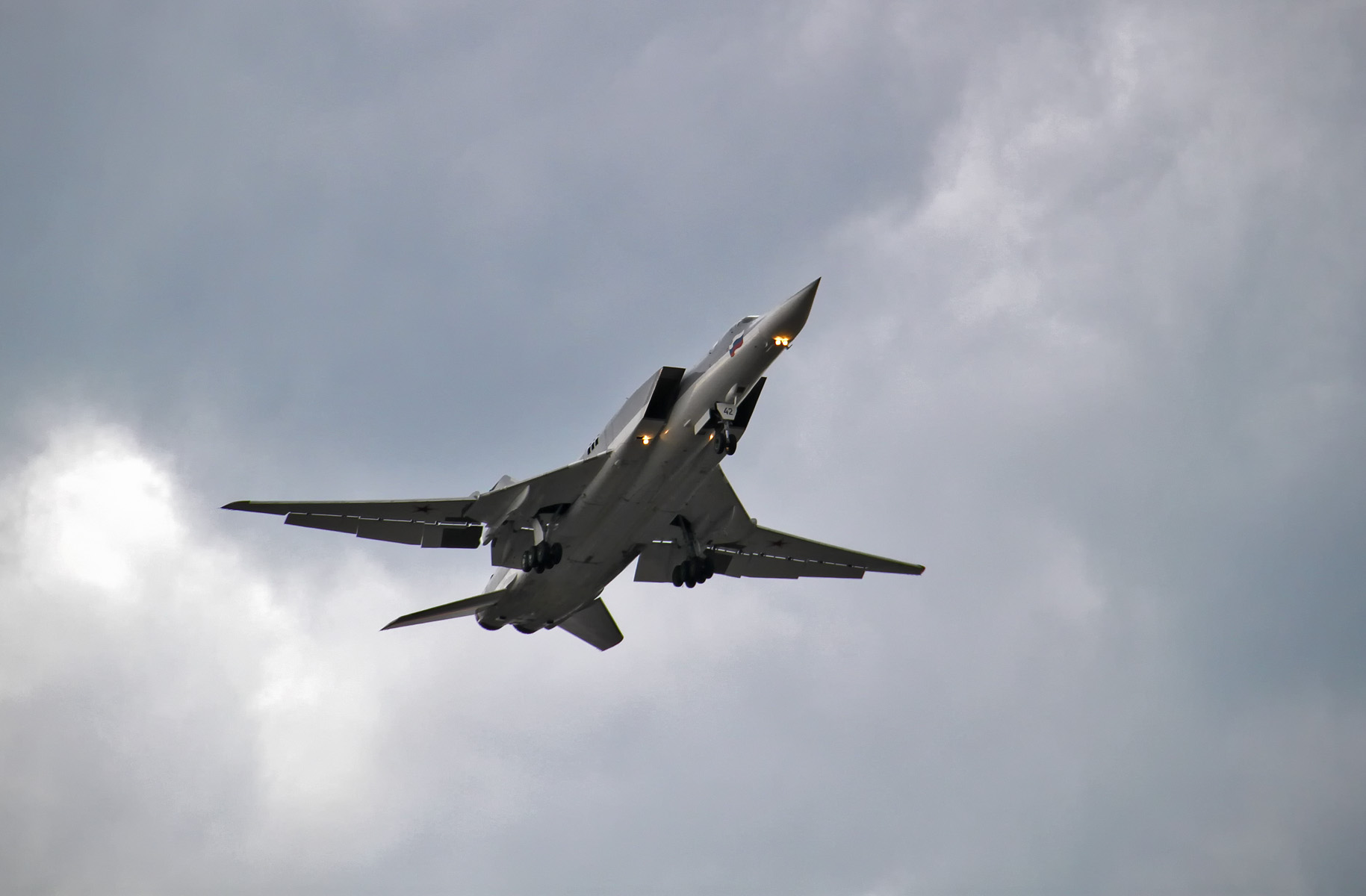
Ту-22М3 № 42 заходит на посадку на аэродром Дягилево

Последний самолёт Ту-22М3 передан в войска в 1993 году.
Всего на Казанском авиационном производственном объединении было построено 268 Ту-22М3 [уточнить].

### Опытные и малосерийные
Ту-22М3ЛЛ
Всего на Казанском авиазаводе было переоборудовано несколько самолётов, использовавшихся для проведения натурных лётных испытаний. Так, например, самолёт Ту-22М1 сер. № 301 использовался для отработки аэродинамических решений по программе создания Ту-22М3. Разделан на металл ориентировочно в 1994 году.
Самолёты сер. № 1004 и 1005 использовались для отработки применения ракет Х-28 и Х-22МП.
Самолёт сер. № 2602 использовался для стендовых испытаний двигателей НК-25.
Самолёт Ту-22М3 сер. № 3003 был переделан в летающую лабораторию с экспериментальным профилем крыла. Самолёт эксплуатировался в ЛИИ. Впервые предоставлен широкой публике на «Мосаэрошоу-92». 9 сентября 1994 года в ходе испытательного полёта столкнулся с самолётом сопровождения Ту-134. В результате столкновения Ту-134 потерял управление и упал, экипаж погиб. Экипаж Ту-22М3ЛЛ сумел выполнить посадку. Более этот самолёт не летал.
Ту-22МП
Опыт применения самолётов типа Ту-16 показывал, что для успешного вероятного противодействия авианосной ударной группе ВМС НАТО в полку самолётов-ракетоносцев должна быть эскадрилья обеспечения действий ударных самолётов, в первую очередь для ведения разведки в открытом море, доразведки целей перед применением оружия и прикрытия ударной группы ракетоносцев электронными помехами. То есть при наличии парка ракетоносцев Ту-22М2 в СССР не было специализированного самолёта обеспечения БД сверхзвуковой противоавианосной авиации.
В соответствии с приказом Минавиапрома № 67 от 10 июля 1971 года был разработан и разослан заинтересованным организациям на согласование аванпроект самолёта постановщика-помех на базе Ту-22М, с бортовой аппаратурой групповой защиты. Предусматривалось два варианта самолёта: вариант № 1 с аппаратурой типа «Букет» и вариант № 2 с аппаратурой типа «Ландыш».
Решение по постройке опытного постановщика помех на базе Ту-22М2 было принято в 1979 году. Предполагалось оснащение Ту-22МП станцией «Мимоза» и контейнерами «Ландыш», по типу только что разработанного в то время постановщика помех Су-24МП. Разработкой самолёта занимались на ММЗ «Опыт» и Казанском филиале ОКБ Туполева, при участии ГосНИИ авиационных систем и разработчиков спецаппаратуры.
В связи с секретностью проекта информации о данном самолёте очень мало. Достоверно известно, что был переоборудован один самолёт с установкой неполного комплекта оборудования, который проходил комплекс испытаний, но в результате отрицательного заключения самолёт в серию не пошёл. Было принято решение о постройке более совершенной модификации на базе Ту-22М3.
В открытой печати имеется информация, что по этой теме было переоборудовано два самолёта Ту-22М3. Первый под индексом Ту-22МП 1-й опытный, оснащённый аппаратурой «Миасс», поступил на испытания 1986 году. Второй лайнер под шифром Ту-22МП 2-й опытный поступил на испытания в 1992 году. Дальнейшая судьба этих машин неизвестна.
Ту-22МР
В середине 80-х годов начались работы по созданию разведчика и постановщика помех групповой защиты на базе самолёта Ту-22М3. Тема получила шифр — «заказ 2368», или «самолёт 45Р», в серии — «изделие 4509».
Первым был переоборудован самолёт с сер. № 5902 установкой аппаратуры БКР-2, бортовой комплекс разведчика второй (БКР-1 установлен на Су-24МР). В декабре 1985 года начались его испытания. Самолёт предполагался для разведки, постановки помех и целеуказания ударной группе Ту-22М. Испытания закончились принятием положительного решения по самолёту и планами по постройке большой серии, для чего, помимо всего прочего, планировалась постройка нового сборочного цеха на КАПО специально для этой модификации.
На самолёте были выполнены следующие работы:
- установлен бортовой комплекс разведки БКР М-200:
  - специализированная РЛС М-202
  - рентгенометр М-361
  - аэрофотоаппарат М-265
- установлена РЛС переднего обзора У-006 «Обзор-МР» (модификация от Ту-160)
- установлен телевизионный прицел ОПБ-18
- другой навигационный комплекс (К-044 вместо НК-45)
- выполнены изменения по электрике и кондиционированию

Всего самолёт был оснащён 16 новыми системами разработки 12 специализированных КБ. Ведущий конструктор по машине 45-09 — М. Е. Кичкировский.
Первая экспериментальная машина потеряна в аварии в 1989 году.
В 1994 году первый серийный самолёт Ту-22МР поступил в опытную эксплуатацию в 219-й ОДРАП аэр. Хвалынка (г. Спасск-Дальний), однако уже в 1998 году полк был расформирован, самолёты передавались на аэр. Воздвиженка.
По данным заводских специалистов КАПО, всего было изготовлено четыре экземпляра Ту-22МР: предсерийный самолёт с сер. № 5902, первый серийный с № 11103, второй серийный с № 11201. Третий серийный самолёт № 11301 по состоянию на 2019 год заказчиком не выкуплен и находится на хранении на заводском аэродроме в Казани.
Основной причиной прекращения производства Ту-22МР видится распад СССР и нарушение экономических связей, так как основные поставщики разведывательной и специализированной аппаратуры остались в Молдове (ПО «Счётмаш» г. Кишинёв, машиностроительный завод в г. Бендеры) и на Украине (ПО «Радиоизмеритель» г. Киев, Радиотехнический завод г. Ровно, ПО им. Артёма г. Киев, ПО «Радар» г. Киев).
Ту-22М4
Разработка «изделия 4510» началась в 1983 году. Модернизация с установкой новых двигателей НК-32 (от Ту-160) и с изменением воздухозаборников двигателей. Модернизация БРЭО путём установки нового ПНК, РЛС «Обзор» (от Ту-160), комплекса РЭБ. Расширение номенклатуры средств поражения: 3 УР Х-32 или 10 УР Х-15 (с размещением на 6 внутренних и 4 внешних точках подвески) или УПАБ-1500 с телевизионной системой наведения. В 1990 году на Казанском авиазаводе был построен прототип сер. № 9905. Работы в данном направлении были прекращены в ноябре 1991 года. Прототип находится на территории Казанского авиазавода.
Имеется ещё один самолёт, который также известен как Ту-22М4 в экспозиции музея АБ Дягилево. Однако имеется неподтверждённая информация, что в Дягилеве стоит опытный самолёт, предназначенный для доводок отдельного оборудования по программе 45-10.

### Ту-22М3М
В 2012 планировалось в срок до 2020 года модернизировать до 30 Ту-22М3 до версии Ту-22М3М на Казанском авиационном заводе им. Горбунова (филиал ПАО «Туполев»).
Задачей являлось продление ресурса планера до 40 календарных лет, а также выполнения комплекса работ по наступательному вооружению самолёта. В частности, планировалась установка оборудования под новую крылатую ракету «воздух-поверхность» Х-32, которую в конце 2016 года, более чем через 25 лет с начала разработки, приняли на вооружение; эта ракета — глубоко модернизированная ракета Х-22 с бо́льшей дальностью и высотой полёта, и самое главное — с совершенно новой помехозащищённой ГСН, способной работать в условиях применения противником средств РЭБ.
Проект Ту-22М3М (изделие 45.03М) базируется на проекте самолёта Ту-22М4, работы по которому велись ещё в конце 80-х годов прошлого века и были прекращены. Основной целью является применение с самолёта высокоточной крылатой ракеты Х-32, с минимальными изменениями по самолётным системам: улучшены характеристики бортовой РЛС «ПНА» по дальности, разрешающей способности и помехозащищённости, установлена новая система управления ракетным оружием (балочные держатели остались прежние), внесены изменения в бортовую систему электроснабжения. На самолёте сохранена возможность применения всей номенклатуры боеприпасов Ту-22М3.
В рамках опытно-конструкторских работ по теме «Потенциал» ОКБ «Туполев» доработало Ту-22М3, борт с № 9804 (зав. № 4898649). На самолёт было установлено целевое оборудование для применения ракет Х-32, а также дополнительная контрольно-записывающая аппаратура. По непроверенным данным, этот самолёт по документам проходил под шифром «изделие 45.03-1» и в ходе испытаний в 2013 году базировался в Раменском.
Также, в 2012 году был переоборудован один самолёт (борт номер 37) под новую прицельно-вычислительную систему СВП-24-22 «Гефест», который проходит комплекс испытаний и доводок на авиабазе Дягилево в г. Рязани.
Детальная информация о проводимых работах по модернизации является закрытой.
В конце 2016 года авиационно-ракетный комплекс «объект 45.03М — изделие 9-А-2362 с ТК-56» принят на вооружение.
В ноябре 2017 года источники в промышленности заявили, что разработана документация на модернизацию Ту-22М3 и ведётся подготовка производства на Казанском АЗ. В ходе глубокой модернизации планировалось, что Ту-22М3 получат такое же радиоэлектронное оборудование и двигатели, как и новейший Ту-160М2. Модернизация коснётся всей авионики, в том числе навигационно-прицельного комплекса, самолёт получит возможность применять новые ракеты Х-32 и до 4 гиперзвуковых ракет Х-47 «Кинжал», а также крылатые ракеты большой дальности («Изделие 715», унифицированное с КР «Калибр», Х-101, Х-555).
Оборудование Ту-22М3М максимально унифицировано с бортовыми системами стратегического бомбардировщика Ту-160М. Ракетоносец получил современное цифровое радиоэлектронное оборудование, в том числе новые прицельно-навигационный комплекс, авионику, системы связи, принципиально новые радиолокационную станцию и системы радиоэлектронной борьбы. Как отмечали в ПАО «Туполев», установленная на Ту-22М3М аппаратура значительно повышает боевой потенциал, а расширенный состав нового управляемого ракетно-бомбового вооружения резко увеличивает боевую эффективность.
Ту-22М3М будет оснащаться штангой дозаправки топливом в полёте.
16 августа 2018 года на территории Казанского авиазавода имени Горбунова состоялась выкатка первого модернизированного образца Ту-22М3М.
28 декабря 2018 там же  состоялся первый полёт Ту-22М3М; полёт, который проходил на высоте 1500 метров и продлился 37 минут, прошёл штатно, были выполнены необходимые проверки обновлённых систем и оборудования.
В дальнейшем самолёту предстоит пройти заводские лётные испытания, а затем — государственные совместные испытания (ГСИ).
В 2020 году дооборудованный Ту-22М3 в рамках периодических испытаний изделий на военном полигоне провёл серию пусков крылатых ракет Х-32, которые составят основу ударного вооружения бомбардировщика Ту-22М3М. Заявленные боевые характеристики ракет подтверждены, точность попадания — «в колышек». Тестовые стрельбы требовались как для подтверждения характеристик серийных Х-32, так и для подготовки к испытаниям ракет с борта новых бомбардировщиков Ту-22М3М, а также имели определённые опытно-исследовательские задачи.
По данным китайских специализированных военных СМИ, самолёт под шифром «объект 45.03М» получил следующие улучшения:
- новую вспомогательную силовую установку ТА18-100-45;
- РЛС «Ирбис-Э»;
- специализированную вычислительную подсистему бомбометания СВП-24-22;
- новую систему отображения информации Л-501;
- новый запросчик системы государственного опознавания 623-3Д-23;
- систему дозаправки в воздухе;
- модернизированную цифро-аналоговую систему автоматического управления полётом АБСУ-145МЦ[30].

В 2021 году модификация Ту-22М3М была принята на вооружение. Самолёт пока не получил двигатели НК-32, но получил две ракеты Х-32, обновлённую авионику, БРЭО, систему РЭБ вместо хвостовой 23 мм пушки, систему дозаправки в воздухе, новую вспомогательную силовую установку, увеличенный объём внутреннего отсека для вооружений и ряд других улучшений, влияющих на живучесть, дальность полёта, боевую нагрузку, связь и обнаружение целей. Продолжаются работы и испытания по модернизации для использования ракет Х-47М2 «Кинжал» и двигателей НК-32.

### Нереализованные проекты
- Ту-22М3К — носитель космического разгонщика «Скиф»
- Ту-22ДП/ДП-1 — дальний перехватчик
- Ту-22М3Э — экспортный вариант
- 45М — специализированный противокорабельный ракетоносец для ВМФ
- Ту-344 — административный пассажирский сверхзвуковой самолёт

## Экспорт
Ни одного самолёта Ту-22М/1/2/3/МР никогда не поставлялось за рубеж.
Рассматривалась возможность продажи экспортного варианта самолёта Ту-22М3 зарубежным странам (в качестве потенциальных покупателей назывались такие страны, как Иран и Китай), однако по ряду политических причин до настоящего времени ни одного контракта так и не было заключено.
В июле 1992 года велись переговоры с Ираном о продаже 12 Ту-22М в экспортном варианте. По данным на декабрь 1992 года, договор о поставке заключён (не подтверждено).

Сообщалось[когда?], что Иран купил семь самолётов для военно-морских бомбардировочных миссий и в ожидании возможного военного конфликта. Но эта сделка так и не совершилась, сообщение было полностью опровергнуто Рособоронэкспортом, и впоследствии — правительством Российской Федерации.
2001 год — на авиасалоне в Бангалоре (Индия) объявлено о намерении поставить в лизинг 4 самолёта Ту-22М3. Другой информации нет.
В декабре 2004 года министр обороны России Сергей Иванов заявил о том, что достигнута договорённость о взаимоприемлемом решении по поставкам в Индию Ту-22М.
В начале 2013 года по Интернету распространился слух о продаже 25 бомбардировщиков Ту-22M3 в Китай, а также заводского оборудования для их дальнейшего производства.

## На вооружении

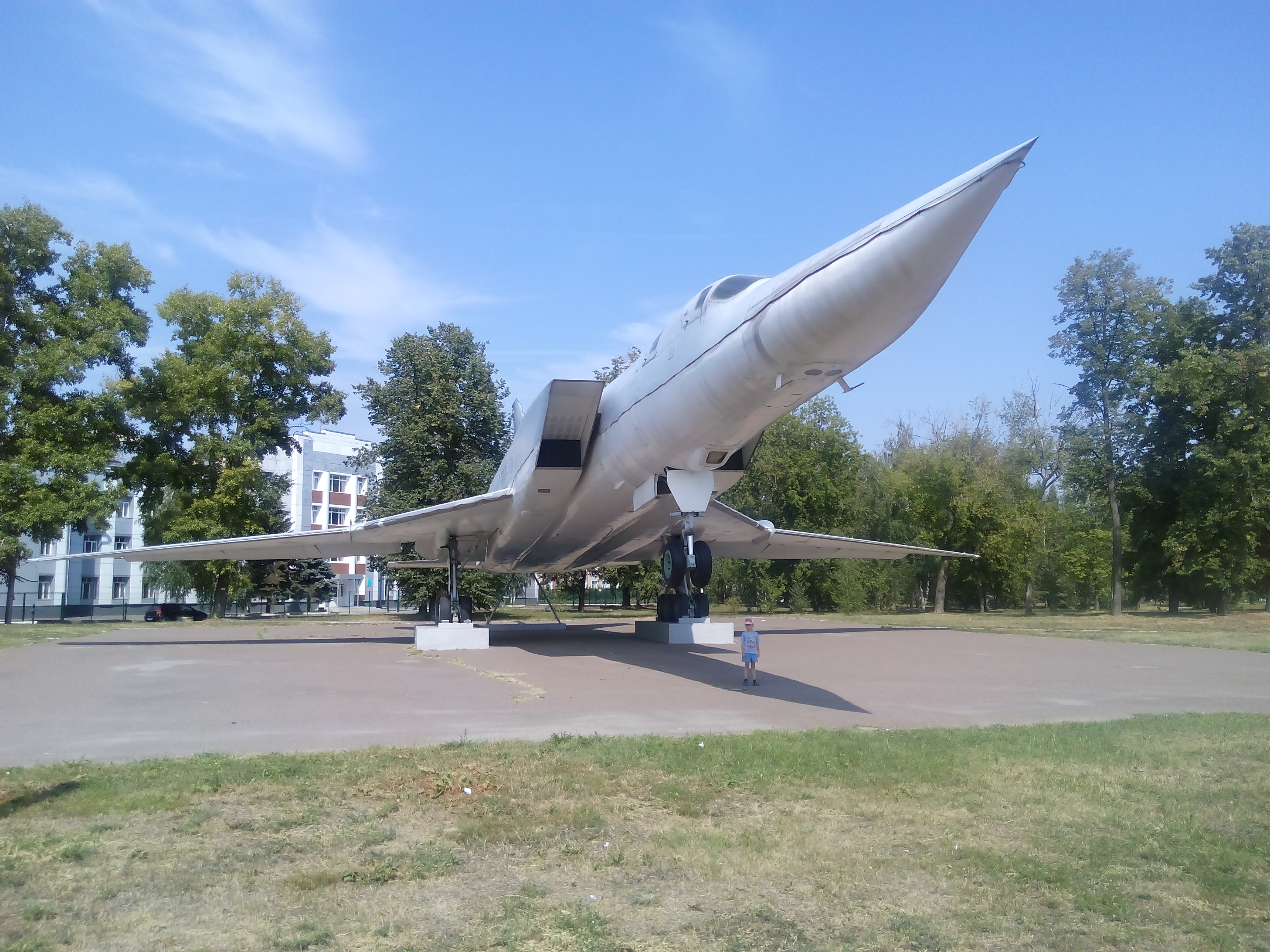
Ту-22М3 на постаменте возле Казанского авиационного завода имени Горбунова

### Места дислокации
В разное время в СССР и РФ самолёты Ту-22М2 и Ту-22М3 базировались (полужирным — базируются в настоящее время):
- Дягилево, Рязанская область, 43-й ЦБП ДА, 2 самолёта;
- Кульбакино, Николаевская область, 540-й ИИМРАП 33-го ЦБП и ПЛС АВМФ
- Остров (Веретье), Псковская обл. 444-й ЦБП и ПЛС МА РФ;
- Оленегорск, Мурманская область, 924-й гв. МРАП, 32 самолёта Ту-22М3 ;
- Быхов, Могилёвская область 170-й гв. МРАП БФ (Ту-22М2 и Ту-22М3);
- Быхов, Могилёвская область 240-й гв. МРАП БФ (Ту-22М2);
- Лахта, п. Катунино, Архангельская область, 574-й МРАП СФ;
- Весёлое, Крым, 5-й гв. МРАП ЧФ;
- Октябрьское, Крым, 943-й МРАП ЧФ;
- Каменный Ручей п. Монгохто, Хабаровский край, 568-й МРАП ТОФ (20-Ту-22М2, в дальнейшем 16 Ту-22М3 из Крыма;
- Каменный Ручей, п. Монгохто, Хабаровский край, 570-й МРАП ТОФ (20 Ту-22М2);
- Полтава (Украина), 185-й гв. краснознамённый Кировоградско-Будапештский ТБАП ДА;
- Белая, п. Средний, Иркутская область, 1229-й ТБАП ДА;
- Бобруйск, Могилёвская область, 200-й ТБАП ДА;
- Завитинск, Амурская область, до 1992 года — 303-й ТБАП ДА, с 1992 — 132-й ТБАП,
- Шайковка, Калужская область, 52-й ТБАП ДА;
- Сольцы, Новгородская область, 840-й ТБАП ДА
- Воздвиженка, Приморский край, 444-й ТБАП ДА[33];
- Орша, (м. Балбасово) Витебская область, 402-й ТБАП ДА;
- Прилуки, Черниговская область, 184-й ТБАП ДА.
- Хвалынка (Спасск-Дальний), Приморский край, 219-й ОДРАП ДА
- Стрый, Львовская область, 260-й ТБАП ДА
- Тарту, Эстонская ССР,132-й Берлинский орденов Кутузова и Александра Невского тяжёлый бомбардировочный авиационный полк : 18 Ту-22МЗ [с 1987 г.],
- Кневичи, Приморский край, 183-й МРАП, 20 самолётов Ту-22М2 (из Быхова), с 1990 по 1993 год.

### Стоит на вооружении
Россия: 55 Ту-22М3 и 1 Ту-22МР (небоеспособен, в капитальном ремонте). В ноябре 2019 года несколько Ту-22М3 были доставлены на Казанский авиационный завод для модернизации до версии Ту-22М3М с хранения на авиабазе «Каменный ручей» (Хабаровский край). В дальнейшем эти ракетоносцы поступят на вооружение ВКС России.

### Снят с вооружения
СССР — далее перешли в состав ВВС России, Украины и Беларуси.

 Беларусь — выведены на территорию России.

 Украина — Ту-22М состояли на вооружении ВВС Украины в 1992—2003 годах (58 самолётов). С 2002 по 2006 год на авиабазах Полтаве и Прилуках, а также на АРЗ в Николаеве было утилизировано 55 Ту-22М (16 Ту-22М2 и 36 Ту-22М3). Также на авиабазе Озёрное были утилизированы 423 авиационные крылатые ракеты Х-22. Ликвидация тяжёлых бомбардировщиков типа Ту-22 и авиационных крылатых ракет типа Х-22 являлось частью курса Украины на добровольную ликвидации ядерного оружия и сокращения стратегических наступательных вооружений.

Для музейной экспозиции было оставлено 4 Ту-22М, из которых один Ту-22М3 находится в Полтавском музее дальней и стратегической авиации, и по одному Ту-22М0 (первый прототип), Ту-22М2 и Ту-22М3 — в Государственном музее авиации Украины. Последний прославился эпатажными акциями, в частности, водружение на эти самолёты легковых автомобилей во время фестивалей электронной музыки

### Галерея

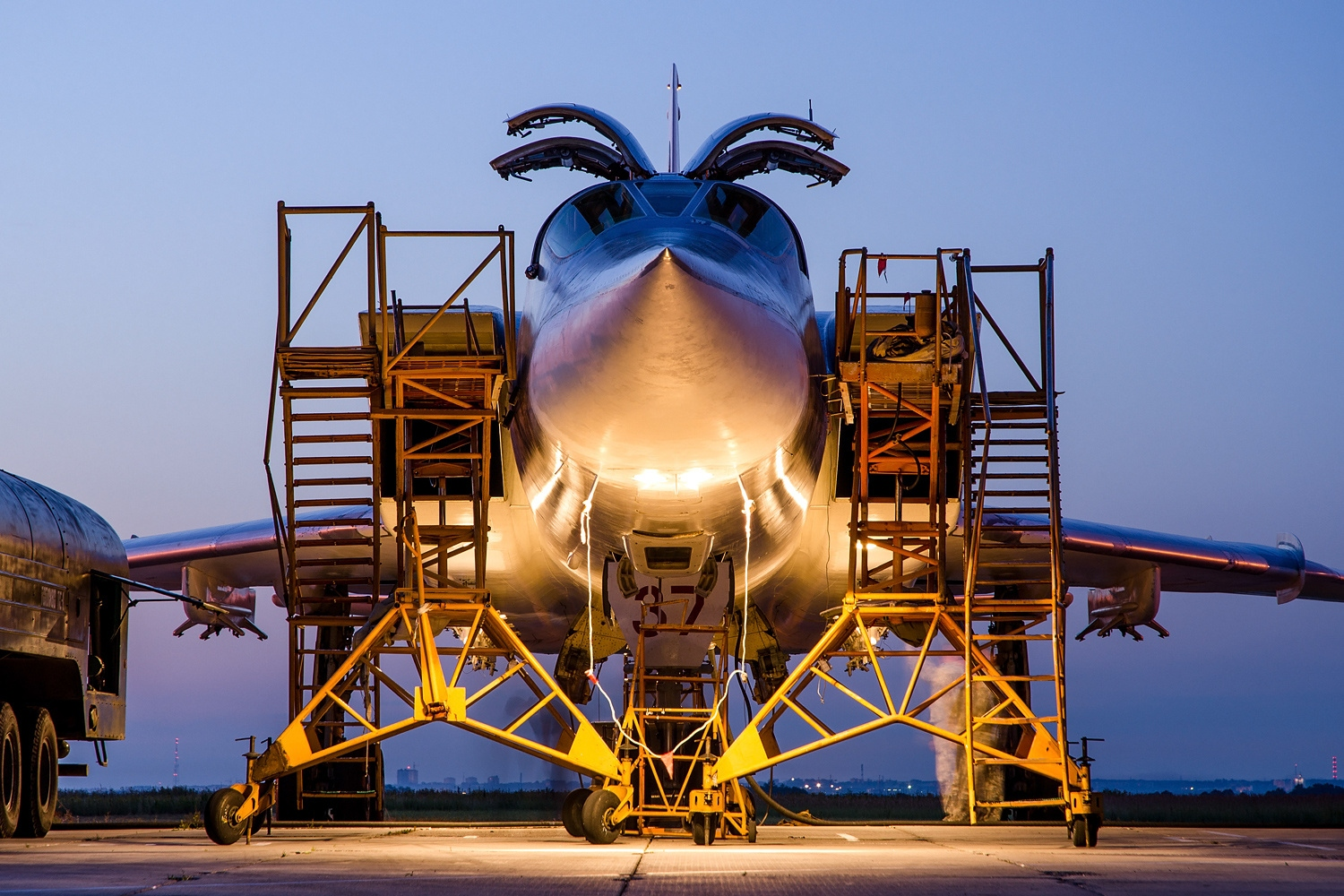
Борт № 37, аэродром Дягилево
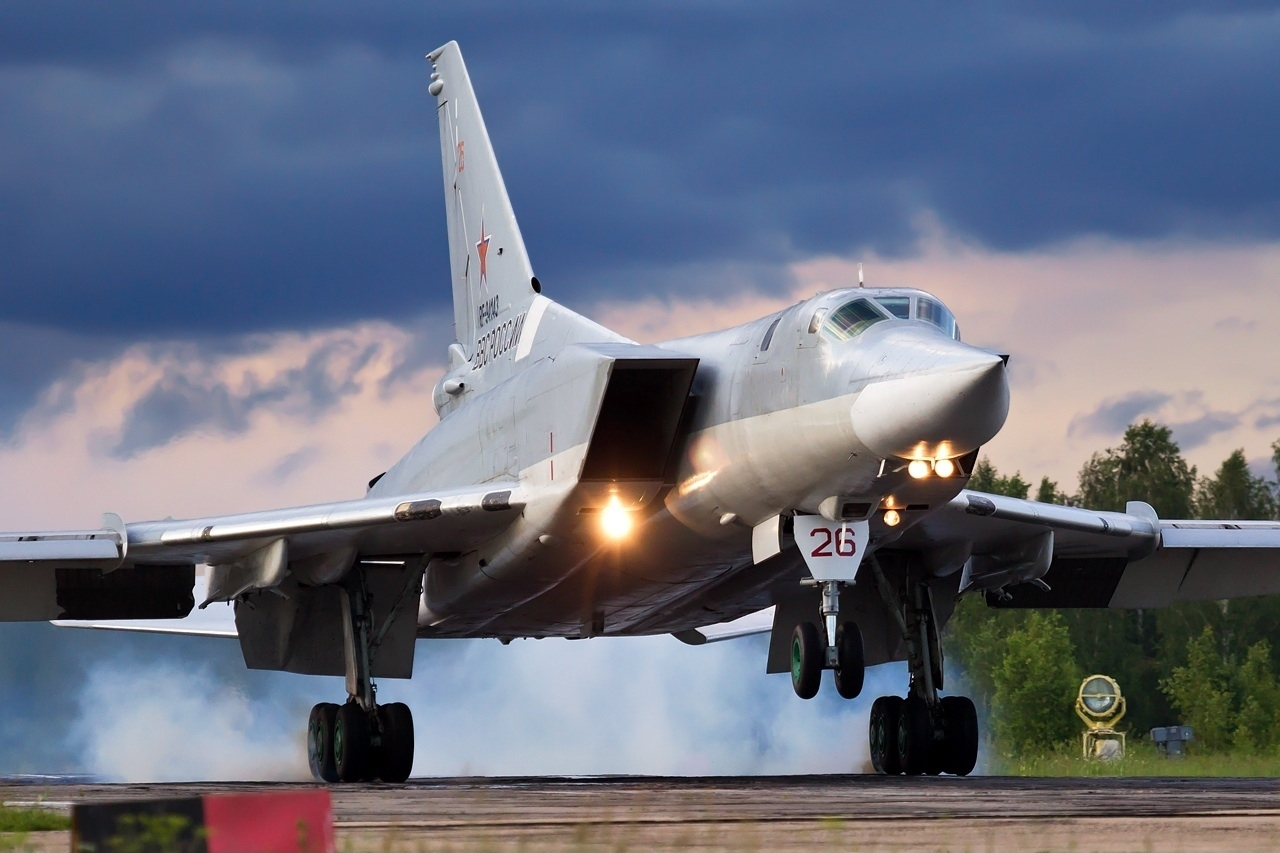
Борт № 26, аэродром Шайковка
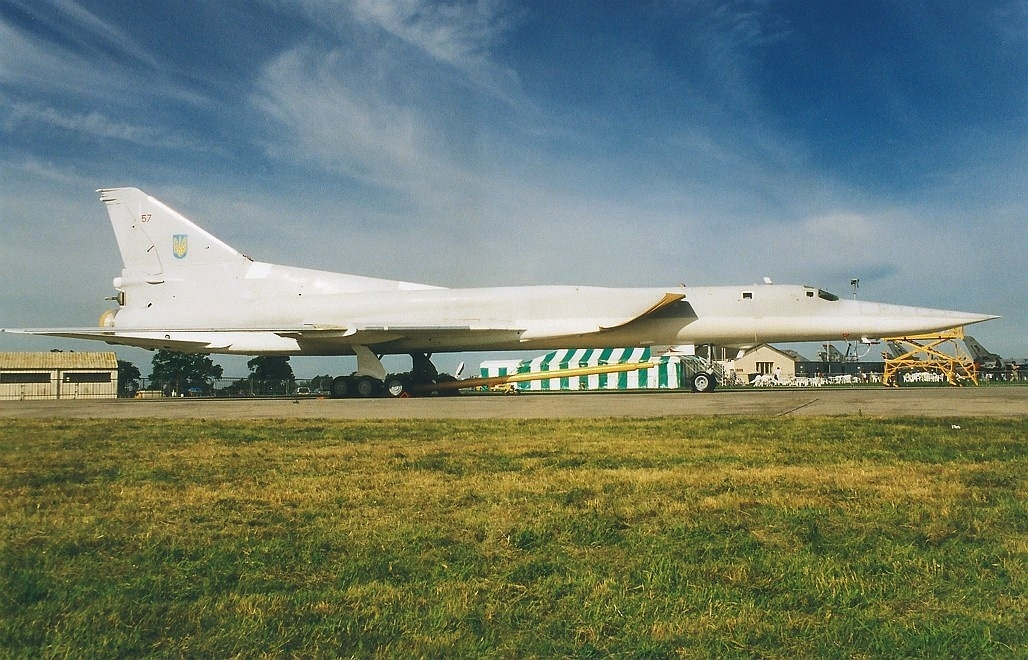
Ту-22М3 (б/н 57) ВВС Украины на авиашоу RIAT 1998, Фейфорд, Англия
Борт № 02 с акульей пастью, Андреевским флагом и советским гвардейским знаком[38]
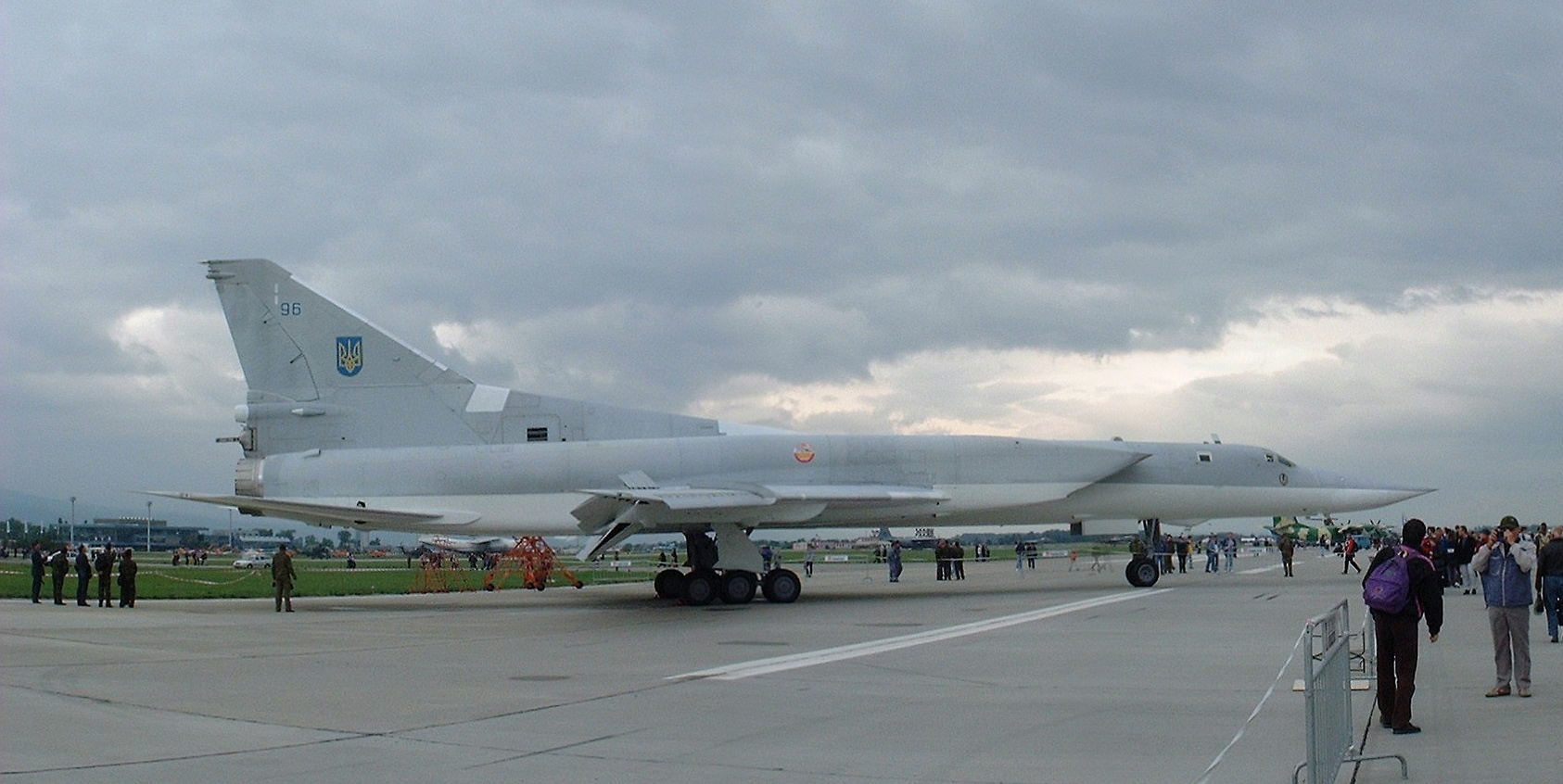
Ту-22М3 (б/н 96) ВВС Украины на авиашоу SIAD 2002, Братислава, Словакия
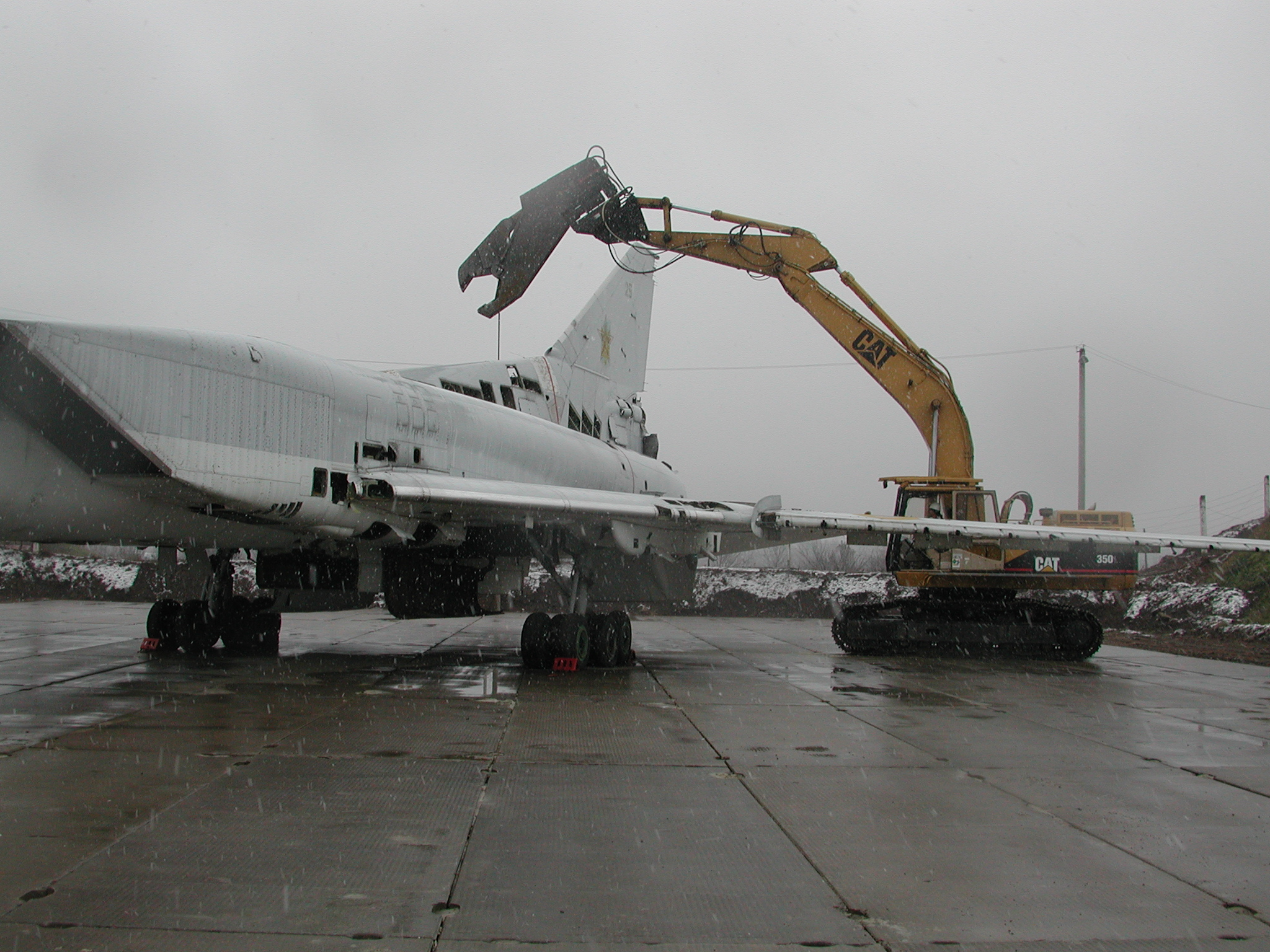
Уничтожение Ту-22М3 ВВС Украины с помощью оборудования американской компании Raytheon Technical Services, авиабаза Полтава, 2002 год
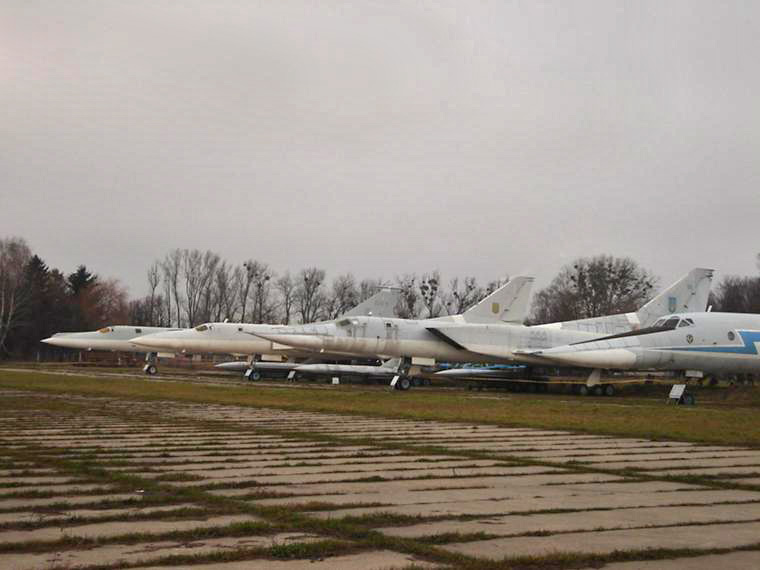
Слева направо: Ту-22М0, Ту-22М2, Ту-22М3 и Ту-134УБЛ ВВС Украины в Государственном музее авиации Украины

## Боевое применение
Долгое время самолёты Ту-22М являлись (и являются таковыми до настоящего времени) активным фактором сдерживания, так как в первую очередь предназначались для противоборства с авианосными ударными группами ВМС блока НАТО на морских театрах военных действий, для чего планировалось использовать крылатые ракеты воздушного базирования Х-22 различных модификаций, а также для нарушения морских коммуникаций путём постановки минных заграждений. 
Впервые в реальной боевой обстановке Ту-22М2 был опробован в качестве бомбардировщика в 1984 году в Афганистане, когда шесть экипажей 1225-го ТБАП наносили удары по позициям моджахедов бомбами массой 3000 кг.
31 октября 1988 года боевые вылеты в Афганистане совершили экипажи 185-го гвардейского ТБАП на самолётах Ту-22М3. Позиции противника обрабатывали бомбами массой 3000 и 1500 кг. В том же году несколько экипажей 52-го гвардейского ТБАП участвовали в отражении нападения афганских боевиков на советскую погранзаставу. Экипажи этих полков действовали с аэродрома Мары.
В 1993 году шесть Ту-22М3 840-го ТБАП произвели боевые вылеты на участки таджикско-афганской границы для отражения нападения формирований таджикской оппозиции.
С 26 ноября по 31 декабря 1994 года шесть экипажей 840-го ТБАП участвовали в первой чеченской войне. Ту-22М3 привлекались для изоляции района боевых действий и препятствия подхода подкреплений к осаждённым в Грозном боевикам. Самолёты наносили удары по местам скопления и путям выдвижения дудаевцев в районах Аргуна, Гудермеса и Шали. С помощью осветительных бомб ОСАБ, сброшенных Ту-22М3, ночью освещался Грозный, что было необходимо для применения высокоточного оружия типа корректируемых авиабомб КАБ1500Л с бомбардировщиков Су-24.
В марте 1997 года экипажи этих же полков выполнили шесть полётов на разведку надводных кораблей НАТО в Чёрном море. К этому моменту в общей сложности Ту-22М3 совершили 172 самолёто-вылета продолжительностью 737 часов и израсходовали 4766 авиабомб (из них 2479 осветительных).
В ходе войны в Грузии в августе 2008 года группа Ту-22М3 наносила прицельные авиационные удары по складам боеприпасов грузинской армии, бомбила аэродромы и скопления войск в Кодорском ущелье. По официальной версии, один Ту-22М3 был сбит на высоте примерно 6000 м в результате применения средств ПВО Грузии; самолёт пилотировал экипаж из 52-го тяжелобомбардировочного авиаполка, базирующегося в Шайковке. По данным независимого аналитика Антона Лаврова, лидер группы Ту-22М3 был сбит во время возвращения после бомбардировки базы грузинской пехотной бригады. После этой потери ВВС России до конца конфликта не использовали дальнюю авиацию.
Начиная с 17 ноября 2015 года, 14 самолётов Ту-22М3 были задействованы в военной операции России в Сирии. В августе 2016 года бомбардировщики Ту-22М3 дальней авиации наносили авиационные удары по объектам ИГ с аэродрома Хамадан в Иране.
В ходе вторжения России на Украину применялись ВКС РФ для нанесения ударов по территории завода «Азовсталь» в Мариуполе, а также для нанесения ракетами Х-22 удара по торговому центру в Кременчуге 27 июня. 7 октября 2022 была осуществлена атака украинских беспилотников на авиабазу Шайковка, в результате чего были серьёзно повреждены два бомбардировщика Ту-22М. 5 декабря 2022 года по крайней мере один Ту-22М был повреждён после взрыва на аэродроме Дягилево. 19 августа 2023 года, по словам российских властей, по меньшей мере два Ту-22М были повреждены вследствие атаки украинского беспилотника на аэродроме Сольцы.
По заявлениям главы ГУР Украины Кирилла Буданова, 19 апреля 2024 года один Ту-22М3, возвращавшийся на аэродром после обстрела Украины, упал в Ставропольском крае после попадания модифицированной ракеты С-200. Минобороны РФ признало потерю самолёта, назвав причиной падения техническую неисправность. Военный обозреватель Би-би-си Илья Абишев усомнился в украинской версии, указав, что имеется ряд аргументов, которые ей противоречат.
1 июня 2025 года, в рамках операции СБУ «Паутина», как минимум 4 единицы Ту-22М3 было уничтожено и 2 единицы повреждено.

## Аварии и катастрофы

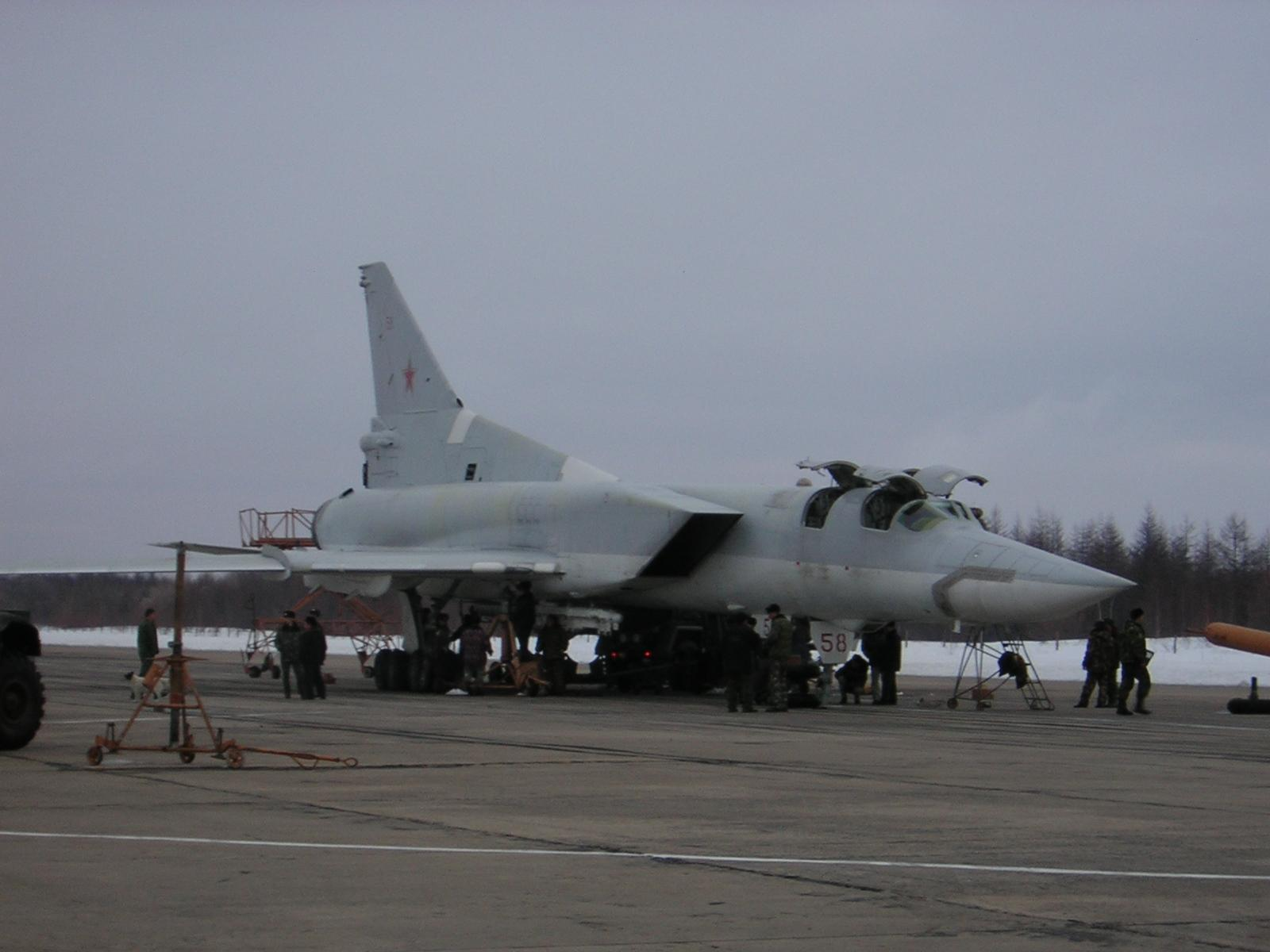
Аварийная посадка Ту-22М3, весна 2005 г. Самолёт восстановлен

По состоянию на 2009 год за время эксплуатации было потеряно по небоевым причинам 22 самолёта.
| Дата       | Мод.      | Бортовой номер | Командир                        | Место катастрофы | Погибло |
| ---------- | --------- | -------------- | ------------------------------- | --- | ------- |
| 23.11.1973 | Ту-22М2   | 701            | Сасин Г. К.                     | Вылет с Казанского аэродрома на полигон для испытаний отстрела пушки. В районе Саратова в кабине появился дым. Экипаж попытался определить причину возгорания, но не смог этого сделать (впоследствии выяснилось, что сгорел трансформатор обогрева лобовых стёкол в подполье кабины). Приняли решение садиться на запасном аэродроме в Энгельсе. При подходе к аэродрому КК дал команду обесточить самолёт — выключить основные генераторы. Оператор выполнил команду буквально, отключив всё. Обесточенная машина потеряла управление, начала кувыркаться, а потом свалилась в крутое пике. КК приказал экипажу катапультироваться. Оператор катапультировался удачно, штурман не смог. ПКК не был пристёгнут (так как встав с кресла, пытался найти источник дыма), и во время падения машины его перегрузкой вытащило из кресла и прижало к остеклению фонаря. КК катапультировался за несколько секунд до столкновения самолёта с землёй на высоте всего лишь ста метров, взрывная волна раскрыла купол парашюта, остался жив, получил тяжёлые травмы. | 2       |
| 1974       | Ту-22М2   | 403            | Б. Л. Львов                     | Экипаж: лётчики-испытатели Б. Л. Львов (НИИ ВВС) и Б. И. Веремей (ОКБ) (в задней кабине никого). Испытательный полёт по программе прерванных и продолженных взлётов. После отрыва от ВПП с одним работающим двигателем (второй двигатель выключен на разбеге согласно заданию) машина набрала высоту около 50 м. Для разгона самолёта были убраны шасси и закрылки, но самолёт продолжал терять высоту. Несмотря на настойчивые предложения Веремея «подвыпустить» закрылки и тем самым прекратить опасную потерю высоты, Львов не стал этого делать и упорно продолжал пытаться разогнать самолёт на снижении. В результате самолёт упал в поле на стоявший совхозный трактор. От удара передняя часть самолёта вместе с кабиной отвалилась, а всё, что осталось позади, взорвалось и сгорело. Лётчик ГК НИИ ВВС Б. Л. Львов получил перелом позвоночника. | 0       |
| 01.02.1979 | Ту-22М2   |                | Потапов В. И.                   | 943-й МРАП ЧФ. КК капитан Потапов В. И. При выполнении захода на посадку на аэродром Октябрьское из-за ошибочных действий экипажа в работе с оборудованием кабины произошёл останов двигателей. Экипаж катапультировался. | 0       |
| 11.05.1979 | Ту-22М2   |                | Кубраков В. В.                  | 943-й МРАП. День, ПМУ. На первом, при полёте по большой коробочке, на 3400 м и приборной 600 км/ч экипаж почувствовал резкий толчок и резкую вибрацию с увеличением её частоты. Речевой информатор: «Проверь пожар. Проверь стреловидность. Выпусти шасси. Переключи 1 гидросистему на стабилизатор. Проверь давление в 1 гидросистеме». На отклонение штурвала самолёт не реагировал, и начал беспорядочно падать. С начала возникновения аварийной ситуации до столкновения с землёй прошло 45 секунд. Второй лётчик прыгнул самостоятельно первым. Оператор и штурман принудительно катапультированы командиром. Сам прыгнуть не смог и погиб. Самолёт начал разрушаться ещё в воздухе вследствие сильных перегрузок. Причина катастрофы: разрушение турбины правого двигателя, лопатки пробили 8-й бак, что привело к взрыву 6-9 баков и разрушению киля. | 3       |
| 14.01.1982 | Ту-22М2   |                | Васильев В. М.                  | 943-й МРАП, Октябрьское (Симферополь). На предварительном старте при выпуске закрылков механизм балансировки отработал в переднее положение, что соответствует балансировочному положению колонки в околозвуковом режиме полёта. Экипаж на ненормальное поведение МБ внимания не обратил. После взлёта, уборки закрылков и перестановки крыла в положении 30 градусов стабилизатор самостоятельно отработал из положения −12/-13 градусов в положение −2,1 градуса, самолёт перешёл на снижение. Лётчики вместо принудительного отключения торсиона выключателем (что практически мгновенно освободило бы колонку) поставили рукоятки на уменьшение стреловидности и выпуск закрылков, но времени не хватило, и самолёт столкнулся с землёй. ПКК успел катапультироваться и остался жив. | 3       |
| 08.07.1983 | Ту-22М    |                | Цибулин В. М.                   | 1229-й ТБАП. Экипаж выполнял взлёт на маршрут ночью в ПМУ. После отрыва (через 7 сек.) на борту сработала сигнализация «Вибрация велика» левого двигателя. КК уменьшил режим работы левого двигателя, а затем перевёл его на малый газ. Так как сигнал «Вибрация велика» не снимался, КК в режиме набора высоты на высоте 140 м и скорости 480 км/ч выключил левый двигатель. Продолжая набор высоты с вертикальной скоростью 2-3 м/сек., лётчик отвлёк внимание на контроль вибрации и на высоте 215 м и скорости 450 км/ч вывел самолёт на критический угол атаки. Самолёт перешёл на энергичное неуправляемое снижение с переменными кренами от +20 до −70 градусов и через 18 секунд столкнулся с землёй. Штурман-оператор самостоятельно принял решение на катапультирование и покинул самолёт на высоте 120—150 метров. ШК покинул самолёт на высоте 100—120 м при левом крене до 60 градусов. Полное наполнение парашюта произошло под воздействием взрывной волны. Приземление произошло в 15 м от взорвавшегося самолёта. Ввод в действие катапультируемого сиденья КК совпал с началом разрушения самолёта. ПКК средствами аварийного покидания не воспользовался. Причина ЛП — ложное срабатывание аппаратуры вибрации ИВ-144. | 2       |
| 17.01.1985 | Ту-22М2   | 29К            | Ширманов А. А.                  | 568-й МРАП. Самолёт упал ночью в ПМУ на плановых полётах возле ближнего привода. Через 58 секунд после начала разбега, после отрыва от ВПП, на высоте 250 метров и горизонтальной скорости 470 км/ч, самолёт по необъяснимой причине перешёл в снижение с положительным углом тангажа +12° и без выключения форсажей обоих двигателей. Самолёт столкнулся с землёй на удалении 1050 м и немного левее оси ВПП, с вертикальной скоростью до 40 м/сек., и горизонтальной скоростью до 650 км/ч, при этом полностью разрушился на мелкие фрагменты и загорелся. Экипаж погиб без попытки катапультирования. Обломки самолёта пролетели в нескольких метрах от здания БПРМ. | 4       |
| 12.07.1985 | Ту-22М2   | 45             | Пеньков В. М.                   | 57-я МРАД, 240-й МРАП, Быхов, КК м-р Пеньков В. М., инструктор п/п-к Борисов К. В., день, ПМУ, вылет парой. На выравнивании, с 1 метра при скорости 310 км/ч самолёт увеличил тангаж с 5° до 18-19, пошёл в набор и с высоты 40 м свалился на удалении 1120 м от начала ВПП. Самолёт столкнулся с полосой, стойки подломились, стал разрушаться и загорелся. На 1520 м остановился и сгорел. Борисов два раза давал команду катапультироваться, командир — один раз. Штурман катапультировался на высоте 5 м, на нисходящей, штурман-оператор покинул самолёт после его остановки, командир и инструктор находились без сознания и были эвакуированы наземными службами. Борисов скончался на месте, Пеньков — в лазарете через 7 часов, не приходя в сознание. Причина катастрофы: отказ рулевого привода из-за обрыва штока компенсатора усилия и попадания стружки в золотник управления, что привело к самопроизвольному выходу его на полный рабочий ход. | 2       |
| 04.09.1985 | Ту-22М    |                | Карповский Б. М.                | 1229-й ТБАП. Экипаж командира полка выполнял полёт ночью по маршруту. При снижении на высоте 4700 м и на скорости 600 км/ч самолёт вошёл в кучево-дождевую облачность и подвергся интенсивной электризации и обледенению. В результате разряда статического электричества и ослепления произошла временная потеря экипажем пространственной ориентировки. Это привело к отклонению штурвала влево до 50°, созданию большого крена и угла пикирования до 70°. За 13 секунд до столкновения с землёй самолёт был выведен из крена, но из-за большой вертикальной скорости снижения и малого запаса высоты столкнулся с землёй на скорости 1065 км/ч с углом тангажа 30°, вертикальной скоростью 219 м/сек. и взорвался. Экипаж погиб. | 4       |
| 16.05.1986 | Ту-22М2   |                | Мурсанков С. Г.                 | 52-й ТБАП, Шайковка. На 29 секунде полёта из-за обильной течи топлива (1 тонна в минуту) возник пожар в двигательном отсеке. Экипаж начал разворот на обратный посадочный курс, загорелся второй двигатель. Командир корабля довернул в сторону Нижнекировского водохранилища, так как был над г. Киров Калужской области. Командир катапультировал принудительно экипаж на высоте 400 м, сам вышел за 2-3 секунды до взрыва самолёта. Экипаж жив, ШК повредил ногу. Самолёт взорвался над проходной фаянсового завода (в настоящее время — завод АО «Кировская керамика»), полной рабочих (в обеденный перерыв) и автобусной остановкой «Площадь имени Кирова». Заправка самолёта составляла 42 тонны. На земле погибло сразу 10 человек, четверо скончались в больнице, ранения и ожоги различной степени тяжести получили 37 человек. Причина ЛП: некондиционный топливный шланг разорвало, топливо пошло в подкапотное пространство и воспламенилось. После этого случая все резиновые топливные шланги на Ту-22М2 были изъяты и заменены на металлические трубки. В заводском сквере был установлен памятник жертвам трагедии. | 14      |
| 29.01.1987 | Ту-22М2   |                | Смирнов                         | 840-й ТБАП, Сольцы. Грубая посадка, самолёт списан. | 0       |
| 4.03.1987  | Ту-22М2   | 20             | Бурундуков А. Д.                | 170-й МРАП БФ, Быхов. На взлёте с максимальным весом произошло самопроизвольное отключение одного двигателя. Командир, согласно инструкции, прекратил взлёт. При сходе самолёта с ВПП на грунт началась сильная тряска, КК непроизвольно схватился за рукоятки катапульты, чтобы удержаться в кресле, и случайно выжал одну из ручек. ПКК, увидев, что командир улетел, катапультировался самостоятельно. Штурман и оператор оставались в самолёте до конца, и покинули кабину после его остановки. Самолёт списали, экипаж невредим. | 0       |
| 21.04.1987 | Ту-22М2   |                | Копылов В. П.                   | 840-й ТБАП, Сольцы. Лётно-тактические учения. На взлёте самолёт самопроизвольно увеличивал угол тангажа и, свалившись, упал. Экипаж успел катапультироваться. Расследование установило: «Нарушение продольной управляемости самолёта из-за возникшей в механической проводке управления стабилизатора временного упора, привёдшего к ограничениям управления штурвала, из-за возможного попадания постороннего предмета, типа сосуда сантехники». | 0       |
| 20.07.1988 | Ту-22М    |                | Лесняк А. И.                    | 1225-й ТБАП. Экипаж выполнял взлёт ночью на маршрут. В процессе взлёта на 32 секунде ШК и ПКК доложили об отказе своих указателей скорости. На четвёртой минуте полёта на высоте 1400 м самолёт вышел на второй режим, началась прогрессирующая поперечная раскачка с потерей высоты. Только через 2 мин. 20 сек. после начала раскачки на высоте 600—800 м КК доложил РП о случившемся. РП подал экипажу безграмотную команду на выключение демпферов. На шестой минуте полёта самолёт с большим положительным углом тангажа и левым креном столкнулся с землёй, разрушился и сгорел. Экипаж погиб. | 4       |
| 23.11.1989 | Ту-22М2   | 70К            | Зерцалов В. И.                  | 570-й МРАП. При возвращении с бомбового полигона на Сахалине (мыс Тык) экипаж доложил о проблемах с электропитанием, затем о развитии аварийной обстановки. Самолёт упал в море (на траверзе г. Углегорска), был выслан спасательный вертолёт, экипаж которого обнаружил на воде два парашюта и ещё живого ПКК. Из-за переохлаждения парень умер в вертолёте. Наиболее вероятная причина катастрофы — самопроизвольный подъём левого интерцептора до упора при частичном обесточивании самолёта (подобный дефект был известен и ранее, и не только на самолётах Ту-22М) из-за отказа центрального корректора напряжения ЦКН-66, управляющего напряжением всех генераторов постоянного тока. | 4       |
| 14.02.1989 | Ту-22М2   |                | Карпенко Г. В.                  | 52-й ТБАП. Экипаж выполнял полёт ночью по маршруту с инструктором-лётчиком, зам. комдива полковником Логуновым В. И. На маршруте после работы на АП Калиновка (Крым) по команде ведущего группы экипаж перешёл в набор высоты с 1200 до 10100 м. После набора 8100 м экипаж обнаружил отказ электропитания, на снижении сделали три попытки запуска ВСУ, окончательно разрядив АБ. Инструктор доложил на РЦ УВД Симферополь об отказе бортового электропитания и работе на аккумуляторе с просьбой обеспечить посадку на ближайший аэродром с простой погодой. По данным постов ПВО самолёт начал энергичное снижение по крутой траектории, после чего на экране РЛС отметка пропала. Экипаж штатными средствами спасения не воспользовался. Самолёт упал в 36 км севернее города Мариуполя. Причина: отказ ЦКН-66. | 4       |
| 12.04.1989 | Ту-22М2   |                | Багаев А. И.                    | 540-й МРАП ИИ 33-го ЦБП и ПЛС авиации ВМФ, аэр. Кульбакино (Николаев). КК — заместитель начальника Центра по политической части п-к Багаев. Контрольный полёт на допуск полковника Багаева. На взлёте разрушился поворотный узел крыла, отвалилась ПЧК и самолёт с переворотом упал. Успели катапультироваться штурман-оператор и штурман. Оператору высоты хватило, штурман «вышел» из перевёрнутого самолёта. Командир корабля полковник А. И. Багаев, лётчик-инструктор майор А. П. Полтавцев, штурман корабля майор А. Н. Полинер — погибли. | 3       |
| 1989       | Ту-22М3   |                |                                 | 33-й уч. центр ВМФ. После второго разрушение турбины. КК принудительно катапультировал экипаж. ШО погиб — в голову попала лопатка развалившейся турбины. | 3       |
| 1989?      | Ту-22М3   |                |                                 | Серышево. Экипаж из Белой на ЛТУ полка. После второго разворота упали. Все погибли. Причина: из-за закупорки проводки динамического давления у КК возникла разница в показаниях индикатора скорости у членов экипажа, что привело к несогласованности их действий и в конечном итоге к сваливанию. | 4       |
| 1989?      | Ту-22М2   |                | Смирнов                         | Сольцы, 840-й ТБАП. Грубая посадка. Самолёт списали. | 0       |
| 1989?      | Ту-22М2   |                | Старший лейтенант Бибишев А. В. | Быхов. На взлёте отказ двигателей, все катапультировались, самолёт не загорелся, выкатился на метров 600—700 от торца ВПП. | 0       |
| 1989?      | Ту-22М3   |                |                                 | Бобруйск, 200-й ТБАП. На земле при запуске двигателя пожар. Самолёт сгорел. | 0       |
| 1989?      | Ту-22М2   |                |                                 | Тарту, 132-й ТБАП. Самолёт сгорел при гонке двигателей в ТЭЧ. | 0       |
| 1989?      | Ту-22М3   |                |                                 | Дягилево (Рязань), 43-й ЦБП и ПЛС. Полёт по кругу, помпаж одного двигателя, затем другого (??). Экипаж катапультировался, самолёт упал на поле с перегрузкой 3,5 g. | 0       |
| 1990       | Ту-22М3   |                |                                 | Дягилево, 43-й ЦБП и ПЛС. Самолёт новый, имел общий налёт 70 часов. Переучивание экипажа из Стрыя. Н = 3100, ПМУ, ночь. Зона на отработку запуска двигателя. Инструктор дал команду, что выключает правый двигатель, а сам выключил левый. КК дал команду ШО выключить генераторы правого двигателя. Начали дёргаться, посадили АБ, при U = 17 вольт поднялся левый интерцептор. Экипаж катапультировался, оператор через 2 недели скончался. | 1       |
| 21.08.1992 | Ту-22М3   |                | Рылин А. А.                     | 5-й гв. МРАП ЧФ, Весёлое. Пожар. Экипаж в составе: командира майора Рылина А. А., инструктора майора С. М. Пьянзина, штурмана корабля капитана В. В. Романенко, штурмана-оператора лейтенанта Кудзиева успешно катапультировался. | 0       |
|            | Ту-22М3   |                |                                 | 5-й гв. МРАП ЧФ, Весёлое. Во время полёта произошёл отрыв лопатки двигателя, которая повредила гидросистему. Из-за рассогласования половин стабилизатора самолёт начал падение в неуправляемой «бочке». Погиб КК и ШК. | 2       |
| 09.09.1994 | Ту-22М3ЛЛ |                | А. Махалин                      | Самолёт-лаборатория ЛИИ имени М. М. Громова (Жуковский) на базе Ту-22М3 с ламиниризированным крылом, бортовой номер 32, серийный 3003. Во время испытательного полёта парой с Ту-134 (RA-65760), с которого велась видеосъёмка картины обтекания экспериментального крыла самолёта-лаборатории в широком спектре, произошло непроизвольное сближение самолётов (так называемый подсос) вплоть до столкновения. Ту-134 получил значительные повреждения киля и стабилизатора, и рухнул в Шатурском районе Московской области. Все находившиеся на борту Ту-134 погибли: КВС Павлов Валерий Викторович, второй пилот Кушин Виктор Станиславович, штурман-испытатель Хохряков Александр Анатольевич, бортрадист И. Ю. Соколов, бортинженер С. М. Изгородин, ведущий инженер (начальник сектора, к.т. н.) А. А. Королёв, ведущий инженер-исследователь В. М. Галкин, кинооператор (инженер-испытатель) Е. В. Колпаков. Ту-22М2ЛЛ получил повреждения носовой части, но экипаж сумел посадить самолёт на аэродроме Жуковский. Впоследствии этот самолёт в воздух больше не поднимался. | 0       |
| 08.07.2004 | Ту-22М3   |                | О. Тяпкин                       | Сольцы, 840-й ТБАП. При выполнении планового тренировочного полёта ночью в самолёте произошёл отказ одного генератора постоянного тока. Экипаж около 23:40 при заходе на посадку выпустил шасси, включил фары и начал запускать ВСУ, что вызвало просадку напряжения в сети и привело к обесточиванию самолёта. На удалении 14 км от взлётно-посадочной полосы фары погасли, управление отказало и самолёт стал падать. Руководитель полётов дал команду экипажу на катапультирование, но никто из экипажа не смог вручную отработать катапультами. | 4       |
| 10.08.2008 | Ту-22М3   |                | А. Ковенцов                     | 52-й ТБАБ, Шайковка. Самолёт сбит ракетой «земля-воздух» при выполнении боевого задания во время войны в Грузии. Командир корабля считается пропавшим без вести, оба штурмана погибли, ПКК майор В. Малков попал в плен раненым, впоследствии освобождён. | 3       |
| 16.06.2016 | Ту-22М3   | 10К            | н. д.                           | Ракетоносец выкатился за пределы ВПП при посадке на аэродроме г. Остров Псковской области и получил значительные повреждения, экипаж жив. Машина принадлежит авиагруппе 6950-й АвБ, гарнизон Шайковка. | 0       |
| 14.09.2017 | Ту-22М3   | 20К            | В.Шилов                         | При выполнении взлёта с аэродрома Шайковка (Калужская область), в процессе разбега, из-за возникшей разницы показаний скорости у членов экипажа, КК принял решение об экстренном прекращении взлёта. Самолёт (RF-94233 красный) выкатился за пределы ВПП на 800 метров на грунт, подломив стойки шасси. Экипаж жив, самолёт восстановлению не подлежит. | 0       |
| 22.01.2019 | Ту-22М3   | 35К            | Майор А. Г. Гурьев              | При выполнении посадки на базе Оленья самолёт попал в снежный заряд. В результате грубой посадки самолёт разрушился и загорелся. КК м-р Гурьев Алексей Германович, ПКК м-р Мазунин Константин Юрьевич и ШО к-н Грейф Виктор Владимирович погибли; ШК п/п-к Рылков Максим Анатольевич госпитализирован в тяжёлом состоянии. | 3       |
| 23.03.2021 | Ту-22М3   |                |                                 | При стартовой подготовке, при включении Автоматов Защиты Сети несанкционированно сработала система принудительного покидания экипажа, выбросив штурмана, оператора, и правого лётчика. Так как система не рассчитана на покидание неподвижного самолёта, три человека погибли, получив травмы, не совместимые с жизнью. |         |
| 5.12.2022  | Ту-22М3   | RF-34110       |                                 | Во время атаки БПЛА на авиабазу Дягилево как минимум 1 Ту-22М3 был повреждён. Атаку предположительно провела Украина в ответ на массовое использование самолётов Ту-22М3 в ходе вторжения России на Украину. | 3       |
| 19.04.2024 | Ту-22М3   |                |                                 | При возвращении на аэродром базирования в Ставропольском крае потерпел крушение. | 1       |
| 15.08.2024 | Ту-22М3   |                |                                 | При выполнении планового полёта в Иркутской области потерпел крушение Ту-22М3. Бомбардировщик летел с аэродрома Белая (около 20 км от Михайловки), предварительно — причиной падения стал отказ двигателя. Инцидент произошёл в безлюдной местности, жертв среди населения нет. Минобороны РФ сообщало, что экипаж успел катапультироваться, всех четверых пилотов нашли, двое пострадали, один находился в тяжёлом состоянии, с ушибами и переломами, позднее сообщили, что он скончался. | 1       |
| 02.04.2025 | Ту-22М3   |                |                                 | При выполнении планового полёта в Иркутской области потерпел крушение Ту-22М3. Предварительно — причиной падения стала техническая неисправность. Инцидент произошёл в безлюдной местности, жертв среди населения нет. Минобороны РФ сообщало, что экипаж успел катапультироваться, лётчик погиб. | 1       |

## Лётно-технические характеристики
Приведённые ниже характеристики соответствуют модификации Ту-22М3 90-й серии:

### Технические характеристики
- Экипаж: 4 человека
  - командир корабля (КК)
  - помощник командира корабля (ПКК)
  - штурман-навигатор (ШН)
  - штурман-оператор (ШО)
- Размах крыла:
  - при стреловидности 20°: 34,28 м
  - при стреловидности 65°: 23,30 м
- Длина: 42,46 м по стабилизатору и 42,16 по килю;
  - фюзеляжа: 38,5 м
- Высота: 11,05 м (11,08 первых серий)
- Площадь крыла:
  - при стреловидности 20°: 183,57 м²
  - при стреловидности 65°: 175,80 м²
- Масса:
  - пустого самолёта: 68 000 кг
  - нормальная взлётная: 112 000 кг
  - максимальная взлётная: 126 000 кг
  - топлива: 53 550 кг
- Эксплуатационная перегрузка: 2,2 g
- Предельная перегрузка: 2,5 g

### Двигатель
- Тип двигателя: Турбореактивный двухконтурный двигатель с форсажной камерой
- Модель: «НК-25» (изделие «Е»)
- Тяга:
  - максимальный бесфорсажный режим: 2 × 14 500 кгс
  - максимальный форсажный режим: 2 × 25 000 кгс
  - режим малого газа: 2 × 800 кгс
- Масса двигателя: 2 × 4294 кг

### Лётные характеристики
- Максимальная скорость:
  - у земли: 950 км/ч[79]
  - на высоте: 2300 км/ч
- Крейсерская скорость: 930 км/ч
- Взлётная скорость при массе 124 т: 370 км/ч
- Посадочная скорость при массе 78—88 т: 285—305 км/ч
- Практический потолок: 13 300 м
- Дальность полёта: 6800 км
- Боевой радиус с нагрузкой 12 000 кг:
  - на сверхзвуковой скорости: 1500—1850 км
  - на дозвуковой скорости и предельно малой высоте: 1500—1650 км
  - на дозвуковой по смешанному профилю: 2410 км
- Длина разбега: 2000—2100 м
- Длина пробега: 1200—1300 м
- Нагрузка на крыло:
  - при нормальной взлётной массе: 610 кг/м²
  - при максимальной взлётной массе: 686 кг/м²
- Тяговооружённость:
  - при нормальной взлётной массе: 0,45 кгс/кг
  - при максимальной взлётной массе: 0,40 кгс/кг